# Phéniciens
Pour les articles homonymes, voir Phénicie (homonymie).
Les Phéniciens sont un peuple antique originaire des cités de Phénicie, région qui correspond approximativement au Liban actuel. Cette dénomination provient des auteurs grecs qui ont écrit à leur sujet. La Phénicie a toujours été divisée entre plusieurs cités, dont les plus importantes étaient Byblos (Jubayl), Sidon (Sayda), Tyr (Sour) et Arwad, et on ne sait pas si celles-ci ont eu conscience d'une identité commune. Les historiens ont repris l'adjectif « phénicien » pour désigner la civilisation qui s'est épanouie dans la région entre 1200 et 300 av. J.-C.
Les racines de la civilisation phénicienne se trouvent dans les cultures de la façade méditerranéenne du Proche-Orient du IIe millénaire av. J.-C. Toutes les villes de la future Phénicie existent déjà. Capitales de petits royaumes indépendants mais reliés par une certaine communauté de langue et de croyance, ce sont des cités marchandes importantes, et elles partagent une culture dont les Phéniciens sont les héritiers directs. À la suite des bouleversements qui touchent le Moyen-Orient vers 1200 av. J.-C., une nouvelle ère s'ouvre pour elles. Dégagées de la tutelle des anciennes puissances qui les dominaient (Nouvel Empire égyptien, Empire hittite), elles disposent d'une période d'autonomie qui leur permet d'étendre considérablement leurs réseaux commerciaux, puis de se lancer dans un mouvement d'expansion sur les rives de la mer Méditerranée. Les Phéniciens émigrés fondent alors des cités sur différents sites de Chypre, de Sicile, de Sardaigne, de Corse, de la péninsule Ibérique, de Grèce (Turquie actuelle) et d'Afrique du Nord.
À partir du VIIIe siècle av. J.-C., les cités phéniciennes perdent leur autonomie, étant successivement dominées par les Assyriens, les Babyloniens, les Perses, les Macédoniens (Lagides et Séleucides), puis les Romains. Elles préservent cependant leur importance commerciale et poursuivent leur expansion. Parallèlement, les implantations phéniciennes de la mer Méditerranée occidentale tombent sous la coupe de la plus puissante d’entre elles, Carthage, dans l'actuelle Tunisie, phénomène qui aboutit à la création d'une civilisation spécifique, dite « carthaginoise » ou « punique ». Reprenant des éléments des cultures indigènes, Carthage, variante occidentale de la civilisation phénicienne, connaît sa propre évolution. Elle s'effondre néanmoins face à l'expansion romaine au IIe siècle av. J.-C., après les guerres puniques. Mais aussi bien en Phénicie qu'en Afrique du Nord, les cultures locales conservent des aspects particuliers jusqu'aux premiers siècles de notre ère.
Les Phéniciens étaient des navigateurs audacieux, excellents marchands et artisans. Il est difficile d'aller au-delà des témoignages extérieurs sur les Phéniciens, car les sources provenant de Phénicie sont très limitées : très peu de textes écrits, peu de sites fouillés.
L'accomplissement le plus connu de la civilisation phénicienne est la mise au point et la diffusion de l'alphabet phénicien, qui est sans doute à l'origine de l'alphabet grec, même s'il ne s'agit pas du premier alphabet. La civilisation phénicienne présente de nombreux points communs avec celles des populations qui l'ont précédée au Levant (que l'on regroupe souvent sous le terme de « Cananéens »), ce qui permet de mieux comprendre certains aspects de leurs institutions politiques et surtout de leurs croyances et pratiques religieuses.

## Conditions d'étude

### Qui étaient les Phéniciens?
Avant la période hellénistique, les Phéniciens ne se sont jamais définis eux-mêmes comme un peuple. Durant toute leur histoire, ils ont été divisés entre plusieurs royaumes, et devaient plutôt s'identifier en référence à ceux-ci. Ce sont les textes grecs qui désignent ce peuple par le terme Phoinikes, et la région où ils vivent comme Phoinike, la Phénicie, et ce, dès l'époque d'Homère. Aucune explication pleinement satisfaisante de l'origine de ce terme n'a pu être apportée : il a souvent été mis en rapport avec le terme grec φοῖνιξ (phoînix), le « palmier », ou encore « rouge pourpre », qui pourrait renvoyer à la couleur tannée de la peau des Phéniciens, ou bien à l'une de leurs productions les plus réputées, les tissus teints en pourpre mais aussi à la couleur rouge de la mer sur les côtes de Palestine et de Beyrouth qui indiquerait la présence de fer dans le fond de la mer et la rendrait rouge, ce qui expliquerait en partie la mer vineuse citée dans Homère, encore que d'autres explications crédibles concerneraient les algues, la couleur de la mer au couchant, ou celle au levant.
Les Grecs reconnaissent aux Phéniciens qui viennent commercer en Grèce des talents évidents dans les activités marchandes, la navigation, et la qualité des productions des artisans de leur pays. Les apports des Phéniciens au monde grec (en particulier l'alphabet) se retrouvent dans plusieurs textes et des mythes, en particulier ceux relatifs aux enfants d'Agénor de Tyr : Cadmos fondateur de Thèbes, enlèvement d'Europe. D'autres fois, l'invention de l'arithmétique leur était attribuée. Mais les textes grecs les décrivent souvent en termes négatifs, comme des gens peu scrupuleux, brigands et voleurs. Ces descriptions renvoient à des clichés et en disent au moins autant si ce n'est plus sur ceux qui les écrivent que sur ceux dont elles parlent : les auteurs grecs se confrontent à ces gens venus de l'extérieur et en exposent les différences par rapport à eux-mêmes. Ils forgent leur propre identité grecque face à cet « autre ».
Durant l'Antiquité, il n'y a pas, en dehors des textes grecs, un terme équivalent à Phéniciens. Les textes proche-orientaux (notamment la Bible) et égyptiens parlent souvent d'une région appelée « Canaan » et de ses habitants, les « Cananéens », à localiser dans la région levantine. Mais ces termes concernent aussi la Palestine et la partie méridionale de la Syrie, donc beaucoup plus que la Phénicie. Cependant à l'époque hellénistique au moins le terme Canaan peut être un synonyme des termes grecs Phénicie et Phéniciens, comme l'indique un monnayage de Beyrouth daté du IIIe siècle av. J.-C. ayant une légende en grec Laodikeia he en Phoinikē, « Laodicée de Phénicie », et en phénicien lʾdkʾ ʾš bknʿn, « Laodicée de Canaan » (nouveau nom de la ville).
Selon Augustin d'Hippone, les villageois (en latin : rustici) d'Afrique du Nord durant Antiquité tardive, parlant la langue phénicienne/punique (« lingua punica »), s'identifiaient eux-mêmes ou leur langue comme « Chanani ». Augustin, dans une discussion sur la guérison de la fille d'une Cananéenne du Nouveau Testament, a soutenu que ce nom Chanani était le même que le mot Chananaei (« Cananéens »). La formulation latine correcte parmi les manuscrits est débattue et le contexte est ambigu. Bien que ce passage ait été avancé pour démontrer que le nom « Cananéen » était l'endonyme des Phéniciens, il est possible que le contexte rhétorique des paroles d'Augustin signifie qu'elles ne peuvent pas être invoquées comme preuve historique.
Se pose alors la question des critères restant aux historiens pour mieux définir ces Phéniciens qui n'avaient sans doute pas conscience de l'être, ou alors ne l'ont eu qu'à une époque tardive en raison d'influences extérieures grecques et romaines. Force est de constater que les contours de la notion de Phéniciens restent flous. L'aire géographique est le premier critère évident : les Phéniciens occupent une région côtière, la Phénicie. Les caractéristiques géographiques communes des cités créent une forme d'unité. Mais la Phénicie n'a jamais été une organisation politique, les habitants de la région étant définis comme les sujets de chacune des cités qui se partageaient ce territoire, et il ne semble pas y avoir eu de sentiment d'appartenance commune comme il s'en trouve en Grèce antique. Comme souvent pour essayer de distinguer les peuples dans l'Antiquité, il y a le critère de la langue : les sites de Phénicie ont livré des inscriptions en alphabet phénicien, rédigées dans une langue ouest-sémitique, le phénicien. Celle-ci se retrouve bien sur les sites de Phénicie, même si on décèle des variantes régionales suivant les différents royaumes, et aussi en dehors. De plus elle ne semble pas suffisamment distincte des langues des pays voisins, comme l'hébreu pour empêcher l'intercompréhension. Le fait que la religion et l'art y soient plutôt similaires renforce cette impression d'unité, mais chaque cité dispose de son propre panthéon avec ses cultes et la culture matérielle de la Phénicie présente aussi des variantes régionales. Enfin, l'évolution historique de la région est à prendre en compte. Les cités de Phénicie existent toutes au IIe millénaire, et font face à partir de 1200 à des bouleversements qui marquent le début d'une nouvelle ère, ancrés comme eux en grande partie dans le passé cananéen de l'âge du Bronze : l'arrivée des « Peuples de la mer », en particulier les Philistins qui s'installent au sud de la Phénicie, puis celle des Araméens à l'est, et l'émergence des Israélites au sud. Peu après, le phénomène de l'expansion en Méditerranée ne concerne que les ports de Phénicie, mais surtout Tyr et Sidon,.

### La redécouverte de la civilisation phénicienne
Les sources grecques, romaines ainsi que bibliques ont préservé le souvenir des Phéniciens jusqu'aux érudits de l'Europe du XVIIe siècle, qui les premiers tentèrent de redécouvrir ce peuple en allant au-delà des sources antiques traditionnelles, par exemple Samuel Bochart, qui surinterprète néanmoins l'importance des Phéniciens. Cela passe d'abord par des récits de voyageurs allés au Levant, qui décrivent les monuments phéniciens encore visibles. La redécouverte d'inscriptions en alphabet phénicien sur divers sites des rives de la mer Méditerranée permet le progrès de la recherche,.
Une inscription bilingue phénicien-grec sert de base à l'abbé Jean-Jacques Barthélemy pour faire progresser le déchiffrement de cette écriture en 1758. Ses travaux ne sont pas reconnus de son vivant, et c'est le philologue allemand Wilhelm Gesenius qui lui rend justice et lance vraiment l'épigraphie phénicienne par ses publications. Dans cette même période, plusieurs savants (M. Vargas-Machuca, A. Heeren, F.-C. Movers, etc.) entreprennent des études sur les Phéniciens, tentant d'aller au-delà des sources antiques. S'intéressant en particulier à l'influence phénicienne en Méditerranée, ils développent la théorie des Phéniciens jouant le rôle de civilisateurs, transmettant les lumières de l'Orient en Occident.

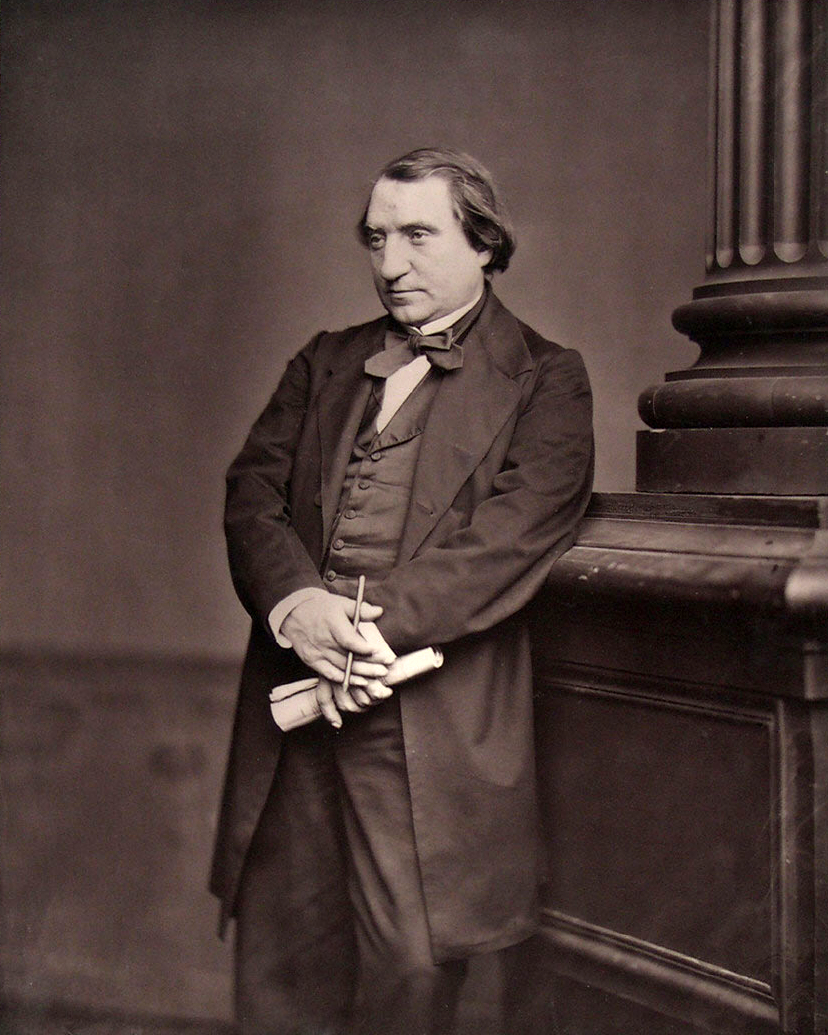
Ernest Renan dans les années 1870.

Les études sur l'« Orient » font en effet de considérables progrès durant la première moitié du XIXe siècle : expéditions scientifiques en Égypte, redécouverte des sites de l'Assyrie. En 1860, dans un contexte d'une intervention française au Liban pour aider les communautés chrétiennes de la région, le philologue et historien français Ernest Renan est mandaté par Napoléon III pour une mission d'exploration d'un an en Phénicie. Cette mission réalise de nombreux repérages de monuments. Dans ses interprétations, Renan reste marqué par une approche hellénocentrique, et voit l'art phénicien comme celui d'imitateurs incapables de création, opposé à celui des Grecs.
La seconde moitié du XIXe siècle voit l'essor de l'exploration des différents lieux d'implantation phénicienne en Méditerranée : Carthage d'abord, avec notamment les fouilles entreprises par le père Delattre, mais aussi les sites de Sardaigne, de Sicile, de la péninsule Ibérique, Chypre. Mais à la fin du siècle et au début du suivant, le regard de nombreux chercheurs a évolué par rapport à leurs prédécesseurs qui voyaient l'influence orientale partout : l'identité sémite des Phéniciens est mise en avant, et certains cherchent à minimiser leur rôle, ou à nier l'origine sémite de leurs réalisations les plus influentes. Mais cela est contrebalancé par d'autres travaux : Victor Bérard qui cherche à remettre en avant l'idée d'une influence majeure des Phéniciens dans le monde méditerranéen, et surtout Stéphane Gsell qui publie les huit volumes de son Histoire ancienne de l'Afrique du Nord, synthèse majeure sur l'histoire carthaginoise.
Durant la première moitié du XXe siècle, l'exploration des sites phéniciens et puniques se poursuit. L'étude de la civilisation phénicienne connaît de grands progrès après les années 1960, avec un plus grand effort pour mettre en commun les travaux des épigraphistes et des archéologues. En raison des troubles politiques qui ont lieu au Liban, les fouilles régulières des sites de Phénicie sont rendues difficiles et beaucoup d'objets sont exhumés et vendus sur le marché des antiquités de manière illégale. C'est dans la Méditerranée occidentale que l'exploration des sites archéologiques connaît les progrès les plus remarquables,.
En 1979 se tient à Rome le premier Congrès international des études phéniciennes et puniques, sous l'impulsion de Sabatino Moscati, cherchant à mettre en commun les travaux des spécialistes des Phéniciens et des Carthaginois venant de différents pays. Depuis, plusieurs expositions ainsi que des ouvrages collectifs permettent de faire régulièrement le point sur les avancées des chercheurs.

### Les sources disponibles

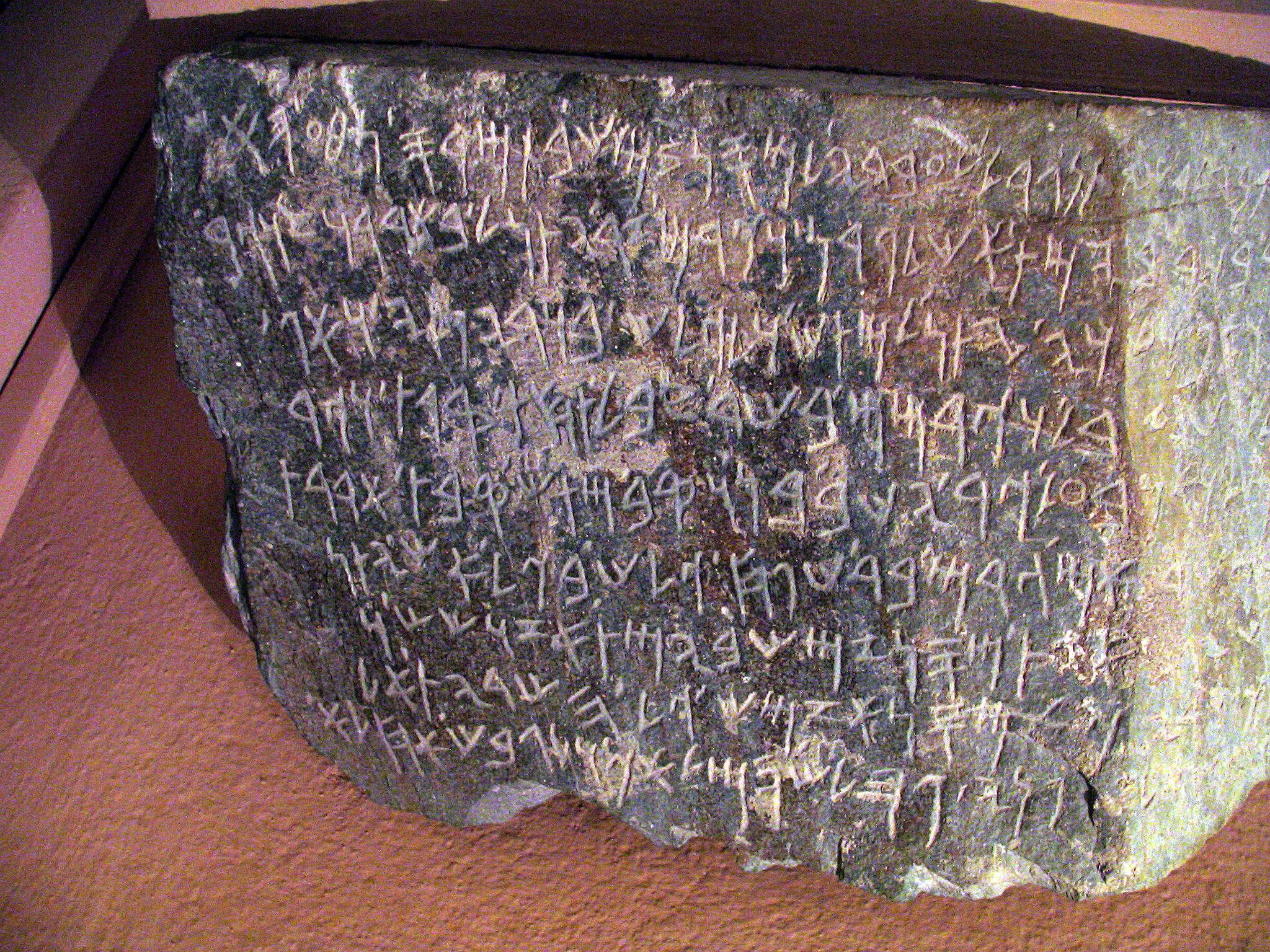
Inscription en alphabet phénicien retrouvée à Cebelireis Daği près d'Alanya, Turquie, fin du, rapportant un transfert de propriété foncière. Musée archéologique d'Alanya.

Les Phéniciens n'ont laissé que peu de témoignages écrits permettant de reconstituer leur histoire. La répartition géographique des inscriptions en phénicien est d'ailleurs largement à l'avantage de l'aire carthaginoise (Tunisie et reste de l'Afrique du Nord, Sicile, Sardaigne, Malte, etc.), tandis que celles provenant de Phénicie constituent un corpus très limité, et que celles provenant du reste de la Méditerranée orientale (Chypre, Syrie, monde égéen) ne sont guère plus abondantes.
Les inscriptions les plus nombreuses sont de type funéraire (surtout dans le monde punique). On en trouve également de type votif (accompagnant des offrandes aux dieux), quelques textes royaux commémoratifs (relatifs surtout à des actes pieux comme la construction de temples). Ces textes sont généralement peu développés, fournissent surtout des informations sur la vie religieuse,.
La reconstitution de l'histoire phénicienne passe donc par des sources textuelles extérieures, rédigées par des personnes ayant rencontré les Phéniciens. Ce type de source forme un ensemble disparate : on y trouve un récit romancé égyptien comme l’Histoire d'Ounamon, les inscriptions royales d'Assyrie ou de Babylonie, des textes économiques mésopotamiens, divers passages de la Tanakh (Bible hébraïque), et divers auteurs de langue grecque (Homère, Hérodote, Strabon) ou latine (surtout sur Carthage).
Quelques-unes de ces œuvres reposent sur des documents phéniciens disparus qui ont été compilés et résumés, notamment dans les écrits de Flavius Josèphe ou ceux de Philon de Byblos dont le contenu est connu par le biais d'Eusèbe de Césarée. Il s'agit donc généralement de textes biaisés, dans lesquels les Phéniciens sont présentés suivant les représentations que leurs voisins avaient d'eux.
Un type de source épigraphique mobilisable pour reconstituer l'histoire et la civilisation des Phéniciens est antérieur au développement de ceux-ci : il s'agit des sources cunéiformes provenant de sites du Proche-Orient du IIe millénaire av. J.-C. présentant des antécédents de la civilisation phénicienne. Le corpus de textes le plus important est celui provenant du site de Ras Shamra, l'antique Ougarit, l'un des principaux ports de commerce de l'âge du bronze levantin, en Syrie actuelle, qui disparaît avant l'émergence de la civilisation phénicienne. Ils offrent des parallèles très utiles pour l'étude de la religion, des institutions et de l'économie phéniciennes,.
Les fouilles archéologiques en Phénicie ont été limitées. Les sites phéniciens sont pour la plupart encore occupés de nos jours, et ne peuvent donc faire l'objet de campagnes de fouilles importantes. Seuls quelques secteurs urbains ont pu être mis au jour, notamment à Byblos et Beyrouth. Les nécropoles, situées en marge des villes, ont pu être plus aisément explorées (Khaldé), et des petits sites abandonnés depuis l'Antiquité ont pu faire l'objet de fouilles durables (Tell Kazel (en), Sarafand/Sarepta, Tell Arqa, Oum el-Amed (en), etc.),. Les sources archéologiques sont quoi qu'il en soit devenues indispensables pour étudier la civilisation phénicienne, en les croisant aux sources textuelles quand c'est possible. Le flou régnant autour des limites de la culture phénicienne et la porosité entre les différentes cultures du Levant de l'âge du Fer fait qu'il est souvent difficile si ce n'est vain de chercher à déterminer si un site est phénicien ou ne l'est pas.
Les fouilles des sites des implantations phéniciennes en Méditerranée sont plus nombreuses, notamment à Chypre mais surtout dans le bassin occidental (Malte, Sicile, Sardaigne, Tunisie, Maroc, péninsule Ibérique). Elles ont permis de faire considérablement progresser la connaissance de la civilisation phénicienne et punique.

## Les cités de Phénicie et leur histoire

### Présentation générale

#### Cadre géographique et ressources

Localisation des principales villes de la Phénicie et des régions voisines durant la première moitié du

La Phénicie est une mince bande côtière s'étendant approximativement d'Akko (Acre) au sud, jusqu'à la plaine de Jablé (sites de Tell Suqas, Tell Siyannu) au nord voire El-Mina (c'est discuté). Elle est bordée par la Méditerranée à l'ouest, et des régions montagneuses à l'est, les Montagnes des Alaouites (Djébel Ansariyeh) et le Mont-Liban. Les voies de communication terrestres le long du littoral sont en général aisées (même si la montagne borde parfois directement la mer), mais en revanche celles conduisant vers l'intérieur sont gênées par la présence des montagnes, et il faut passer par quelques voies de passage moins élevées, notamment la trouée de Homs qui conduit de la plaine de la Bekaa à la vallée de l'Oronte au nord. L'espace agricole utile des cités phéniciennes est souvent limité, leur arrière-pays plat étant de taille réduite, mais la présence de nombreux cours d'eau coulant depuis les montagnes devait permettre une agriculture assez prospère. Les informations sur les productions agricoles phéniciennes sont limitées, mais il faut admettre qu'elles étaient similaires à celles des autres civilisations du Levant antique : céréales, divers fruits et légumes, avec une place importante pour la vigne et l'olivier, ainsi que du petit bétail. Les cèdres qui poussent dans les montagnes sont également une ressource importante pour les cités phéniciennes.

#### Les principales cités phéniciennes

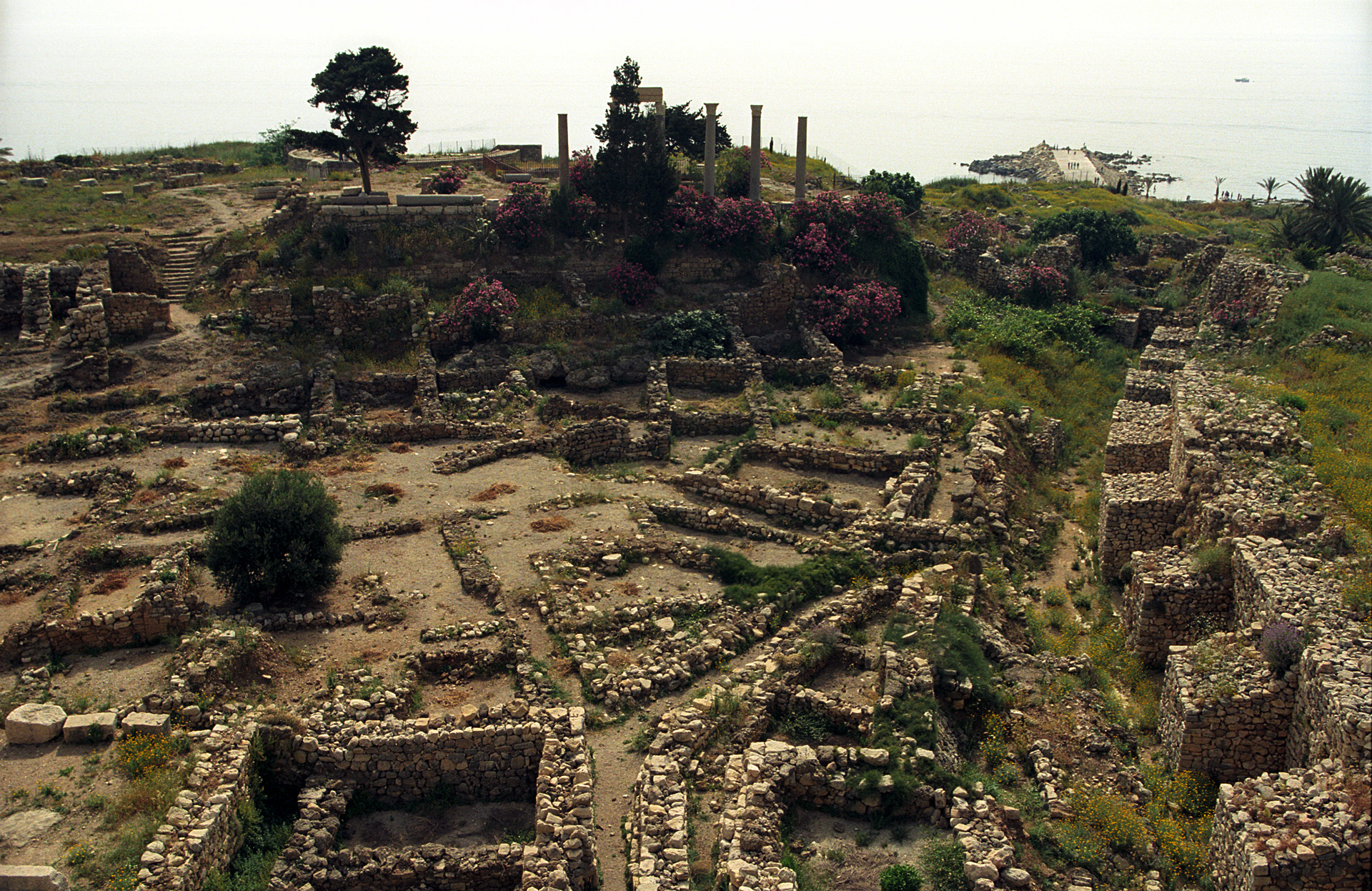
Ruines du site archéologique de Byblos.

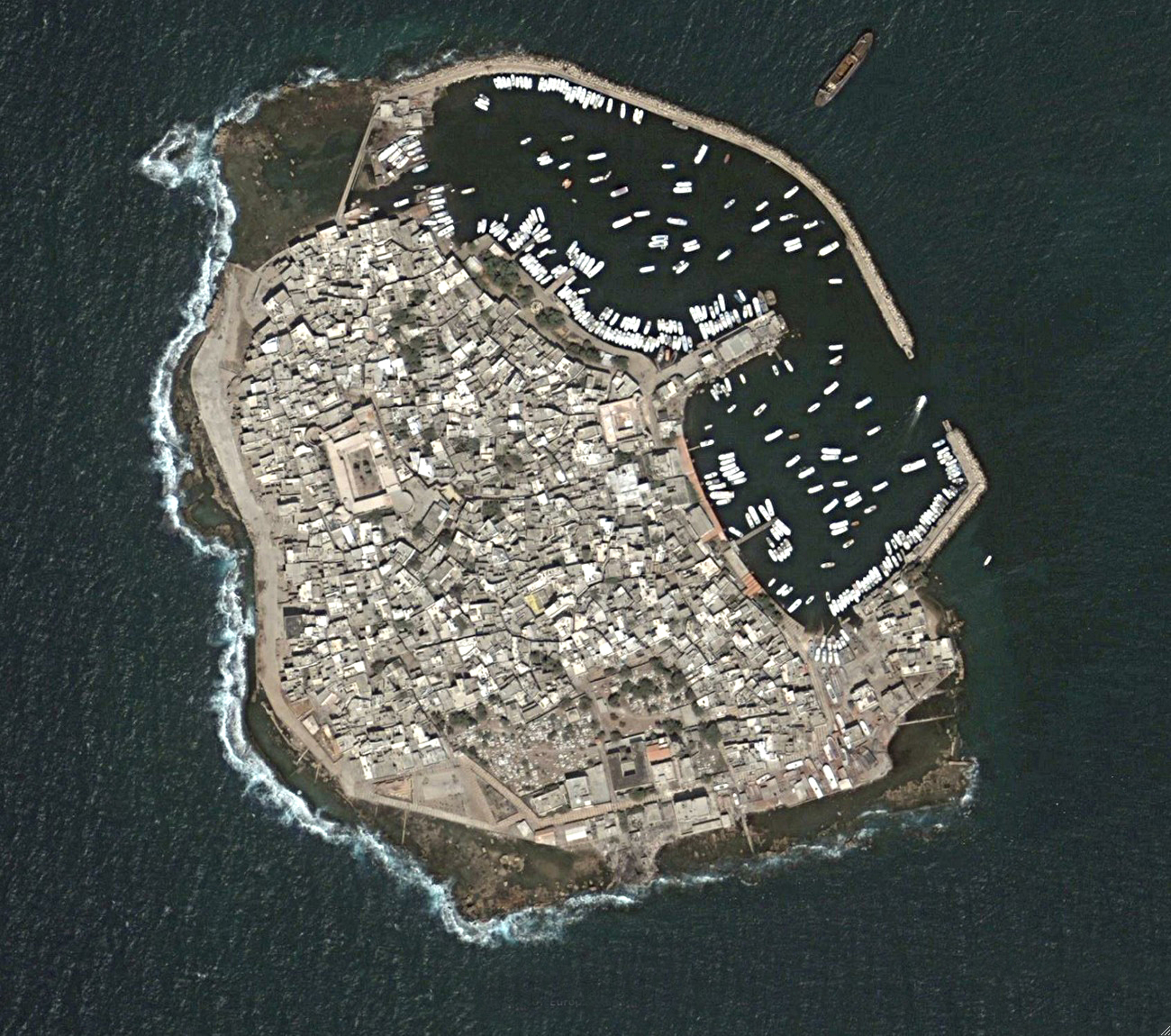
Image satellite d'Arwad.

La fragmentation de l'espace a sans doute joué un rôle dans la fragmentation politique de la Phénicie. Celle-ci était divisée entre un chapelet de petits royaumes indépendants s'égrenant le long de la côte, d'Al-Mina et Arwad au nord à Tyr, Ascalon et Gaza au sud. Ces États sont dominés par une grande ville côtière ou insulaire développée autour d'un ou deux ports très actifs qui sont la base de sa richesse : du nord au sud Arwad, Byblos, Sidon et Tyr. La bande littorale constitue leur arrière-pays agricole, où se trouvent parfois d'autres villes importantes situées dans la mouvance de la capitale (Sarepta, Khaldé, Amrit, etc.), et où les royaumes peuvent quelquefois s'étendre loin. D'autres villes ont pu servir de centre à des entités politiques moins bien connues, comme Beyrouth (qui prend son essor aux périodes perse et surtout hellénistique), Arqa et Sumur (Tell Kazel).

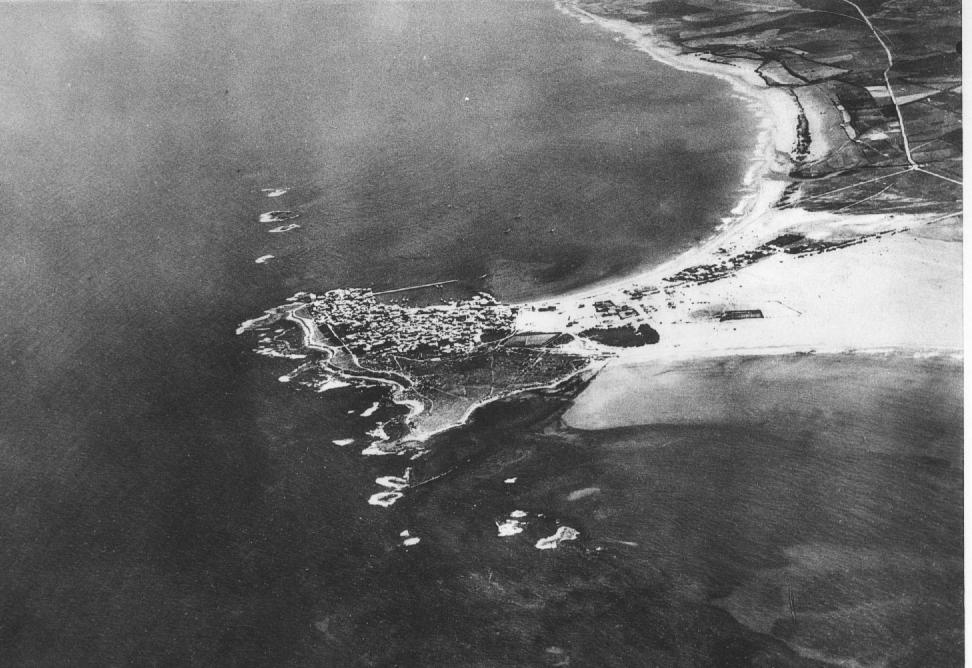
Photographie aérienne de Tyr en 1934. L'île antique est reliée au continent par une bande de terre depuis le siège d'Alexandre le Grand.

L'organisation de l'habitat en Phénicie même reste mal connue, en raison du faible nombre de sites urbains fouillés et du manque de prospection au sol. Cependant, les fouilles récentes, accomplies depuis les années 1990, ont permis quelques progrès dans notre connaissance de la Phénicie. Les cités étaient fondées sur des promontoires rocheux, disposant souvent de deux ports, au nord et au sud ; les îles voisines de la côte étaient également occupées sans doute parce qu'elles étaient plus faciles à défendre, en particulier Tyr et Arwad. Dans le cas des sites continentaux, des villes basses s'étendaient en contrebas des villes hautes juchées sur les hauteurs rocheuses. Durant l'âge du fer, ces sites sont de dimensions modestes : 40 hectares pour Arwad et 16 hectares au mieux pour Tyr (en admettant que les deux îles soient occupées sur toute leur surface), mais 5-6 hectares pour Sidon et Byblos, 4-5 hectares pour Sarepta et 3 au maximum pour Beyrouth. Les seuls monuments connus sont des temples, aucun palais n'ayant été dégagé pour l'époque phénicienne.
Les nécropoles s'étendaient en dehors des zones habitées. Quelques quartiers d'habitation ainsi que des installations artisanales ont été dégagés à Beyrouth pour la période de domination perse.
Byblos (Gubla dans les textes antiques, l'actuelle Gebeil) est une des plus anciennes des cités du littoral phénicien, disposant d'un grand prestige. Il s'agit d'un centre important, où ont été retrouvés les plus anciens exemples de l'alphabet phénicien, qui pourrait avoir été inventé dans cette cité. Son importance politique et économique s'affaisse progressivement dans le courant du Ier millénaire, mais elle garde un prestige religieux et intellectuel,,.
Sidon, l'actuelle Saïda, a sans doute eu une grande importance politique aux débuts de la période phénicienne. Mais elle est très mal connue, les fouilles ayant surtout dégagé des nécropoles situées dans son arrière-pays. C'était une cité artisanale et marchande très active, peut-être même la première à se lancer dans des expéditions lointaines en Méditerranée. Elle était en tout cas bien connue dans le monde égéen. Elle domine d'autres cités phéniciennes importantes comme Sarepta ou Khaldé, et semble très liée avec sa voisine Tyr, avec laquelle elle est unie aux IXe – VIIIe siècles av. J.-C. Elle reste par la suite une cité majeure, profitant notamment de ses liens avec les rois perses et grecs pour étendre son territoire,,.
Tyr doit son nom phénicien Sôr (aujourd'hui Sour), le « Rocher », à sa localisation sur une île rocheuse lui assurant une protection face aux invasions, avant d'être reliée à la côte par une chaussée érigée lors de son siège par les troupes d'Alexandre le Grand. Cette cité est la plus active dans les échanges internationaux et l'expansion méditerranéenne des Phéniciens durant la première moitié du Ier millénaire, et reste très importante par la suite,,.
Situé au nord de la Phénicie, Arwad (Rouad) est tout comme Tyr une cité insulaire, située à 2,5 kilomètres de la côte. Elle a étendu son territoire sur le littoral voisin, organisé autour de la ville d'Amrit qui fait face à Arwad. Cette cité étant en général le premier port méditerranéen rencontré par les rois venus de Mésopotamie et de Perse quand ils font route vers la Méditerranée. Comme les autres grandes villes phéniciennes, il s'agit d'un centre commercial très actif,,.
Beyrouth (Bérytos en grec) n'a pas une grande importance durant la majeure partie de la période phénicienne et apparaît peu dans les textes de l'époque. C'est sans doute un site de taille réduite, peut-être la capitale d'un royaume sans grande importance. Son essor commence à partir de la période perse, et s'affirme à la période hellénistique, quand ses marchands sont très actifs, notamment dans le monde égéen. C'est le site phénicien urbain le mieux connu grâce aux fouilles de sauvetage qui y ont eu lieu dans les années 1990, qui ont notamment dégagé une portion de muraille, un entrepôt du VIIe siècle av. J.-C. et des résidences de l'époque perse,.

#### Organisation politique

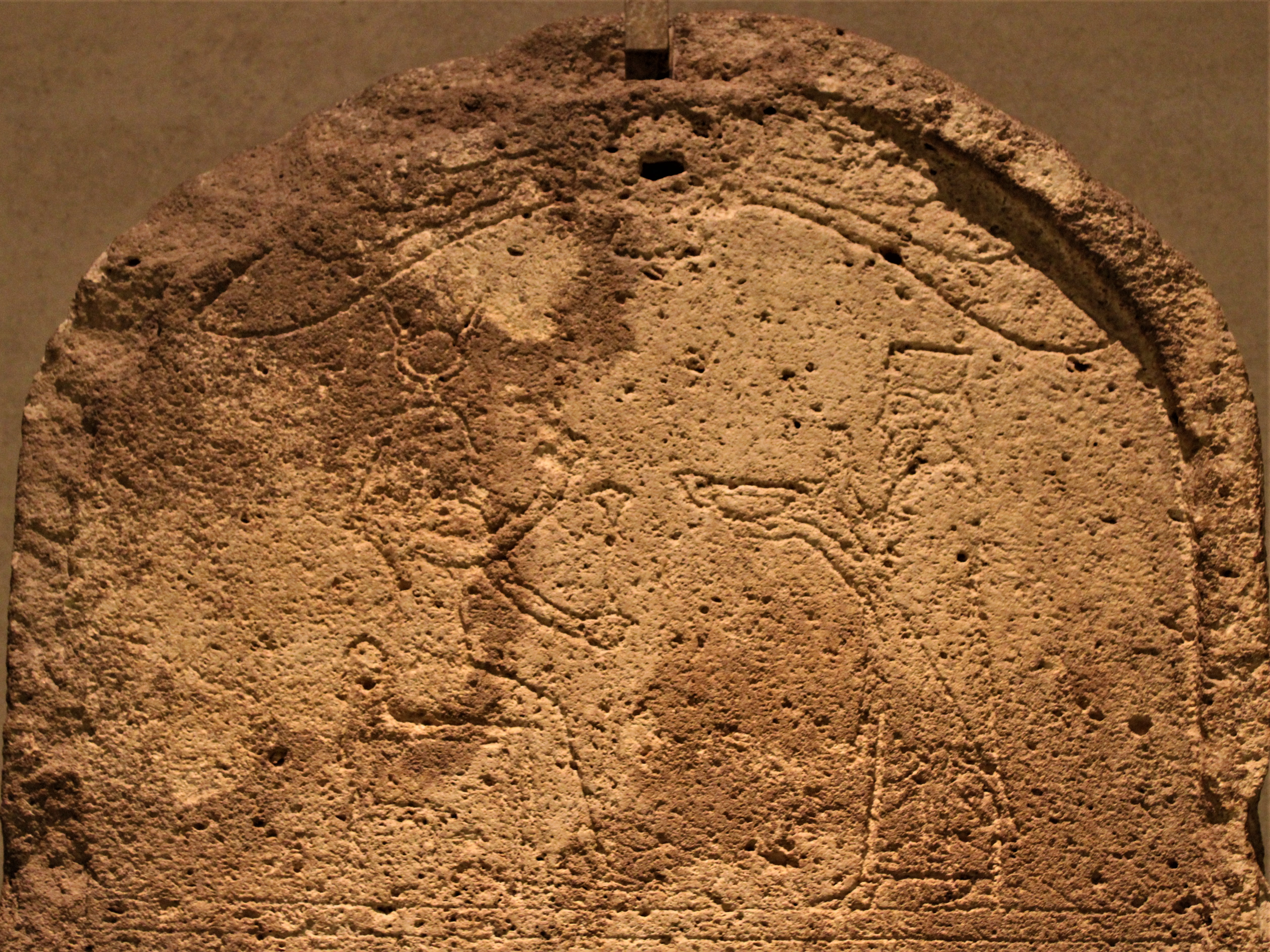
Bas-relief sur stèle représentant le roi Yehawmilk de Byblos (à droite) rendant hommage à la déesse de la cité, la « Dame de Byblos » (à gauche). Vers -450 Musée du Louvre.

L'organisation politique de ces royaumes est mal connue. Ils avaient à leur tête des rois (mlk) se succédant suivant un principe dynastique. Ils sont surtout connus par leurs inscriptions rapportant leurs activités religieuses (construction de temples) et semblent avoir eu un rôle religieux très affirmé ; Itthobaal de Tyr est ainsi présenté comme « prêtre d'Astarté », de même que les rois Sidoniens de la dynastie d'Eshmunazar.
Les rois étaient considérés comme étant les représentants terrestres de la divinité tutélaire de leur royaume, qui les avait élu à leur fonction. Sur les sceaux, ils sont couramment représentés portant un sceptre (ḥṭr) symbolisant leur fonction. Ils servaient de chef militaire du royaume, mais leur puissance militaire limitée a sans doute réduit l'importance de ce rôle. L'autre grand aspect de la fonction royale est le rôle de juge suprême du royaume, qui devait être exercé suivant les principes de « justice » (ṣdq) et de « droiture » (mšr) présents dans plusieurs inscriptions. Ces aspects de la royauté sont similaires à ceux attestés aux périodes précédentes dans la région, notamment à Ougarit. Les dignitaires assistant le souverain dans ses fonctions administratives, militaires et judiciaires sont très mal connus, seuls quelques titres étant attestés dans des textes n'indiquant pas grande chose sur la fonction réelle de leurs détenteurs. Il existait apparemment un conseil des Anciens à Tyr, dont le rôle n'est pas clair,.
Au début de la période hellénistique (entre 330 et 250) les rois des cités phéniciennes sont destitués par les rois grecs, et ce sont les institutions constituées de magistrats qui prennent seules le relais. Elles s'inscrivent dans la continuité des institutions civiques existant déjà à l'époque monarchique, et s'inspirent sans doute aussi des institutions des cités grecques. Les textes de cette période indiquent les noms de plusieurs titres de magistrats, mais ils sont donnés en phénicien (suffètes, rab) ou en grec (archontes, dikastes), et il est difficile de faire correspondre les titres connus dans les deux langues. Ces magistrats se retrouvent dans les colonies phéniciennes, en particulier à Carthage, où leurs fonctions sont un peu mieux connues grâce aux descriptions des auteurs grecs et romains, en particulier les suffètes qui constituent l'élite politique. Cette cité était dirigée par deux assemblées (ʿm) légiférant et délibérant sur les affaires les plus importantes.

### Origines et premiers développements

#### Les racines à l'âge du bronze récent

La situation géopolitique du Moyen-Orient vers -1200, à la fin de l'âge du bronze récent.

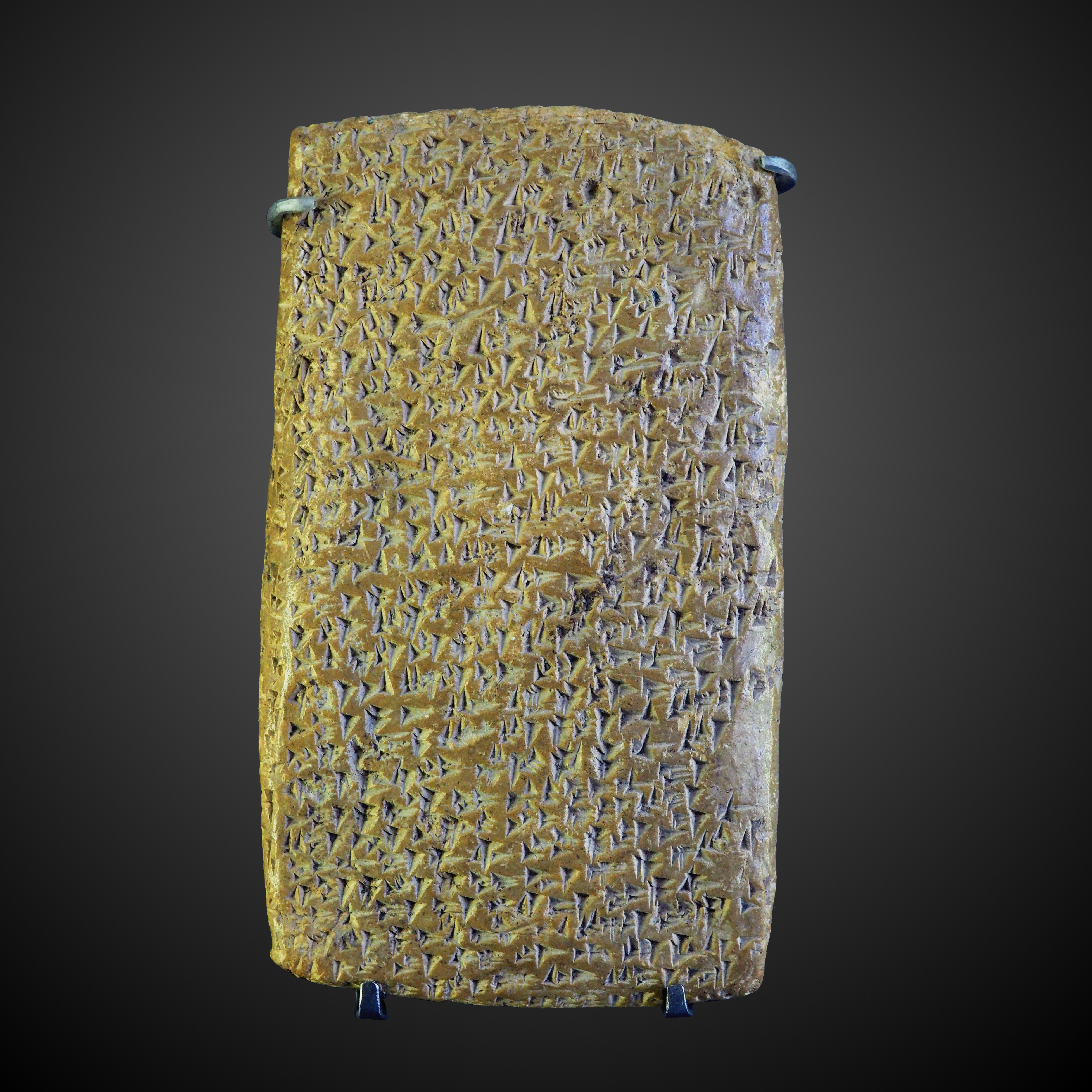
Lettre du roi de Byblos à Amenhotep III, exhumée à Tell el-Amarna, Musée du Louvre.

Quand le phénomène phénicien commence à émerger aux environs de 1200 av. J.-C., les villes qui en sont à l'origine ont déjà une histoire longue de plusieurs siècles : Byblos est ainsi un centre commercial très actif qui a dès la seconde moitié du IIIe millénaire des relations avec l’Égypte et la Syrie intérieure (Ebla).
Les informations sur la future Phénicie se font plus précises grâce à l'abondante documentation sur l'âge du bronze récent (v. 1500-1200 av. J.-C.), quand la région est placée sous la coupe des Pharaons du Nouvel Empire égyptien. Les historiens désignent cet ensemble culturel par le terme « cananéen », qui se retrouve dans plusieurs textes de l'époque, et qui est vu comme l'ancêtre direct de la civilisation phénicienne. Les Lettres d'Amarna, correspondance diplomatique des rois égyptiens Amenhotep III et Akhenaton datée du XIVe siècle, contiennent plusieurs missives envoyées par des souverains des futures cités phéniciennes (Tyr, Byblos, Sidon).
Les abondantes archives exhumées à Ougarit, datées essentiellement du XIIIe siècle, permettent de reconstituer la culture de ce royaume côtier qui illustre bien la parenté entre culture cananéenne et phénicienne : importance du commerce maritime, religion présentant des traits similaires à ceux des cités phéniciennes, premières formes d'alphabet, etc. Les textes et objets retrouvés sur ce site montrent également l'existence d'un commerce maritime actif dans la mer Méditerranée orientale, dans lequel les cités côtières du Levant occupent déjà une place majeure, et dont les réseaux ont servi de base à ceux mis en place à l'époque phénicienne. L'existence de ces réseaux se retrouve aussi dans l'épave d'Uluburun, datée de cette période, qui présente des traits similaires à ceux du commerce phénicien postérieur. La prise en compte de ces antécédents permet donc de mieux comprendre la civilisation phénicienne, qui n'est pas apparue ex nihilo.

#### Troubles et reprise à la fin duIIemillénaireav. J.-C.
Les historiens considèrent que la civilisation phénicienne émerge durant la première phase de l'âge du fer (v. 1200-1000 av. J.-C.). Cette période débute par une grande crise qui affecte tout le Proche-Orient et marque la fin de l'âge du bronze récent et de ses principaux empires, les Hittites dont le royaume disparaît purement et simplement, et l’Égypte dont la sphère d'influence au Levant s'effondre. Les sites levantins de cette période présentent pour la plupart des couches de destruction illustrant une période violente. Certains comme Ougarit connaissent alors leur fin définitive. Ces destructions sont couramment attribuées à des envahisseurs venus de l'ouest, ceux qu'un texte égyptien désignent comme les « Peuples de la mer », phénomène encore très mal compris.
Cela ouvre en tout cas une période de recomposition politique liée à l'effondrement des grands empires du bronze récent, à l'arrivée de nouveaux peuples et à la constitution de diverses entités politiques et d'ensembles culturels au Proche-Orient : royaumes « Syro-hittites » (ou « Néo-Hittites ») en Anatolie et en Syrie, royaumes Araméens en Syrie, cités des Philistins en Palestine côtière et Phéniciens sur la côte libanaise. La documentation sur les cités phéniciennes dans ces temps obscurs est très limitée, empêchant d'avoir une vision assurée de leur évolution, et notamment de l'impact qu'ont eues sur elles les invasions des Peuples de la mer. Certains spécialistes considèrent que les cités phéniciennes ont moins été touchées par ces attaques que les régions situées à leur nord et à leur sud, qui ont vu plus de destructions et d'installations de nouveaux venus. D'autres au contraire considèrent qu'elles ont bien subi des destructions, mais ont survécu et vite récupéré. En tout état de cause, il est clair que l'impact des nouvelles arrivées a été moins fort qu'au sud où les nouveaux venus Philistins se sont établis en nombre. Il semble que progressivement les cités phéniciennes, en premier lieu Tyr, aient réussi à retourner la situation militaire en leur faveur, réussissant à s'étendre au sud sur des territoires occupés par les Philistins (plaine d'Akko, Tel Dor).

#### Une période d'indépendance et d'expansion
La période des XIe – Xe siècles av. J.-C. est mieux connue que celle du siècle précédent, même si beaucoup de ces aspects restent obscurs, du fait du peu de sources (quelques inscriptions royales souvent courtes) provenant de Phénicie même. Sa reconstitution provient surtout de sources extérieures et souvent postérieures, les écrits de Flavius Josèphe et les textes bibliques. Elle est marquée par une montée en puissance des cités phéniciennes après la crise de la fin de l'âge du bronze récent, rendue possible par le retrait des grandes puissances. Seule est mentionnée une expédition entreprise vers 1100 par le roi assyrien Tiglath-Phalazar Ier qui dit recevoir un tribut de Byblos, Sidon et Arwad, qui pourrait en fait relever plutôt de l'échange commercial.
L'Histoire d'Ounamon, texte égyptien présentant les péripéties d'un envoyé du temple d'Amon venu chercher du bois à Byblos vers la même période, montre que le roi de cette cité, Zakarbaal, se comporte de façon arrogante face à un représentant des anciens maîtres de sa cité, dont il n'a aucune crainte : les cités phéniciennes sont devenues autonomes et ambitieuses. La trame politique des premiers siècles du Ier millénaire ne peut être reconstituée ; en particulier, les rapports entre les différents royaumes phéniciens ne sont pas documentés. Il est au mieux possible de repérer l'existence de quatre royaumes majeurs (Arwad, Byblos, Sidon et Tyr) et de connaître les noms de quelques-uns de leurs rois sans savoir grand-chose sur les événements.

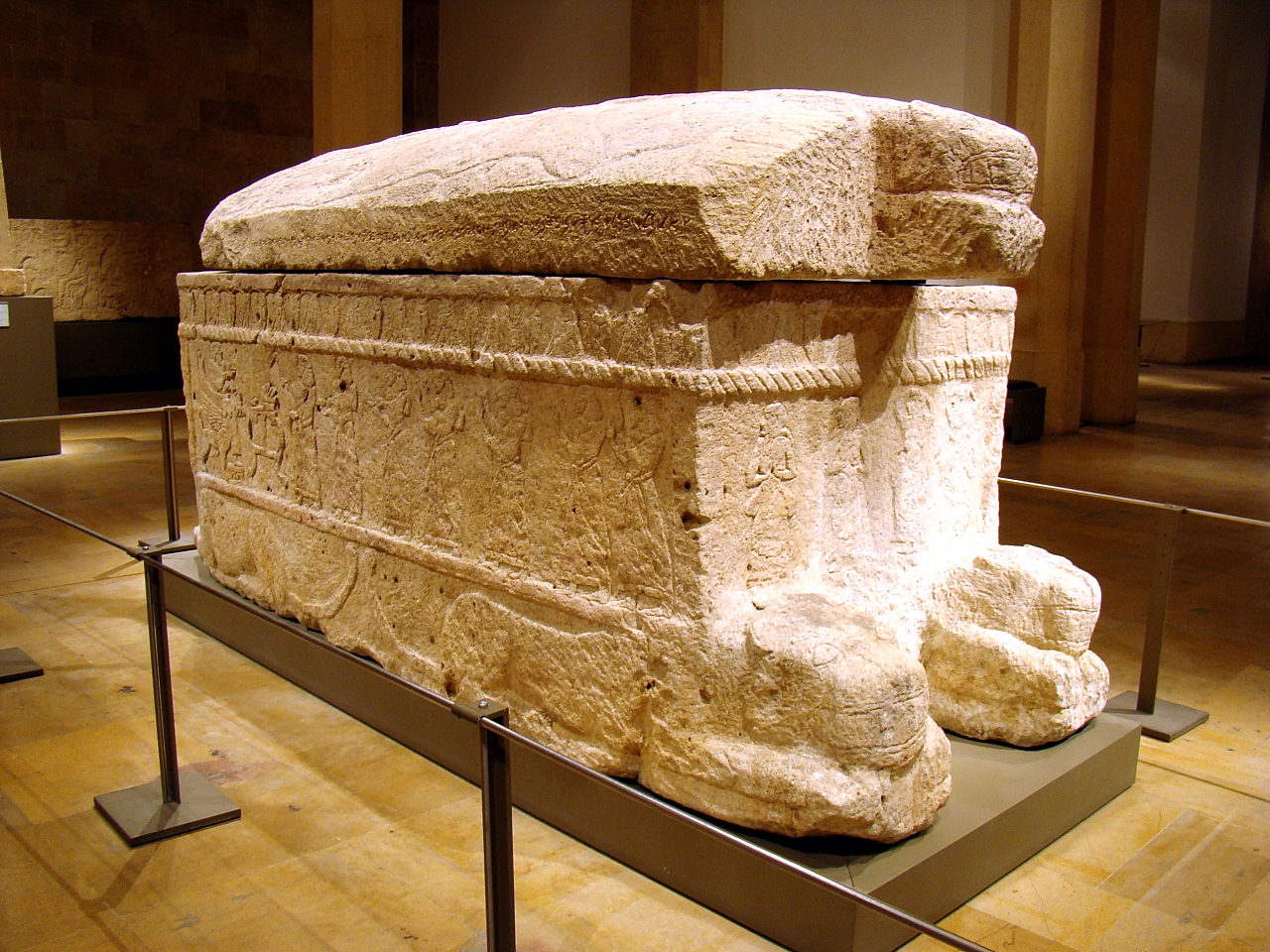
Le sarcophage d'Ahiram de Byblos, musée national de Beyrouth.

Byblos est au IIe millénaire une des plus puissantes cités phéniciennes. Pour le début de la période phénicienne, la principale découverte informant sur l'histoire de cette ville est le sarcophage du roi Ahiram mis au jour dans la nécropole, dont la datation est débattue, car l'inscription qui y est inscrite (datée des alentours de 1000 av. J.-C.) serait plus récente que le sarcophage (qui pourrait remonter aux alentours de 1200). Vers le milieu du Xe siècle av. J.-C., une nouvelle dynastie prend le pouvoir, fondée par Yehimilk. Ses successeurs sont connus par des statues qu'ils ont offertes à des pharaons : Abibaal, Elibaal ; le dernier roi connu de cette lignée qui s'éteint vers le début du IXe siècle av. J.-C. est Shipitbaal, connu par une inscription de construction dans le temple de la déesse tutélaire de la ville la « Dame de Byblos ».
Mais durant les deux premiers siècles du Ier millénaire, c'est Tyr qui devient dans des conditions indéterminées la plus puissante des cités phéniciennes, exerçant peut-être une forme d'hégémonie. Des sources extérieures apportent quelques éléments. Flavius Josèphe dans son Contre Apion et le Premier Livre des Rois de la Bible hébraïque rapportent ainsi le souvenir du roi Hiram (969-936 ?), qui aurait apporté son aide matérielle au roi Salomon au moment de la construction du Temple de Jérusalem. Il lui prêta notamment ses bateaux pour aller chercher des produits dans les pays lointains d'Ophir et de Tarshish peut-être la ville actuelle de Tartessos - ce qui donne avant tout à cette alliance un aspect commercial (les routes traversant le royaume d'Israël étant d'un grand intérêt pour les Phéniciens). Il aurait également acheté à son homologue une vingtaine de cités pour 120 talents d'or, dans le pays de Cabul en Galilée. Flavius Josèphe fait également de Hiram un grand bâtisseur, ayant notamment reconstruit le temple du dieu tutélaire de Tyr, Melqart. La réalité derrière ces traditions tardives reste à éclaircir, d'autant qu'au moins quatre rois de Tyr nommés Hiram sont connus. Un autre roi de Tyr présent dans les textes bibliques et de Flavius Josèphe est Ithobaal Ier (r. 887–856 av. J.-C. ?), qui a donné sa fille Jézabel en mariage au roi Achab d'Israël. Ayant apparemment régné sur Tyr et Sidon réunis, il aurait initié la fondation de deux colonies au Liban et en Afrique.
L'archéologie indique en tout cas une expansion de la culture phénicienne vers le sud à compter du XIe siècle av. J.-C. et durant le siècle suivant, dans la plaine d'Acre et jusqu'au Mont Carmel, imputable à la lumière des sources écrites à une expansion territoriale tyrienne. On retrouve de la poterie phénicienne et des techniques architecturales de cette région sur les sites de Tel Dor, Tell Keisan et Tell Abu Hawam (Haïfa), des prospections dans la plaine d'Acre ont indiqué un accroissement du peuplement à cette période, et des petits sites fortifiés disposant d'importants moyens de stockage, servant de point d'ancrage de Tyr dans la région, ont été identifiés (Tel Kabri, Horbat Rosh Zayit).
La puissance commerciale et la richesse de Tyr connaissent leur apogée à cette période. La fin du IXe siècle av. J.-C. voit ce mouvement confirmé par la fondation de colonies tyriennes importantes, en premier lieu Carthage.

### Les Phéniciens face aux empires orientaux
À partir du IXe siècle av. J.-C., les royaumes phéniciens font face au retour des ambitions des puissances extérieures qui cherchent à les soumettre. Grâce aux sources provenant de celles-ci, la trame historique de la période est bien mieux connue que pour les précédentes. La première phase est marquée par les expéditions des rois assyriens visant essentiellement à prélever un tribut, puis à partir de la seconde moitié du VIIIe siècle av. J.-C. ils commencent à annexer le territoire des cités phéniciennes.
Quand l'empire assyrien s'effondre à la fin du VIIe siècle av. J.-C., le relais est pris par les souverains de Babylone, qui sont à leur tour supplantés par les rois Perses Achéménides après 539 av. J.-C. Cette période ne voit cependant pas de changements fondamentaux dans la société et la culture des cités phéniciennes, qui restent prospères malgré les tributs et les pillages.

#### La période assyrienne

Carte des différentes phases d'expansion de l'empire assyrien.

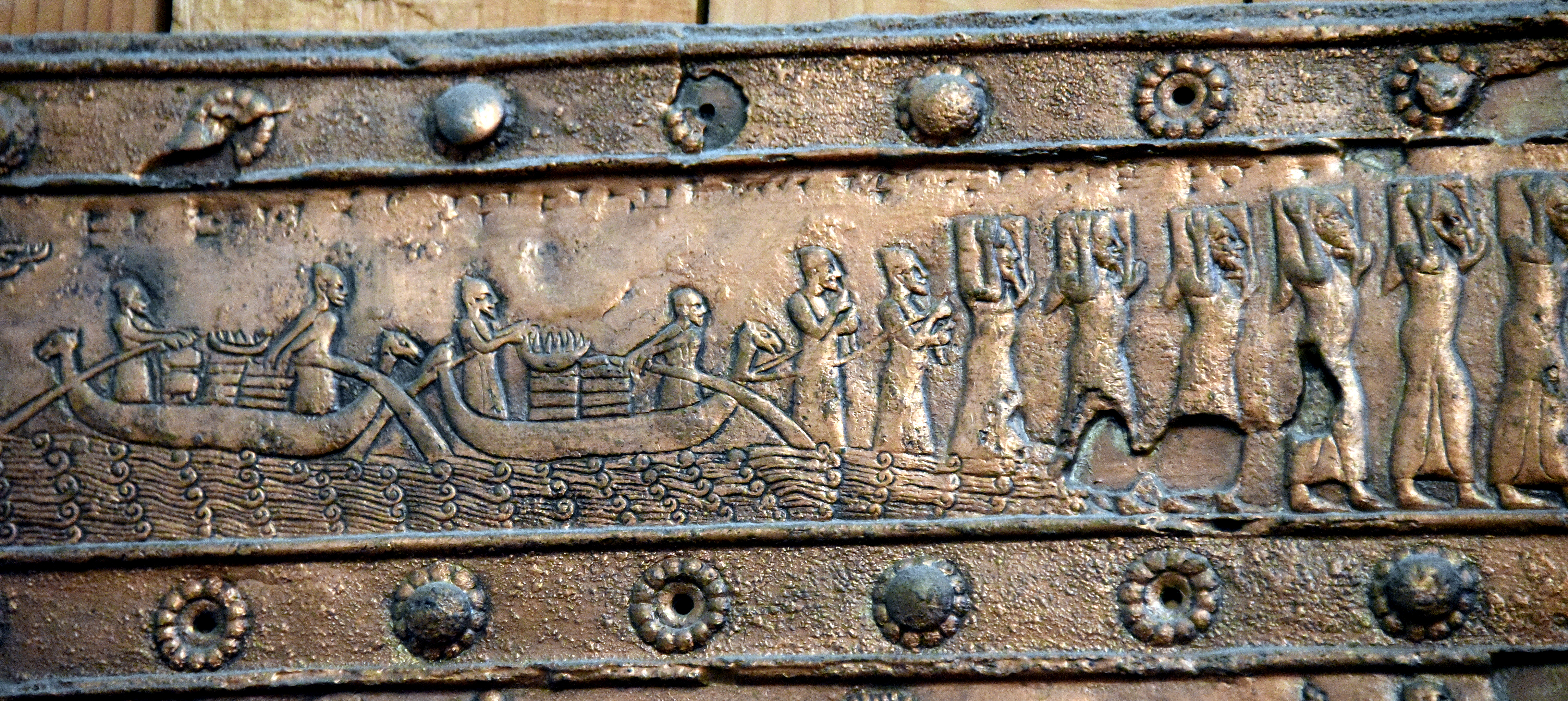
Porteurs de tribut phéniciens, bas-reliefs sur bronze des portes de Balawat, règne de Salmanazar III. British Museum.

C'est le roi Assurnasirpal II (r. 883–859 av. J.-C.) qui marque le retour des troupes assyriennes sur le littoral levantin, après avoir remporté plusieurs victoires en Syrie intérieure. Il reçoit alors le tribut de Byblos, Sidon et Tyr. Sous son successeur Salmanazar III (r. 858–824 av. J.-C.), les royaumes attaqués de Syrie et du Levant montent une coalition pour enrayer l'expansion assyrienne, qui prend forme en 853 à la bataille de Qarqar, à laquelle participent les rois de Byblos, Arwad et Arqa. Le coup d'arrêt n'est que temporaire pour le roi assyrien, qui réussit à nouveau à prélever des tributs sur les cités du Levant dans les années qui suivent. La prospérité des cités phéniciennes n'est pas brisée par ces défaites ; au contraire, la pression assyrienne et la nécessité de payer un tribut régulier pourraient avoir joué un rôle dans l'essor de la colonisation qui a lieu alors, essentiellement sous l'impulsion du royaume unissant Tyr et Sidon, qui évite l'affrontement militaire avec l'Assyrie (fondation de Carthage).
Durant la fin du IXe siècle av. J.-C. et la première moitié du VIIIe siècle av. J.-C., la pression de l'Assyrie retombe en raison de difficultés au centre de ce royaume. L'avènement de Tiglath-Phalazar III (r. 745–727 av. J.-C.) marque le retour des Assyriens avec de nouvelles ambitions : désormais leurs campagnes ne se soldent plus simplement par la livraison de tribut, mais aussi par l'annexion progressive des territoires conquis. C'est le littoral nord de la Phénicie qui passe le premier sous le contrôle assyrien, étant situé au débouché des routes conduisant les troupes assyriennes depuis la Syrie vers la mer. Sumur devient la capitale de la province assyrienne créée à l'occasion ; en raison de sa situation insulaire et de son importance commerciale, Arwad préserve une relative autonomie. Byblos, alors en retrait par rapport aux périodes précédentes, n'est pas annexée mais doit payer un tribut régulier. Tyr et Sidon, alors les deux plus riches cités phéniciennes, sont dans le même cas mais attirent plus l'attention des rois assyriens qui cherchent à limiter leur puissance, bien qu'elles n'aient jusqu'alors pas tenté de s'opposer à leur domination : Sargon II (r. 722–705 av. J.-C.) reçoit l'allégeance des cités de Chypre dépendant auparavant de Tyr, Sennachérib (r. 704–682 av. J.-C.) enlève Sidon aux rois de Tyr et y place un roi à sa solde. Il n'empêche que celle-ci se révolte sous son successeur Assarhaddon (r. 681–668 av. J.-C.) qui s'en empare et la pille, puis déporte une partie de sa population et y place un gouverneur. Tyr se soulève ensuite avec l'appui de l’Égypte, est à son tour défaite, et son souverain, s'il réussit à préserver son trône, est totalement subordonné au gouverneur assyrien responsable de la région. Plus grave pour la prospérité de la cité, ses navires voient leur droit de circulation limité, étant notamment privés de commercer avec l’Égypte. L'absence de cohésion entre les cités phéniciennes qui préfèrent faire allégeance aux Assyriens quand l'une de leurs voisines se soulève renforce leur impuissance face aux envahisseurs. Mais leur soumission n'est jamais acquise définitivement, Assurbanipal (r. 668–626 av. J.-C.) devant à son tour mater plusieurs révoltes en Phénicie.

#### La période babylonienne
Entre 626 et 609 av. J.-C., l'Assyrie est secouée par une révolte intérieure puis des campagnes lancées par les rois de Babylone et des Mèdes, qui parviennent à détruire son empire. C'est Babylone qui récupère les restes de l'empire assyrien, mais son roi Nabuchodonosor II (r. 605–562 av. J.-C.) doit faire face aux tentatives de l’Égypte de reprendre le contrôle du Levant.
Les cités-états phéniciennes, prises entre les deux royaumes, choisissent à plusieurs reprises le second contre le premier, sans succès. Tyr résiste pendant treize années à un siège babylonien, avant de se rendre, et ses rois sont désormais choisis par ceux de Babylone, ce qui affaiblit leur autorité interne. Si on suit Flavius Josèphe, entre 564 et 556 av. J.-C. il n'y a plus de rois dans cette cité, qui est dirigée par un collège de magistrats, les suffètes.

#### La période achéménide

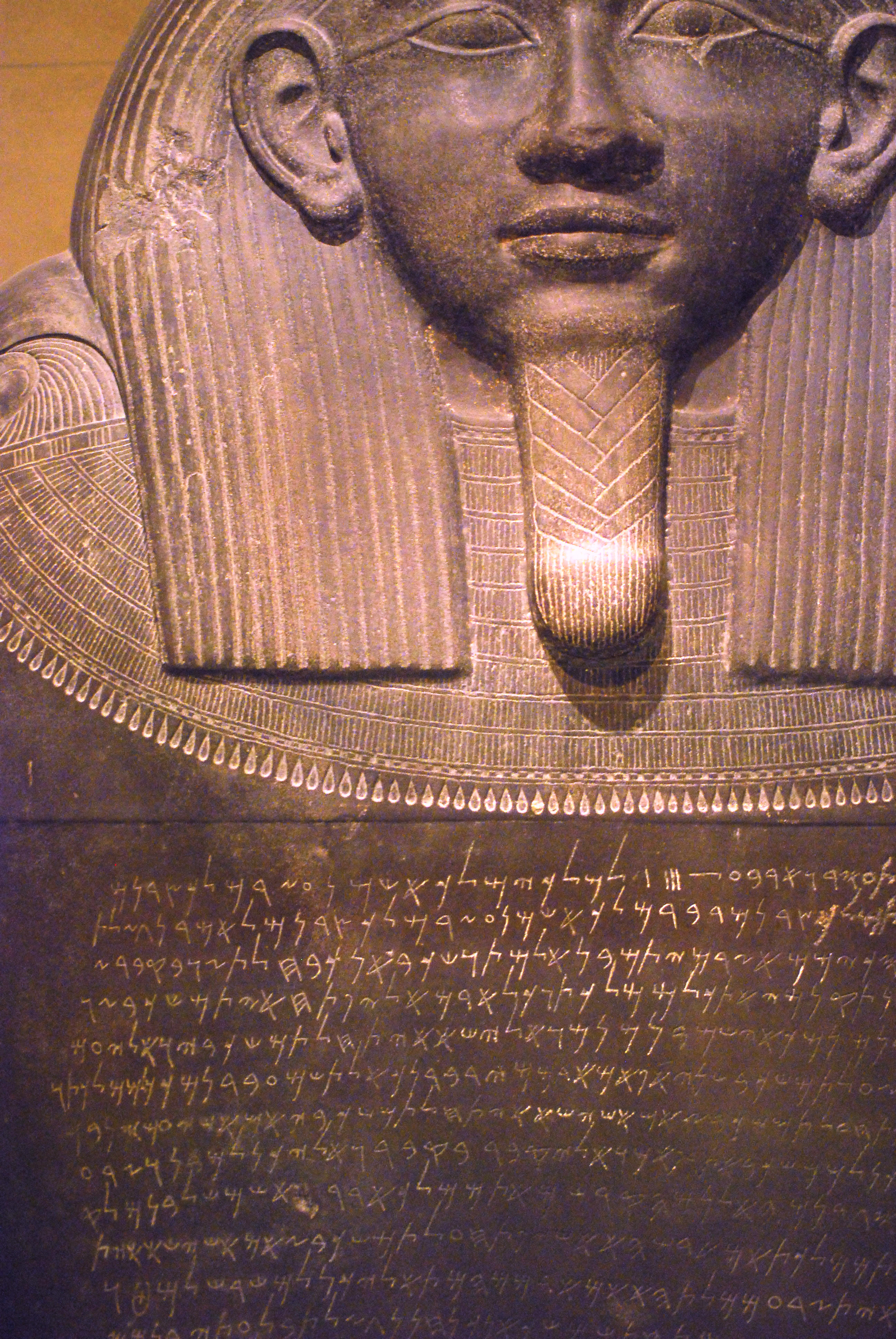
Détail du sarcophage d'Eshmunazar II de Sidon et de son inscription,, musée du Louvre.

En 539 av. J.-C., Babylone tombe face à Cyrus II, fondateur de l'empire perse achéménide. Tout en étant intégrées dans la satrapie de Transeuphratène dont la capitale est située à Damas, les villes de Phénicie conservent leur propre gouvernement dans le nouvel empire, et peuvent même tirer avantage de leurs relations avec leurs nouveaux maîtres, d'une manière générale plus souples que les précédents dans leurs relations avec leurs vassaux. Elles disposent d'une autonomie relative tant qu'elles apportent leur tribut et leurs forces navales aux rois perses.

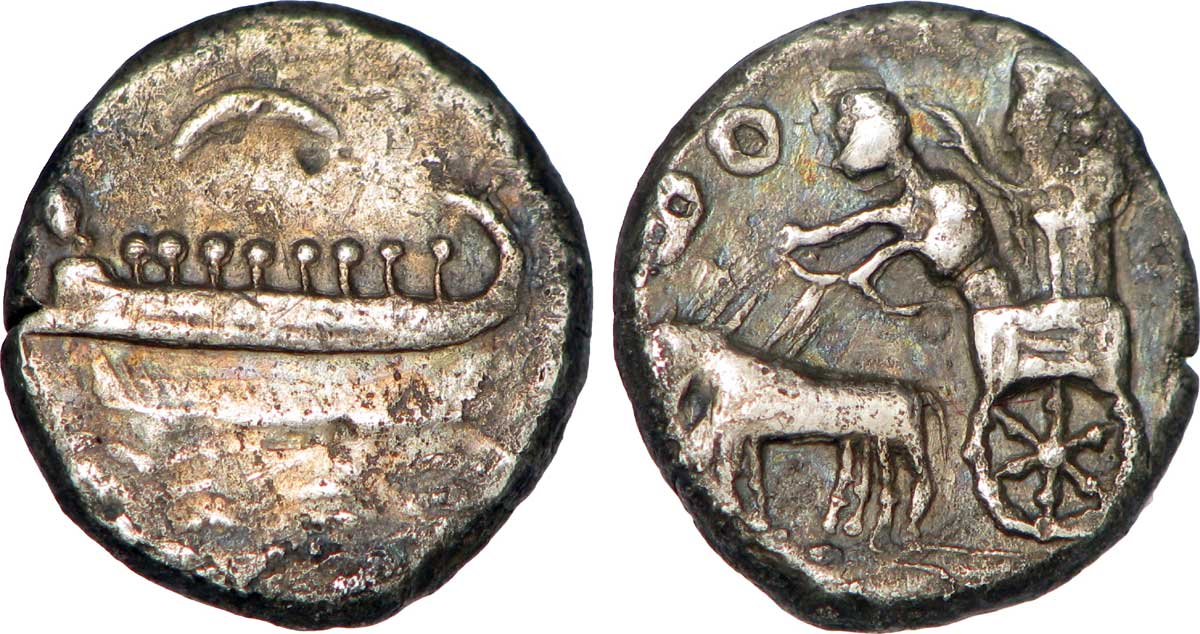
Quart de sicle perse de la cité de Sidon qui était le principal port d'exportation de la pourpre et aussi un port militaire d'où la présence de la galère au droit. Au revers, le char triomphal pourrait représenter une procession avec le Roi Achéménide.

Plusieurs rois phéniciens ont ainsi pris part aux expéditions des rois perses, notamment contre l’Égypte et en Grèce durant les guerres médiques : il en va ainsi des rois d'Arwad, de Tyr et de Sidon, même s'ils ne purent triompher de la marine grecque. Sidon en particulier semble avoir tiré profit de ses bonnes relations avec le pouvoir perse : son roi Eshmunazar II (v. r. 475–461 av. J.-C.) a laissé une inscription sur son sarcophage dans laquelle il rapporte avoir reçu du pouvoir perse les villes de Dor et de Jaffa ainsi que la plaine de Sharon. Le commerce phénicien connaît une nouvelle phase d'expansion, même si désormais les cités coloniales ont pris en main leur propre destinée et disposent de leurs propres réseaux, que ce soit à Chypre (Kition, Idalion, Tamassos) ou dans la Méditerranée occidentale (Carthage, Utique, Cadix),.
Dans la première moitié IVe siècle av. J.-C., les relations avec les rois Perses deviennent plus tendues, dans un contexte d'affaiblissement de l'influence de ceux-ci sur leurs provinces. Cette tendance s'accompagne d'une influence croissante des Grecs en Phénicie, avec Chypre pour relais. C'est à partir de celle-ci que le roi Évagoras de Salamine (r. 410–374 av. J.-C.) s'empare temporairement de plusieurs cités phéniciennes en 391 av. J.-C. Les marchands phéniciens sont alors de plus en plus présents dans le monde grec, et le roi Abd-Ashtart (Straton) de Sidon (r. 375–362 av. J.-C.) est honoré à Athènes comme étant un ami des Grecs. Quelques années après, Sidon se révolte sans succès sous le règne de son roi (Tabnit (en) (Tennès), r. 357–347 av. J.-C.), et subit une dure répression, se voyant imposer un nouveau souverain.

### La période hellénistique et la conquête romaine

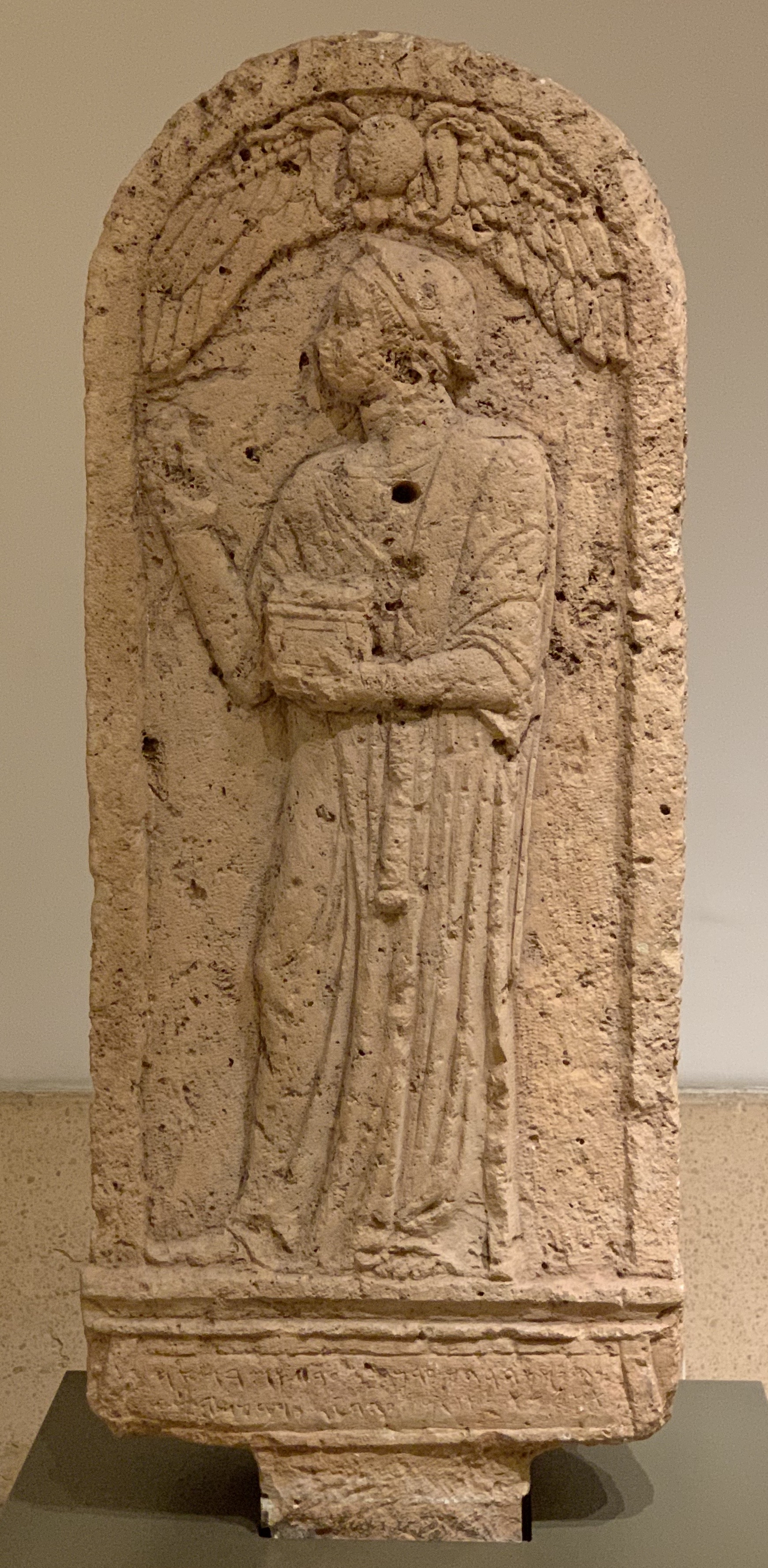
Stèle votive d'Oum el-Amed, avec inscription en phénicien. Musée national de Beyrouth.

Les relations houleuses entre les cités phéniciennes et le pouvoir perse expliquent sans doute pourquoi celles-ci font pour la plupart un bon accueil au macédonien Alexandre le Grand quand il arrive dans la région après 333 av. J.-C. Les Sidoniens s'emparent eux-mêmes de leur roi pro-perse pour le forcer à se soumettre. Tyr est la seule à embrasser la voie de la résistance, et doit subir un siège lourd ; Alexandre fait ériger une chaussée reliant la côte à l'île, et réussit à prendre la ville,.
Durant les guerres opposant les Diadoques, les troupes phéniciennes sont mobilisées, notamment en raison de leur puissance navale. Au début du IIIe siècle av. J.-C., la Phénicie est coupée en deux entre le royaume séleucide au nord (qui domine Arwad), et le royaume lagide au sud (qui domine Byblos, Beyrouth, Sidon et Tyr). Elles connaissent de grands bouleversements politiques, puisque les monarques de chacune d'entre elles sont progressivement évincés pour être remplacés par des institutions civiques similaires à celles des cités grecques. À la fin du IIe siècle, les cités phéniciennes sont finalement toutes placées sous la coupe des rois séleucides.
Bien que les souverains hellénistiques ne fondent sans doute jamais une colonie grecque en Phénicie (à la différence des régions voisines), les cités phéniciennes adoptent des aspects de la culture grecque qui est alors dominante au Proche-Orient. Cela est surtout documenté pour les élites urbaines, reflétant une volonté de faire partie du monde grec : l'usage de l'alphabet grec se répand, la religion reprend des aspects grecs, de même que l'art ; les cités phéniciennes sont les foyers de plusieurs philosophes ou poètes de langue grecque (Zénon de Sidon, Diodore de Tyr) ; des citoyens des cités phéniciennes participent aux concours sportifs aux côtés des cités du monde grec tandis que les cités phéniciennes organisent leurs propres concours dans la plus pure tradition grecque (dédiés à l'Apollon delphique à Sidon). Mais faut-il envisager une véritable « hellénisation » de la Phénicie ? Il y a certes des emprunts, mais ils ont sans doute débuté avant la période hellénistique en raison de l'ancienneté des échanges entre monde grec et phénicien et ne suffisent pas à modifier en profondeur la culture phénicienne. L'influence grecque semble concerner surtout le cercle des élites urbaines (qui étaient en contact avec les élites politiques grecques), tandis qu'elle est limitée sur le site rural d'Oum el-Amed.
Au IIe siècle av. J.-C., les guerres civiles qui affectent le royaume séleucide fournissent aux cités phéniciennes l'occasion de gagner en autonomie. C'est dans ce contexte qu'émerge le royaume des Ituréens, dans la Bekaa autour de la ville de Baalbek, qui parvient à placer Byblos sous sa coupe, avant d'être annexé par les rois Hasmonéens de Judée.
Les Romains passent alors maîtres du Proche-Orient, et en 64 av. J.-C. les cités de Phénicie sont intégrées dans la province de Syrie. L'emploi de l'alphabet phénicien est alors très limité, et il disparaît au début de notre ère, sans doute en même temps que la langue phénicienne, définitivement supplantée par le grec et l'araméen. Des noms phéniciens sont encore attestés dans des inscriptions grecques des Ier et IIe siècles, dernières traces de l'usage de la langue phénicienne au Levant.

## Marchands, navigateurs et artisans
Durant l'Antiquité, les Phéniciens ont acquis auprès de leurs voisins une solide réputation de marchands, de navigateurs et d'artisans. Les deux premiers aspects ressortent en particulier dans les récits des auteurs grecs et bibliques. Le troisième dans la diffusion et l'influence de l'art phénicien. Comme toujours, ces activités étaient déjà très développées chez les « Cananéens » de l'âge du bronze. Leur nouvel essor à l'époque phénicienne a sans doute à voir avec l'impact des empires (Assyrie, Babylone, Égypte, Perse) sur les cités phéniciennes : le fructueux commerce phénicien tire en partie profit de la demande des centres des empires, les navigateurs sont mobilisés pour des expéditions militaires ou commerciales initiées par les grands rois, tandis que les artisans phéniciens exportent leurs productions vers les grandes cités des empires quand ils n'y travaillent pas directement.

### De grands navigateurs

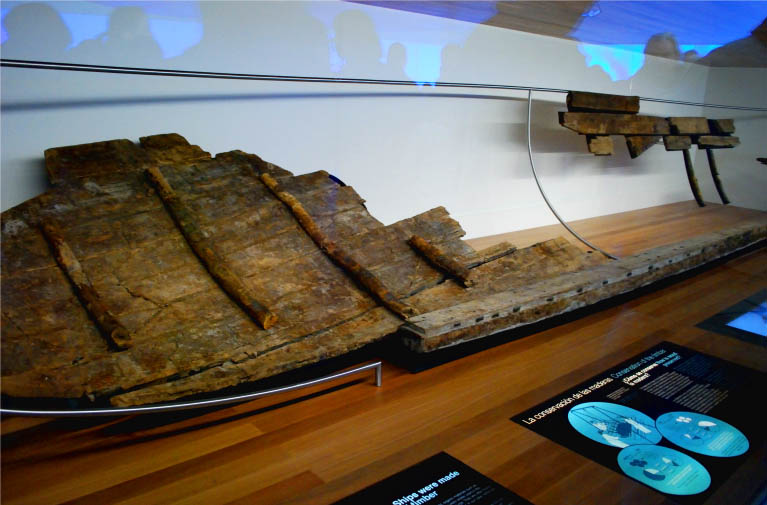
Restes de l'épave d'un des deux bateaux phéniciens retrouvés dans la baie de Mazarrón,

Après un premier développement durant l'âge du bronze récent, la navigation à longue distance connaît un essor impressionnant durant la première moitié du Ier millénaire, qui aboutit à la mise en réseau progressive des différentes régions bordières de la mer Méditerranée, espace qui est caractérisé à partir de la période classique par sa « connectivité » (la possibilité de mettre en contact les différentes régions bordières), si on suit les propositions de P. Horden et N. Purcell.
Les marins phéniciens sont parmi les acteurs majeurs de l'unification progressive de cet espace, qui aboutit sous l'empire romain. La documentation sur la navigation phénicienne est cependant peu abondante et difficile d'accès, et c'est avant tout par les témoignages élogieux de leurs contemporains qu'on leur connaît cette qualité. Les représentations de navires phéniciens restent rares, et les fouilles d'épaves sous-marines sont peu nombreuses et peu indicatives sur l'aspect des navires. Il est du reste assez difficile d'identifier l'origine de l'équipage du bateau. Mais l'analyse de la navigation phénicienne peut se servir des informations sur les autres navigateurs contemporains, en premier lieu Grecs, qui avaient un niveau technique et des pratiques similaires.

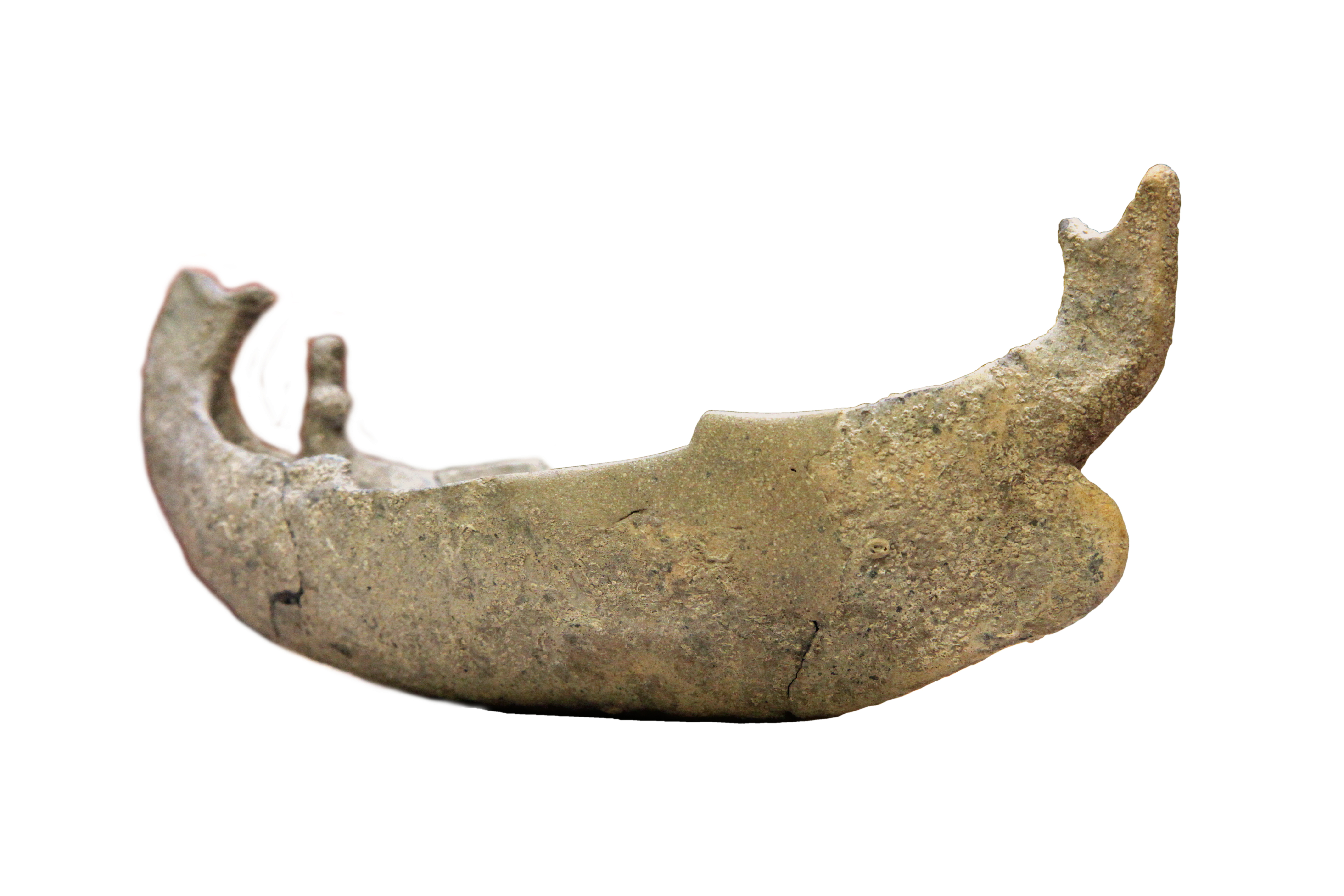
Maquette en terre cuite d'un bateau,, Liban méridional. Musée du Louvre.

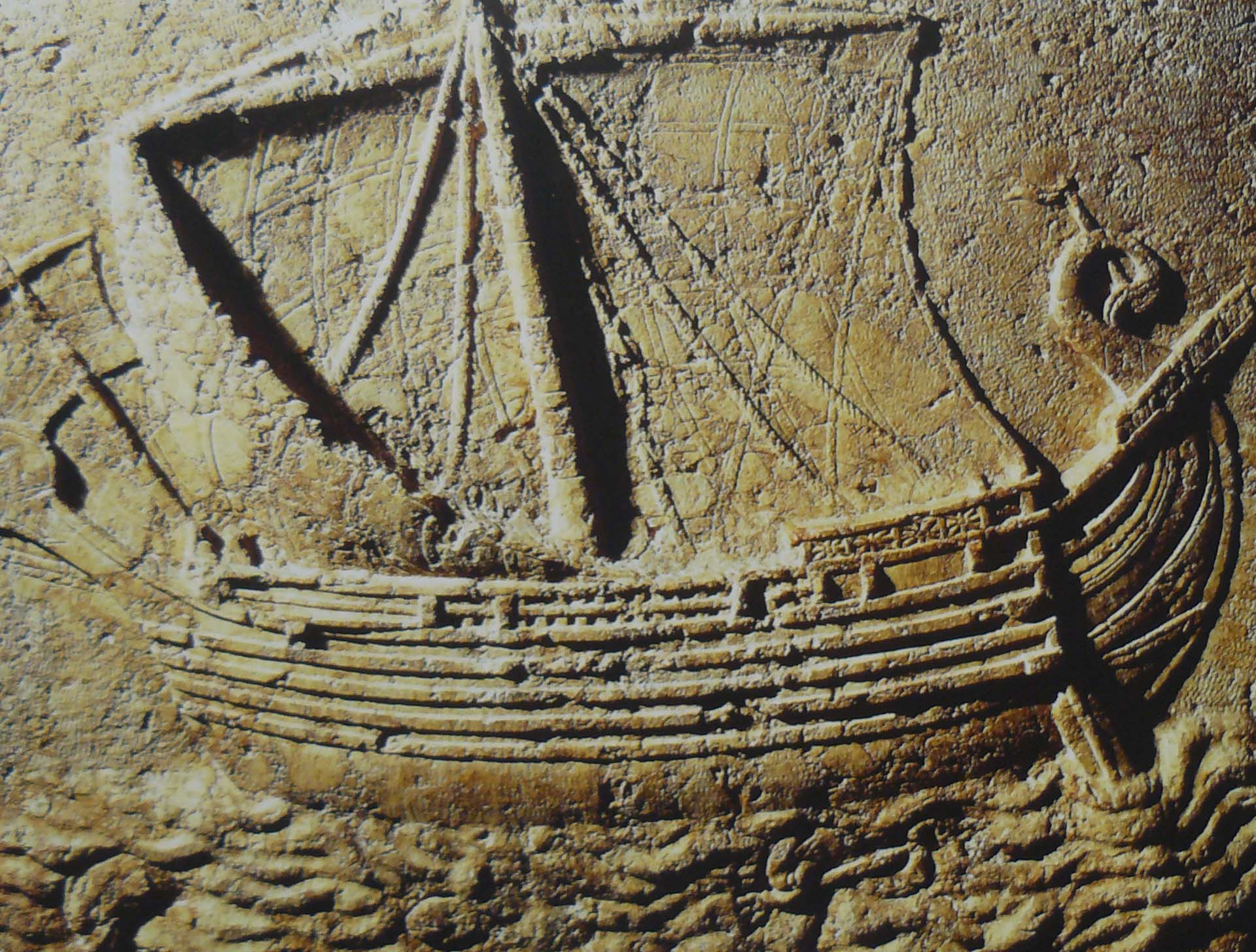
Navire de commerce phénicien, sur un bas-relief du retrouvé à Sidon. Musée national de Beyrouth.

D'après les représentations et ce que semblent indiquer les fouilles d'épaves, les navires commerciaux de la période phénicienne avaient une coque de forme pansue (les Grecs les qualifiaient de gauloi). Ils avaient un mât unique portant une voile rectangulaire ou carrée. Le gouvernail consistait en une grande rame à pales asymétriques disposée à l'arrière du navire, sur son côté gauche. L'équipage montant ce type de bateau devait consister en une vingtaine d'hommes au maximum. La taille des navires de transport devait varier en fonction des besoins en cargaison et en distance à parcourir ; les bateaux connus par des épaves de l'âge du fer (dont l'origine n'est pas toujours déterminée) avaient une longueur généralement comprise entre 8 et 15 mètres, mais les plus gros ont peut-être dépassé la vingtaine de mètres. Les bateaux retrouvés dans la baie de Mazarrón (VIIe siècle av. J.-C.) et à Rochelongue (VIIe siècle av. J.-C.) mesuraient ainsi 8 mètres de long et transportaient autour de 2 tonnes de métal, tandis que les deux qui ont coulé au large d'Ashkelon (VIIIe siècle av. J.-C.) mesuraient environ 14 mètres de long pour une cargaison d'environ 11 tonnes de vin (ce qui correspond aux données de l'épave grecque de Kyrénia du IVe siècle av. J.-C.).
La navigation consistait surtout en du cabotage (en suivant les côtes sur de courtes distances), mais sur certains trajets la navigation en haute mer devait être privilégiée, en fonction des vents et des courants. Les voyages à longue distance devaient concerner des navires de fort tonnage transportant des cargaisons diversifiées ; le cabotage sur de courtes distances entre ports voisins sur de petits navires devait être très important, les cargaisons pouvant ainsi transiter sur de longues distances en étant transbordées à plusieurs reprises, le commerce étant alors surtout redistributif. Différents ports émaillaient donc les routes pratiquées, et servaient de point de relais, de contact et de redistribution des produits entre les différentes régions de la Méditerranée. Les emplacements des comptoirs et colonies phéniciennes étaient donc choisis en priorité en fonction des qualités maritimes des sites, et aussi de la facilité à les défendre. Les grandes cités comme Tyr et Sidon disposaient de deux ports avec de grands bassins. Les installations portuaires de Tyr ont été étudiées par des équipes d'archéologues, qui y ont distingué plusieurs éléments qui se retrouvent sur d'autres ports phéniciens : des petits mouillages naturels, peu profonds, réservés aux bateaux de gabarit limité ; des récifs situés en mer (jusqu'à 2 km du rivage) servant de point d'ancrage pour les bateaux plus grands là où il n'y avait pas de port de taille suffisante ; des ports artificiels, comprenant des jetées s'étendant sur plus d'une centaine de mètres sur les ports les plus longs (340 m pour celle de Tyr construite à l'époque hellénistique) et donc border des eaux suffisamment profondes pour que des grands navires puissent s'y amarrer ; des rampes de mise en eau tirant parti de la présence de plages rocheuses pentues, servant sans doute plutôt pour la construction navale ou pour mettre hors d'eau des bateaux qu'il fallait réparer.

Routes commerciales des Phéniciens.

Deux grandes routes ont pu être suivies par les navires phéniciens traversant la Méditerranée d'est en ouest : une suivant les côtes du sud par cabotage, et, sans doute plus couramment, une autre remontant depuis la Phénicie vers Chypre puis les côtes de l'Asie Mineure, avant de rejoindre depuis Rhodes la mer Ionienne pour passer entre Malte et la Sicile et accéder au Bassin occidental. Ce trajet est encore plus aisé au retour en raison de la présence de courants favorables en saison estivale. Pour aller plus loin vers l'ouest, le navire devait rejoindre les côtes de Sardaigne puis les Baléares avant de rejoindre l'Andalousie puis le détroit de Gibraltar.

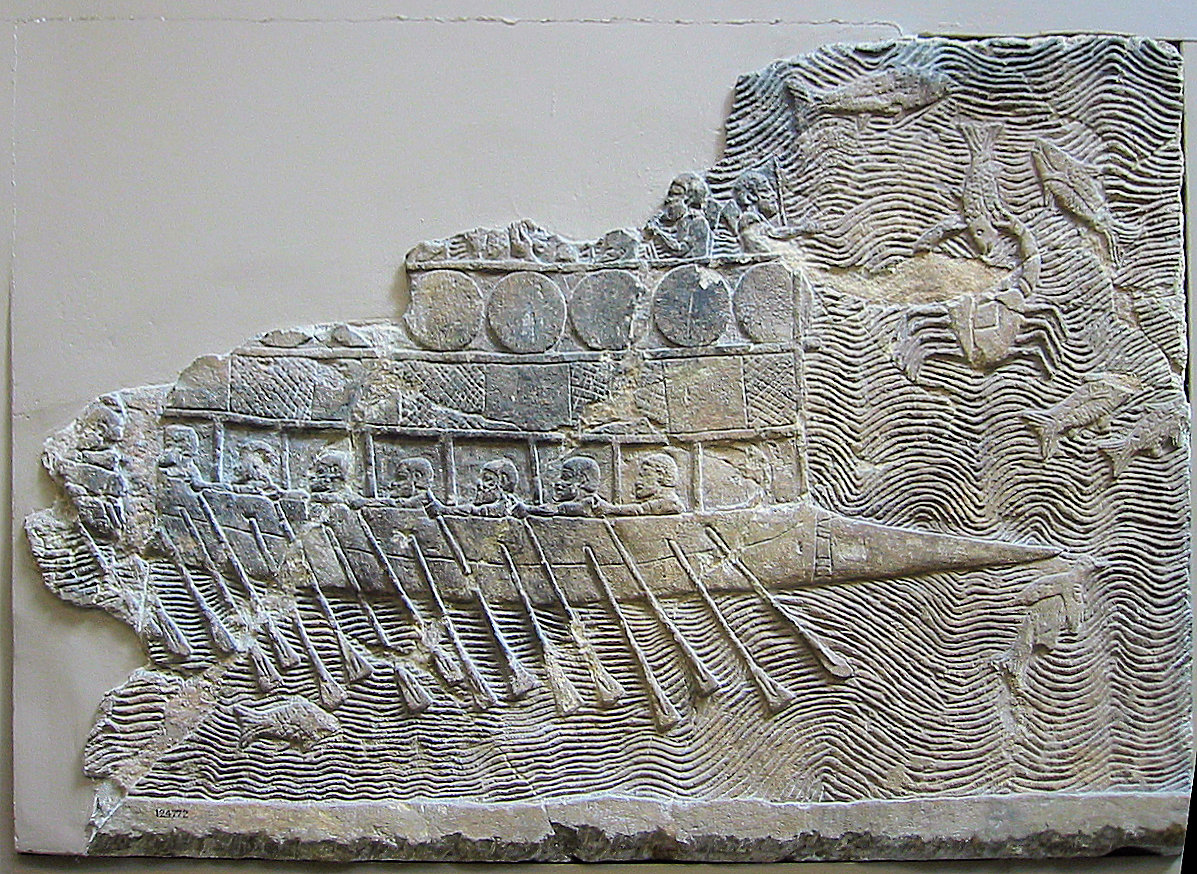
Navire de guerre phénicien sur un fragment de bas-relief de Ninive (Assyrie),, British Museum.

Les exploits de certains marins Phéniciens ont été rapportés dans l'Antiquité, mais il est difficile de dire quel crédit accorder à certains de ces récits de grands trajets. Hérodote rapporte ainsi la circumnavigation autour de l'Afrique accomplie par des marins Phéniciens à la demande du pharaon Nékao II, qui dura trois ans car les marins s'arrêtaient à chaque basse saison, notamment pour faire des cultures servant à leur approvisionnement. Le même auteur relate le périple du Carthaginois Hannon qui aurait été mandaté par sa cité pour aller explorer de nouvelles routes commerciales le long de la côte de l'Afrique occidentale, en y fondant des colonies, et pourrait être allé jusqu'au Sénégal voire au Cameroun. Des monnaies carthaginoises ont été découvertes aux Açores, où des gens de cette cité ont donc pu se rendre. Un autre de ses concitoyens, Himilcon, aurait quant à lui voyagé jusqu'en Bretagne et aux îles Cassitérides (dans les îles britanniques).
Les Phéniciens ont également mis à profit leurs talents de marins pour les affaires militaires. Les rois assyriens, perses et grecs les ont mobilisé pour renforcer leurs flottes de guerre. Les galères de combat phéniciennes apparaissent dans les représentations assyriennes de la fin du VIIIe siècle av. J.-C. et du début du VIIe siècle av. J.-C., qui montrent également des bateaux ronds de commerce reconvertis en bateaux militaires. Les galères sont ensuite très présentes dans les monnaies des cités phéniciennes à partir du Ve siècle av. J.-C. Ces bateaux sont propulsés par des rameurs disposés au pont inférieur, mais aussi par des voiles ; les mâts étaient généralement rangés pendant les combats pour faciliter les manœuvres de proximité, plus faciles si on se limitait à la propulsion par les rameurs. La proue de ces navires se terminait par un éperon en bronze, qui servait pour enfoncer les navires ennemis. À partir de l'époque perse si ce n'est avant, il s'agit de trières, navires à trois rangées de rameurs, puis un peu plus tard de quadrirèmes ; les Carthaginois développent ensuite les quinquérèmes.

### Des réseaux commerciaux très étendus

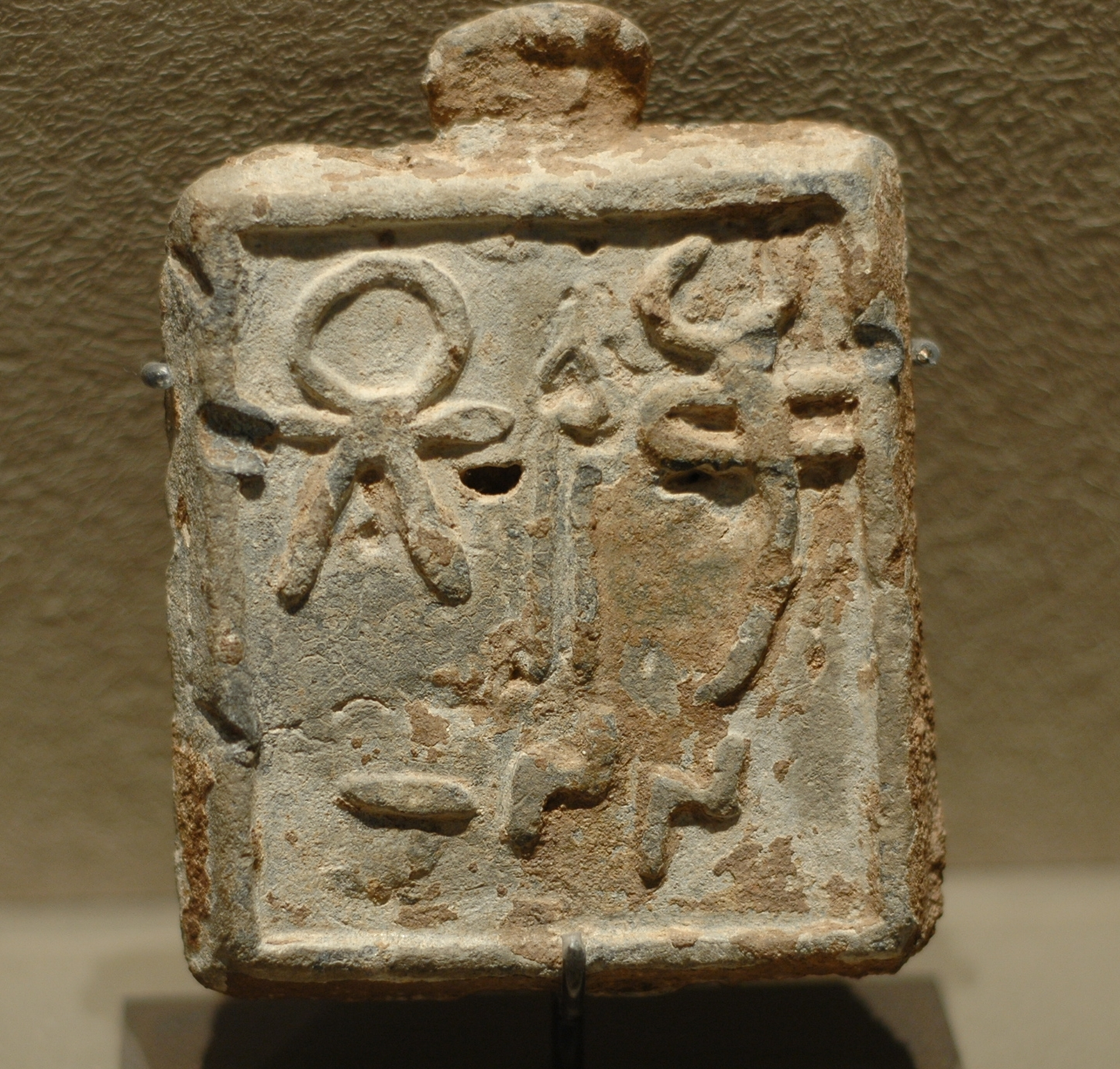
Poids carré en plomb, marqué de symboles divins dont celui de Tanit, Arwad, musée du Louvre.

Les Phéniciens furent très actifs dans les échanges internationaux, reprenant en cela les réseaux mis en place par leurs prédécesseurs du bronze récent et les étendant. Ils disposent d'une situation privilégiée, leur permettant de mettre en contact la Mésopotamie, la Syrie intérieure, l'Anatolie d'un côté, et de l'autre les pays situés au bord de la mer Méditerranée, en premier lieu l’Égypte. Le rôle majeur des marchands phéniciens (et puniques) à cette époque ressort en particulier des textes bibliques (surtout la prophétie d'Ézéchiel) et chez les auteurs Grecs (Homère, Hérodote). Les fouilles archéologiques fournissent des informations complémentaires, mais les échanges de denrées périssables (vin, huile, tissus) sont seulement identifiables par leurs contenants (amphores, jarres, etc.), tandis que les métaux ont souvent été remployés.
Les fouilles d'épaves fournissent des informations précieuses sur les produits et les circuits. L'absence de textes de la pratique provenant des activités des marchands empêche cependant de bien comprendre les modalités exactes de ces échanges.
Les aspects les mieux connus du commerce à longue distance des Phéniciens sont la nature et la provenance des produits échangés, les mieux documentés par les textes et l'archéologie :
- Une place majeure est occupée par les métaux. Le cuivre assure la prospérité de Chypre depuis plusieurs millénaires, et se trouve dans deux autres régions majeures d'implantation des marchands phéniciens, la Sardaigne et le sud de la péninsule Ibérique, où sont également extraits de l'argent, du plomb et du fer. Il s'agit sans doute du moteur essentiel de l'expansion phénicienne en direction du Bassin occidental, tellement la demande pour ces métaux est forte au Moyen-Orient. Les métaux bruts circulent en général sous la forme de lingots, courants dans les épaves de cette période.
- Les tissus, qui ont disparu des sites archéologiques, ont constitué une part importante des produits échangés : Ézéchiel mentionne le lin d’Égypte, des vêtements teints en bleu ou en pourpre, ces derniers étant une spécialité de l'artisanat textile phénicien.
- Parmi les denrées alimentaires, le vin et l'huile semblent avoir occupé une place importante, car ils se conservaient mieux que les autres denrées et avaient une valeur plus importante justifiant leur transport sur de longues distances. De nombreuses amphores ont été retrouvées sur les sites archéologiques, y compris dans les épaves (notamment celles d'Ashkelon).
- D'autres produits de valeur, transformés ou bruts, circulaient également, et les textes bibliques (Ézéchiel et le passage du premier Livre des Rois sur Hiram et Salomon) en indiquent plusieurs : ivoire, bois d'ébène, parfums, résines aromatiques (encens, myrrhe), épices (cumin, poivre, safran, etc.), et également du bétail (chevaux). Les vases en matières vitreuses occupent aussi une place importante dans les échanges internationaux
- Le bois occupe une place à part, étant la principale matière première provenant des montagnes de leur région que les cités phéniciennes pouvaient exporter ; le cèdre du Liban est de loin le plus prisé en raison de sa solidité mais aussi de son odeur, et les rois égyptiens et assyriens s'en procurent à de nombreuses reprises par la force ou du commerce.
- Les marchands phéniciens pratiquaient enfin le commerce des esclaves, notamment via le circuit transsaharien qui apparaît alors[93].

Les produits échangés sur de longue distance étaient donc en général des produits d'une valeur élevée justifiant un transport coûteux. Le développement du commerce maritime présente d'indéniables avantages par rapport au commerce terrestre, le transport de cargaisons lourdes étant moins complexe et coûteux sur mer que sur terre. Les bateaux devaient généralement transporter des produits divers : la cargaison de l'épave de Bajo de la Campana (VIIIe siècle, Espagne), témoignant du développement d'un commerce régional de cabotage sur la côte est de la péninsule Ibérique, comprenait ainsi de l'ivoire d'éléphant nord-africain, de l'étain et du plomb ibériques, de l'ambre, des amphores de la région de la Malaga, du mobilier en bronze.
Par ailleurs, les témoignages de l'époque indiquent que les réseaux des échanges phéniciens ne s'étendaient pas seulement le long des rivages méditerranéens mais aussi vers l'intérieur du Moyen-Orient, et avaient donc un volet terrestre important. Encore à la période hellénistique, les réseaux des marchands phéniciens sont très importants, et connaissent un nouvel essor avec la constitution d'espaces économiques à l'intérieur des royaumes grecs ; les marchands phéniciens se font ainsi plus présents dans le monde égéen, tandis que les monnaies d'Arwad se retrouvent sur un espace allant de la péninsule Ibérique à l'ouest jusqu'à la Bactriane à l'est.
L'organisation du commerce phénicien reste mal connue, en l'absence de témoignages provenant du milieu des marchands. Il est probable que les marchands recouraient à des prêts à la grosse aventure et des associations commerciales (ḥbr) comme le faisaient leurs prédécesseurs d'Ougarit au bronze récent et comme il s'en retrouve dans le monde grec antique. Leurs réseaux s'appuyaient sur des sortes de succursales implantées dans les comptoirs, où la présence de quartiers marchands semble attestée. Les installations commerciales phéniciennes en pays étranger s'appuient également sur les sanctuaires qui servent de point d'ancrage aux expatriés regroupés en fonction de leur origine. Ces associations cultuelles (marzeah) jouent ainsi un rôle important dans la cohésion du groupe des marchands phéniciens expatriés, comme cela se voit dans plusieurs cités grecques à l'époque hellénistique, notamment à Délos,.
L'évolution majeure qui semble se produire dans les cités phéniciennes est la perte d'influence progressive du pouvoir royal dans les échanges commerciaux, les marchands gagnant une autonomie importante alors qu'auparavant ils jouaient souvent un rôle de serviteur du roi, qui organisait des expéditions commerciales majeures, comme dans le cas d'Hiram à Tyr. Mais ils n'ont sans doute pas perdu totalement cette fonction, et sont également amenés à servir d'informateurs pour leur roi, leur métier reposant sur la collecte d'informations mobilisables par le pouvoir. Les auteurs grecs Homère et Hérodote donnent une image peu flatteuse de ces marchands sans attaches et ayant peu de vertus, souvent présentés comme roublards, trompeurs, voire à la limite de la briganderie et de la piraterie, les sources antiques étant de toute manière rarement bien disposées envers les marchands. Hérodote rapporte aussi une forme d'échange originale pratiquée par les marchands carthaginois sur la rive atlantique de l'Afrique, un troc sans paroles ou commerce silencieux : chacune des deux parties pose ce qu'il souhaite échanger sur une plage alors que l'autre est éloignée, et ne prend la contrepartie que si elle la juge équivalente à son propre apport.
Les moyens de paiement évoluent durant le Ier millénaire. Durant les premiers siècles, il s'agit surtout d'argent pesé, circulant sous diverses formes, comme des lingots ou des anneaux de poids standardisé. À partir du Ve siècle, les cités phéniciennes commencent à frapper des pièces de monnaie, à l'imitation des cités d'Asie mineure et de Grèce.

### Un artisanat de qualité diversifié
Aux côtés de ceux des navigateurs et des marchands, les accomplissements des artisans (désignés par le terme générique ḥrš) phéniciens ont eu une grande reconnaissance dans le monde antique. De nombreux auteurs grecs vantent la grande compétence et l'ingéniosité des artisans phéniciens et puniques, plusieurs passages bibliques également, tandis que les souverains assyriens demandent comme tribut diverses productions artisanales spécifiques de l'artisanat phénicien, comme les tissus teints en pourpre et les objets en ivoire.
Ce milieu est cependant moins bien connu que les deux autres, en raison de leur présence élusive dans la documentation : les réalisations les plus prestigieuses des artisans sont bien connues, mais les sources sur le processus économique ayant conduit à leur réalisation est quasiment inconnu, et ne peut être reconstitué convenablement que par la comparaison avec la situation de l'artisanat dans les civilisations voisines. Il est en tout cas manifeste que l'artisanat constituait une activité majeure dans les cités phéniciennes, qui étaient d'importants centres de transformation des matières premières qu'elles importaient des régions voisines.

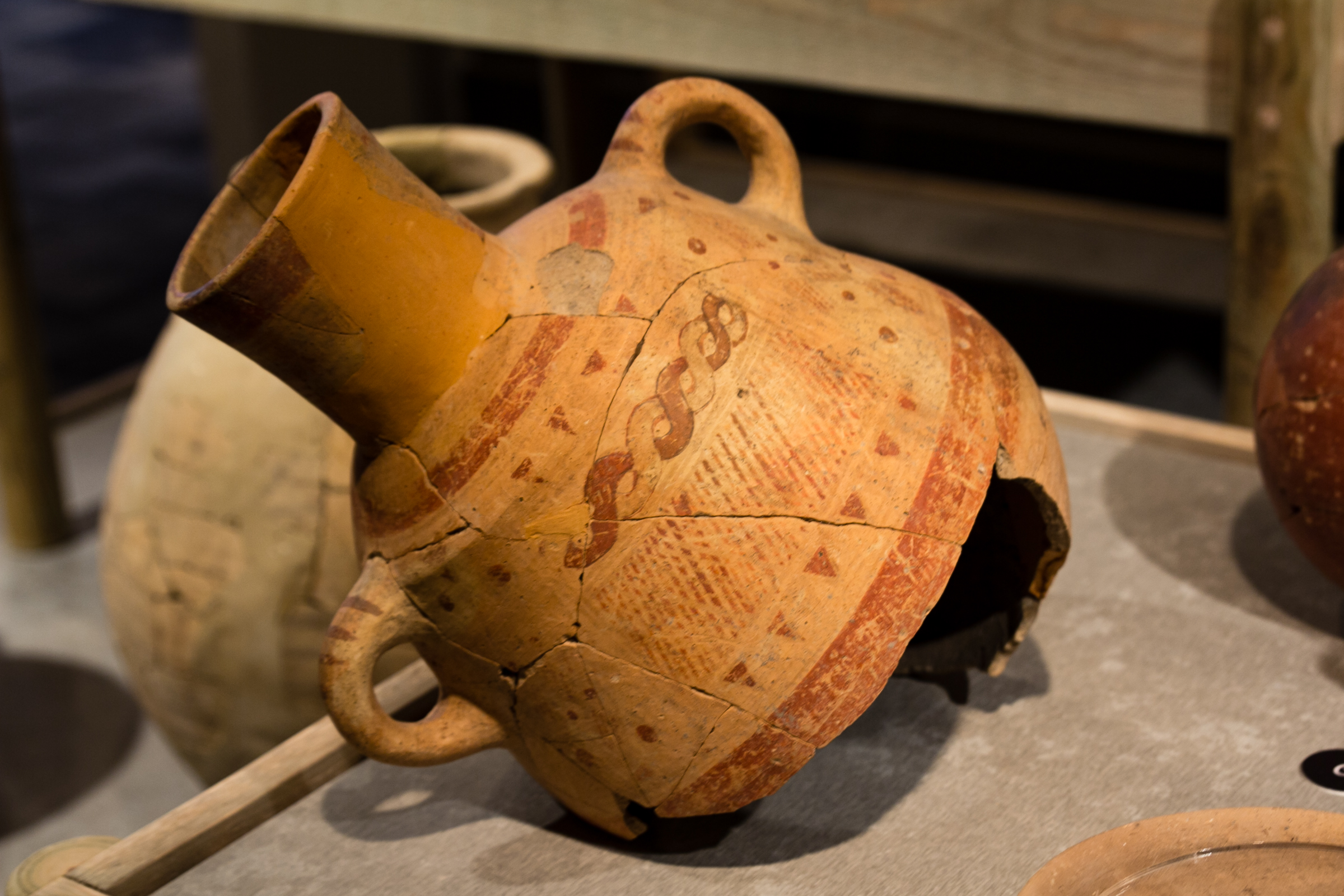
Jarre au décor phénicien (musée des Pays de la Bible, Israël).

Les artisans étaient probablement regroupés dans des quartiers spécifiques suivant leurs spécialités, notamment parce qu'il fallait concentrer les nuisances liées à leur activité (odeur du murex, feux des céramistes et forgerons) ; un tel quartier artisanal a été identifié à Tyr, avec des ateliers de potiers et de forgerons. Les activités artisanales faisaient l'objet d'une forte demande de la part des élites, le palais et le temple, mais aussi des marchands qui les exportaient, et également des puissances extérieures (notamment l'Assyrie et la Perse) qui prisaient les objets de luxe phéniciens. Pour autant, il ne faut pas forcément imaginer que les artisans phéniciens aient tous été des esclaves ou du moins des dépendants économiques du milieu des élites ; au contraire, il est souvent avancé qu'ils aient connu une émancipation depuis la fin de l'âge du bronze, à laquelle aurait succédé une période de croissance du secteur « privé » de l'économie. Du reste, l'artisanat itinérant est une composante essentielle de ce secteur durant l'Antiquité, facilitant l'autonomie des artisans. Certains artisans phéniciens étaient employés à l'extérieur, comme ceux que Hiram de Tyr mandate à Jérusalem pour aider à la construction du Temple de Salomon, et il y en a également eu dans les capitales mésopotamiennes ou dans le monde égéen. Ils ont également joué un rôle important dans les colonies d'Occident et y ont exporté les savoirs et techniques phéniciens. Ce milieu artisanal spécialisé nécessitait un apprentissage long, sans doute généralement transmis de père en fils, ainsi qu'une bonne connaissance du milieu culturel de l'époque et un certain cosmopolitisme, les produits de luxe phéniciens témoignant d'un mélange d'influences de divers horizons. Une majeure partie des artisans devait cependant se consacrer à la réalisation de produits de la vie courante destinés à toutes les couches sociales de la population, mais ils nous échappent en grande partie.
Les activités pratiquées par les artisans phéniciens étaient très variées. Les céramiques étaient les objets les plus courants, et sans doute la principale activité de transformation non alimentaire ; on connaît en particulier les amphores servant au transport de l'huile et du vin. Le travail de la pierre et du bois étaient également essentiels pour les réalisations courantes.

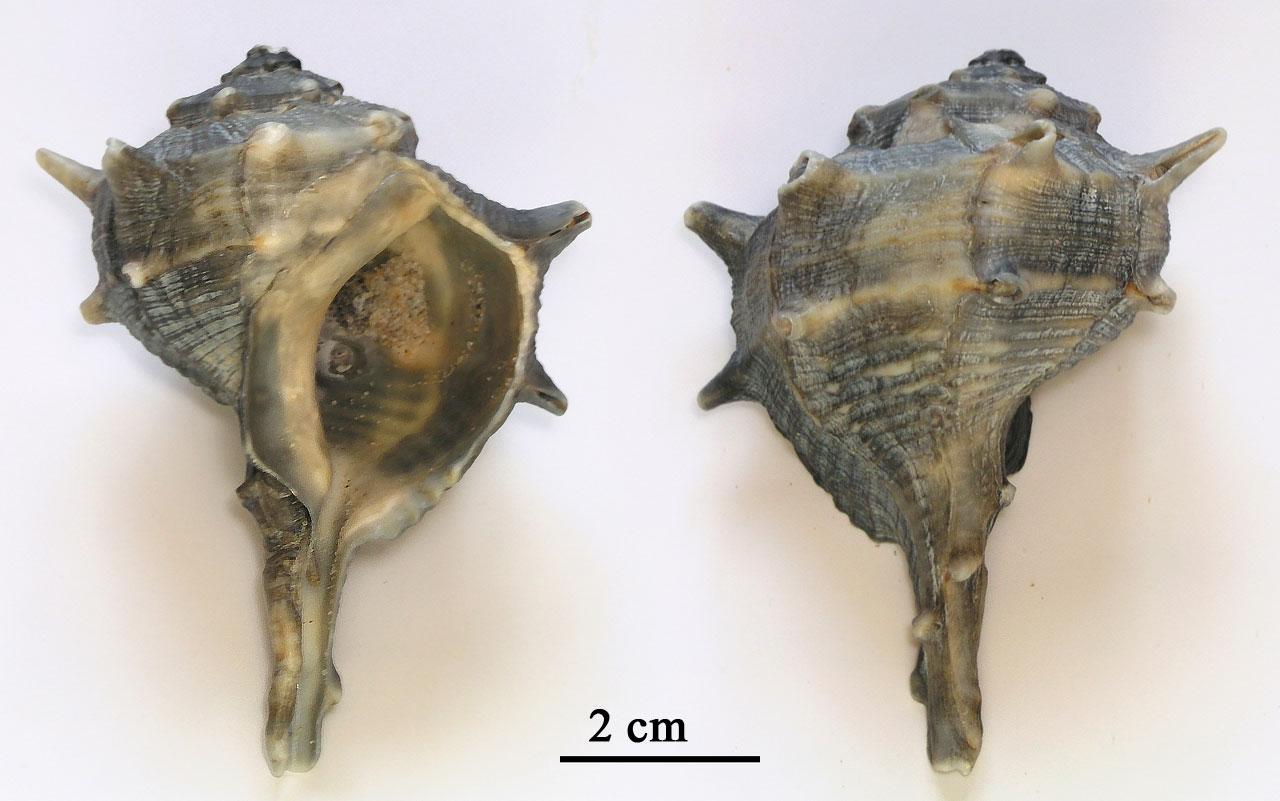
Coquilles de Bolinus brandaris, l'un des deux murex utilisés dans l'Antiquité pour obtenir de la teinture pourpre.

Les métallurgies du cuivre, du bronze et du fer occupaient une place importante, notamment pour la réalisation d'objets de la vie courante. Un quartier de métallurgistes travaillant le fer et le cuivre des VIe – IIIe siècles av. J.-C. a été mis au jour à Byrsa (Carthage), disposant notamment de fours équipés de tuyères reliant leur foyer à des soufflets de façon à obtenir une température avoisinant les 1 000 °C. Les orfèvres réalisaient divers types de bijoux, d'ornements et de vaisselle en or ou en bronze et autres alliages, parfois en y mêlant des pierres précieuses (cornaline, lapis-lazuli). L'industrie du verre était une caractéristique importante de l'artisanat phénicien, le travail des matières vitreuses s'étant développé depuis l'âge du bronze en Syrie et au Levant, d'autant plus que le silicate de calcium servant à la réalisation de la pâte de verre est abondant dans les sables des plages du Liban. La dernière activité artisanale caractéristique de l'artisanat phénicien est celle de la pourpre, teinture obtenue à partir du murex, mollusque abondant dans le Bassin méditerranéen ; de nombreuses nuances pouvaient être obtenues pour teindre des tissus de qualité, en lin ou en laine. Un lieu de production de teinture du VIIe siècle av. J.-C. a été mis au jour à Tel Shiqmonah, alors que le site était apparemment sous contrôle phénicien.
Enfin, il faut également prendre en compte les activités de transformation des produits agricoles, en premier lieu le pressage des olives pour obtenir de l'huile et la vinification des grappes de raisin, activités majeures de la Méditerranée antique mais mal documentées en Phénicie : une huilerie d'époque hellénistique a été fouillée à Oum el-Amed, un espace de pressage du raisin à Tell el-Burak pour la phase antérieure. Les produits de la pêche à destination alimentaire étaient également transformés artisanalement : salaisons, production de garum (très courante en Occident).

## L'expansion phénicienne en Méditerranée

### Traits généraux

#### La nature de l'expansion: commerce et diaspora
L'expansion phénicienne en mer Méditerranée qui aboutit au processus de colonisation est indissociable de leurs entreprises commerciales, qui en sont manifestement à l'origine et ont dû précéder de quelques décennies les implantations. Il y a donc constitution de comptoirs. Il est moins évident (mais possible) que le manque de terres et une croissance démographique en Phénicie aient également incité à l'émigration (comme cela est souvent avancé dans le cas de la colonisation grecque). Derrière cela se pose la question de savoir dans quelle mesure il s'agit d'un phénomène de « colonisation » (donc avec une volonté d'appropriation territoriale) ou bien s'il a un caractère avant tout commercial. Il semblerait que, si les motivations commerciales ont bien primé dans les premiers temps de l'expansion phénicienne vers l'ouest, dans un second temps les implantations (ou du moins certaines d'entre elles), en impliquant plus de migrants et en ayant une influence plus forte sur les sociétés locales, prennent un caractère « colonial ».
Plus récemment l'usage du terme « colonisation » a été mis en cause, au profit d'autres termes comme « diaspora ». La compréhension du phénomène a évolué avec une prise en compte plus fine de l'impact et de la réception de la venue des Phéniciens dans leurs régions d'implantation, et du constat que les traits phéniciens n'apparaissent souvent sur les sites que graduellement. Ainsi le caractère urbain des fondations n'apparaît pas d'emblée comme on l'attendrait s'il s'agissait de transposer le modèle oriental dans la terre d'arrivée, mais se constitue généralement progressivement.

#### Historique
Cette expansion repose sur les réseaux commerciaux existant à l'âge du bronze récent et couvrant au moins une large partie du Bassin oriental. Avec l'effondrement dans le courant du XIIe siècle av. J.-C. de la plupart des acteurs importants de ces échanges (Égyptiens, Mycéniens, Ougarit), les cités de Phénicie disposent du champ libre pour leurs propres entreprises commerciales à longue distance. En raison du retrait relatif de Byblos et de Sidon dans les dernières décennies du IIe millénaire, c'est Tyr qui constitue l'acteur majeur de cette expansion. En l'absence de concurrence, elle reprend peu à peu à son compte les réseaux existants et les repousse de plus en plus loin : son influence se repère surtout à Chypre, mais il semble bien que ses circuits commerciaux soient actif en direction du monde égéen (Crète et Eubée) et également du Bassin occidental (Sardaigne et même péninsule Ibérique) dès le Xe siècle av. J.-C.. Dans un second temps, Tyr se forge un véritable empire maritime visant à contrôler les circuits commerciaux méditerranéens, avec la fondation de ses premières colonies : Cition à Chypre vers 850 av. J.-C., Myriandros en Cilicie, puis dans le Bassin occidental les sites majeurs de Carthage, Utique et Gadir (Cadix) dans les dernières années du IXe siècle av. J.-C., et non pas autour de 1100 av. J.-C. comme le prétendent certaines traditions antiques sur les deux derniers. Ces fondations ont généré des mythes rapportés par les auteurs Grecs et Latins (sur la base de récits phéniciens ?), en particulier celui de Didon de Carthage, participant à la glorification de l'expansion phénicienne, qui s'impose dès cette période comme un phénomène majeur de l'histoire de la Méditerranée antique. Il faut peut-être considérer à la suite du récit de fondation carthaginois que cette cité serait une spécificité dans la colonisation phénicienne, étant une création aristocratique pensée comme une grande ville nouvelle dès sa fondation et non une implantation à but commercial.
Après les premiers succès de cette expérience, de nouvelles colonies sont fondées au siècle suivant : Motyé, Solonte et Palerme en Sicile, à Malte, Sulcis, Tharros et Nora en Sardaigne, peut-être Ibiza sur les îles Baléares, Almuñecar, Toscanos, Cerro del Vilar, etc. en Andalousie, puis au-delà du détroit de Gibraltar à Alcacer do Sal au Portugal. La géographie de ces implantations reflète clairement la volonté commerciale qui est à l'origine de leur fondation, puisqu'elles se situent à proximité de gisements métallurgiques importants (les minerais extraits étant par suite destinés aux artisans phéniciens ou à d'autres régions) ou sur les routes maritimes qui y conduisent. Sans doute conçues dans une certaine mesure comme des répliques des cités de Phénicie, elles sont situées sur des sites côtiers disposant d'un port bien abrité, sur des petites îles ou des promontoires rocheux. Le fait que ce second mouvement d'expansion commerciale et coloniale paraisse coïncider avec les campagnes assyriennes contre les cités de Phénicie a incité à chercher des liens entre ces deux phénomènes : certains migrants pourraient être partis dans des colonies pour échapper à la tutelle assyrienne et au tribut qu'elle imposait, mais la création de cet empire a également pu créer une demande nouvelle pour les produits importés (pour le tribut ou le commerce courant) et stimulé le commerce méditerranéen. Mais ces liens restent incertains.
Au VIIe siècle av. J.-C., les implantations d'Occident connaissent une croissance importante et acquièrent une grande influence régionale, et entreprennent à leur tour de fonder leurs propres colonies ; cet essor profite en premier lieu à Carthage, qui cherche à contrôler les établissements phéniciens du bassin occidental, ce qui marque le début de son entreprise impériale l'entraînant vers une confrontation avec les Grecs puis les Romains (là où l'approche traditionnelle des Phéniciens était plus coopérative), alors que ses navigateurs poussent leurs entreprises plus loin vers l'ouest sur les côtes atlantiques d'Afrique et d'Europe. Elle ne relâche cependant pas ses liens avec ses racines phéniciennes, les contacts avec les cités de Phénicie (avant tout Tyr) étant permanents pour le reste de son histoire.

#### L'essor des contacts et échanges en Méditerranée
L'expansion phénicienne a souvent été liée à l'influence culturelle « orientale » débouchant sur des arts et pratiques culturelles « orientalisantes » dans diverses régions de la Méditerranée (Grèce, Étrurie, péninsule Ibérique). Les études récentes tendent à prendre en considération les échanges culturels sur la Méditerranée de l'âge du fer au sens large, qui peuvent s'être faits dans tous les sens, tissant des réseaux et connectant de plus en plus les différentes régions méditerranéennes. Cela entraîne progressivement des changements divers et variés, potentiellement importants et conduisent à l'émergence de traits culturels partagés entre plusieurs régions sur tout cet espace,. Dans ce contexte, les Phéniciens jouent manifestement un rôle majeur : ils diffusent l'alphabet, des savoirs-faire techniques, aussi des coutumes culturelles (le banquet) et religieuses, stimulent les échanges, facilitant les médiations culturelles, en particulier au sein des élites. C. López-Ruiz a qualifié ces éléments culturels de « kit orientalisant », issu des cultures proche-orientales, en premier lieu celles du Levant, et diffusés par les Phéniciens aux communautés des rives de la Méditerranée avec lesquelles ils rentrent en contact.
Les liens entre l'expansion phénicienne et la colonisation grecque vers l'ouest qui lui emboîte rapidement le pas posent plusieurs questions. Les Grecs et les Phéniciens ont eu de nombreuses occasions de rencontres, en particulier dans l'Occident méditerranéen (comme à Pithécusses) et ces contextes multiculturels ont probablement joué un rôle important dans les échanges de savoirs. L'expansion carthaginoise crée ensuite de plus en plus de frictions jusqu'à déboucher sur des conflits mettant aux prises Carthage et les cités grecques d'Occident (notamment en Sicile), ainsi que les Étrusques puis Rome.

### Géographie des implantations phéniciennes

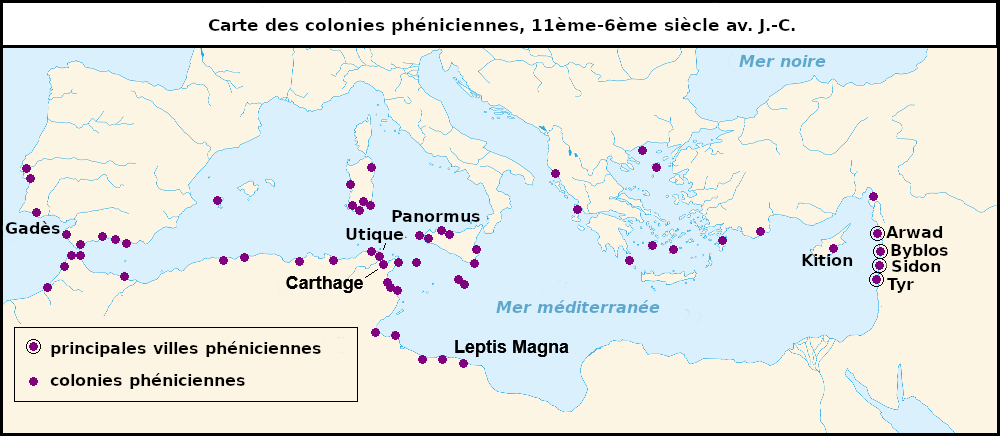
Implantations phéniciennes.

#### Égypte
L’Égypte est un cas particulier dans la présence phénicienne autour du Bassin méditerranéen. Le Levant et le pays du Nil ont des contacts poussés depuis les débuts de l'âge du bronze, passant notamment par Byblos, un des principaux ports d'entrée de l'influence phénicienne en pays cananéen. À l'époque du Nouvel empire, les cités de Phénicie ont été placées sous la coupe de l’Égypte, et même après l'effondrement de cette emprise les relations se sont poursuivies malgré les difficultés du temps (comme l'atteste l'Histoire d'Ounamon). Au début de l'époque phénicienne aux Xe – IXe siècles av. J.-C., l'influence égyptienne en Phénicie reste marquée, comme cela se voit par la présence de nombreux objets égyptianisants sur les sites phéniciens et les implantations coloniales. Il s'agit au moins de liens commerciaux. C'est sous la dynastie saïte (664-525 av. J.-C.) que les rapports entre les deux régions sont les plus intenses. La présence de marchands phéniciens se développe dans l'emporion de Naucratis, aux côtés de leurs homologues grecs. Des mercenaires phéniciens sont également employés par les pharaons de la période, qui tentent sans succès d'établir une hégémonie égyptienne sur le Levant. Selon Hérodote, Nékao II aurait mobilisé des navigateurs phéniciens pour accomplir la circumnavigation de l'Afrique. Le même auteur évoque une présence phénicienne importante à Memphis, où il y a un campement réservé aux mercenaires Tyriens et le culte d'une « Aphrodite étrangère », sans doute Astarté. Des graffitis phéniciens retrouvés à Saqqarah attestent de cette présence. La présence phénicienne en Égypte se retrouve plus à l'intérieur des terres, jusqu'à Éléphantine. À l'époque ptolémaïque, les descendants de ces Phéniciens implantés en Égypte sont mentionnés comme des « Phénicio-Égyptiens » (Phoinikaigyptioi). Les contacts prolongés entre l’Égypte et les cités de Phénicie donc une place particulière dans l'expansion phénicienne : ici il n'y a pas de colonisation mais tout de même des implantations non négligeables au service des pouvoirs étrangers, des échanges commerciaux et culturels constants, la Phénicie étant ici dans une situation de récepteur comme l'atteste la forte influence de l'art égyptien sur l'art phénicien.

#### Chypre

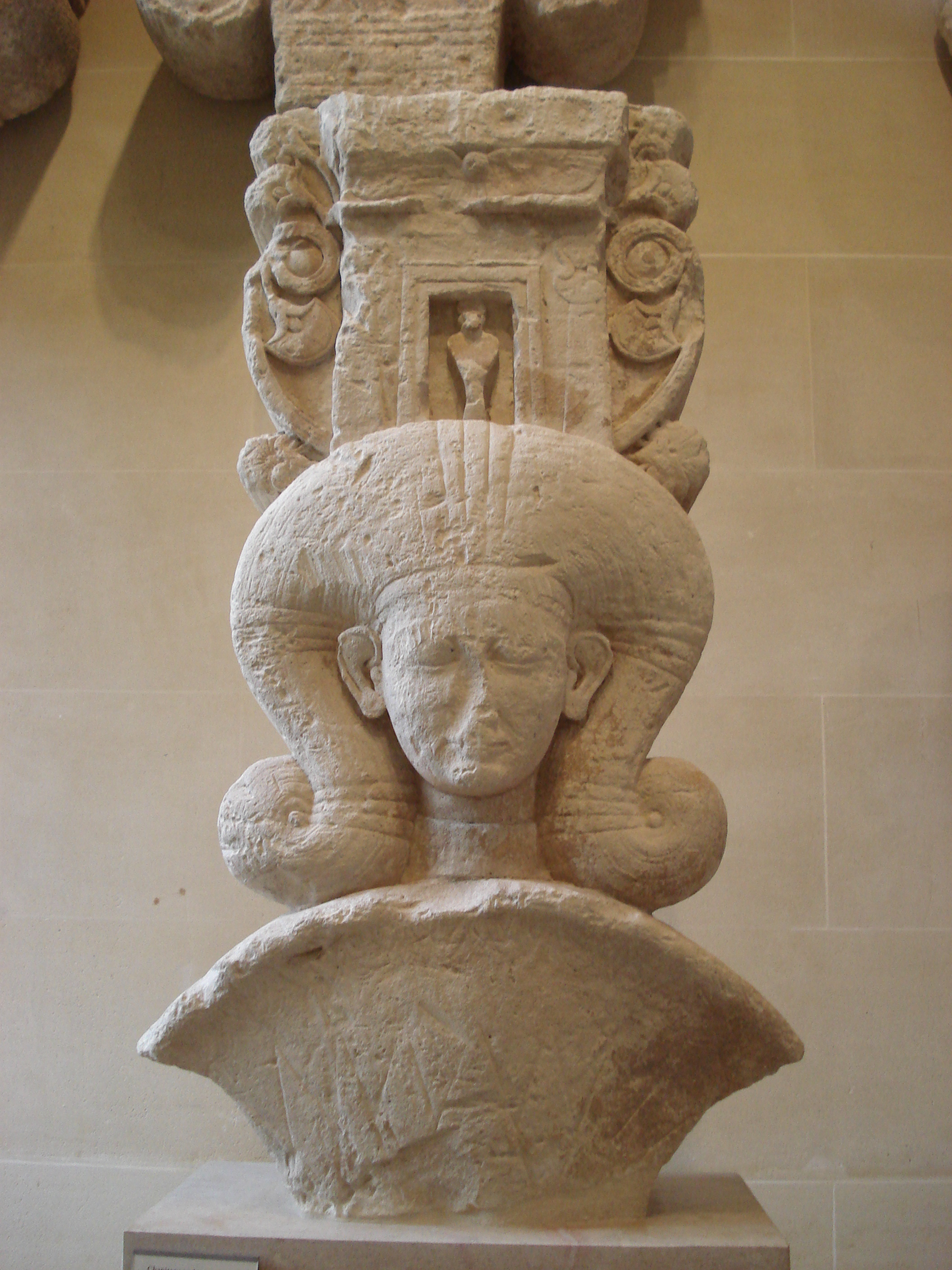
Chapiteau sculpté provenant de Larnaca (Kition) portant une représentation de la déesse Hathor,, musée du Louvre.

Durant le bronze récent, Chypre (Alashiya) entretient des relations poussées avec le Levant, servant notamment de relais avec le monde égéen. Son importance vient de ses mines de cuivre, métal qu'elle exporte massivement vers l’Égypte et le Proche-Orient. Ces relations ne sont pas perturbées par la crise de la fin de l'âge du bronze, les céramiques phéniciennes étant abondantes dans les sépultures chypriotes du début de l'âge du fer, notamment au site de Kouklia-Palaepahos, qui pourrait être le plus ancien comptoir phénicien outre-mer connu. À partir du milieu IXe siècle av. J.-C. l'île fait assurément l'objet d'installations phéniciennes, tout en connaissant aussi une émigration grecque. C'est sans doute vers cette période qu'est fondée Kition, colonie d'origine tyrienne, appelée à être la capitale du plus important royaume de l'île durant les siècles suivants. Deux autres sites importants présentant les traits d'une fondation phénicienne sont Amathonte et Idalion, mais de nombreux sites ont livré des objets d'origine ou d'inspiration phénicienne, notamment des céramiques, y compris les cités grecques de l'île, dont la plus importante est Salamine. Politiquement, l'île est caractérisée par son éclatement entre plusieurs royaumes. Une culture mixte est née de la rencontre entre les traditions chypriotes et celles de Phénicie : elle est caractérisée comme « chypro-phénicienne », qui est surtout connue par des objets d'art présentant une forte influence phénicienne, auxquelles se joignent au fil du temps des inspirations assyriennes, égyptiennes puis grecques, que les artisans adaptent aux habitudes locales. Les divinités phéniciennes sont adorées sur plusieurs sites, et les inscriptions en alphabet phénicien constituent le corpus régional le plus important connu de cette écriture. Cette culture s'épanouit jusqu'au IIIe siècle av. J.-C., et laissant définitivement la place à l'hellénisation après la destruction de Kition par Ptolémée Ier en 312 av. J.-C..

#### Monde égéen

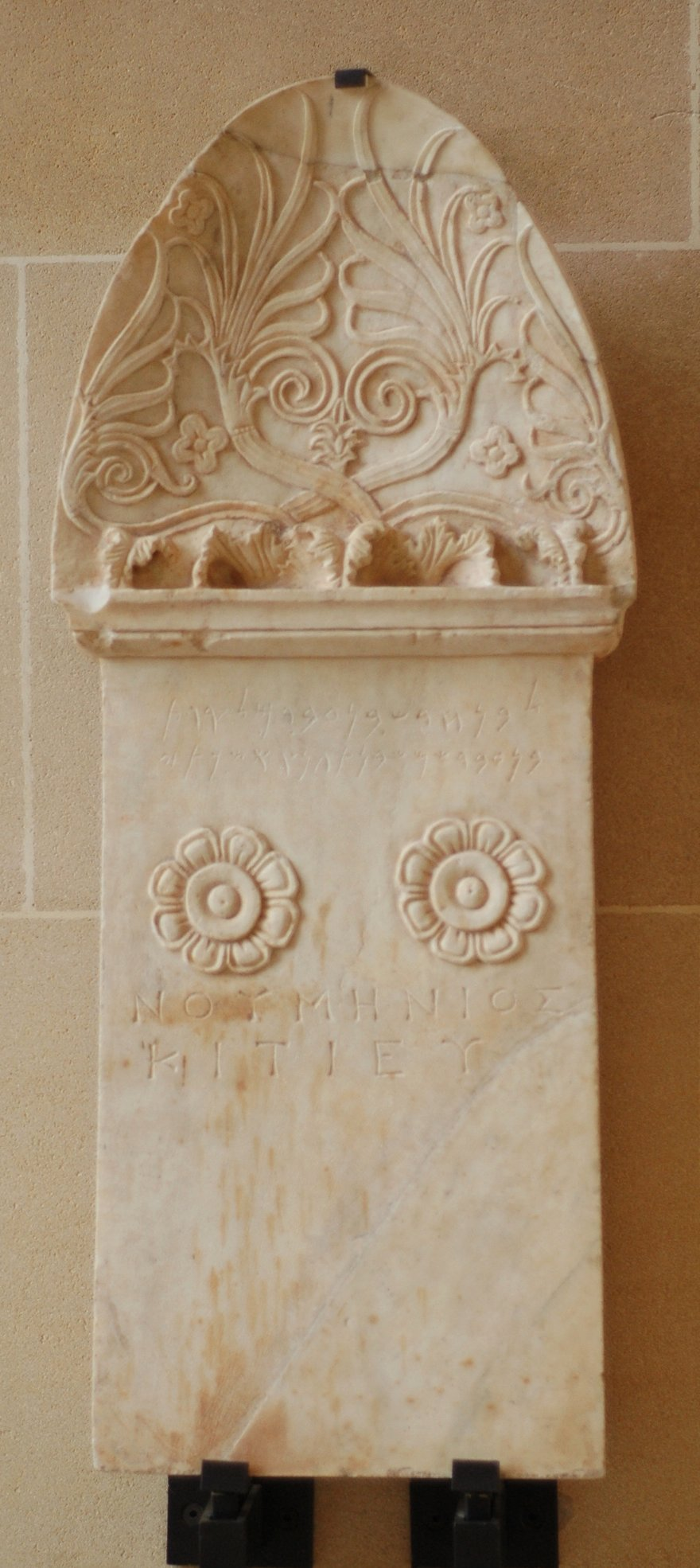
Stèle funéraire en marbre, trouvée dans les jardins de l'Académie à Athènes. Inscription d'un Phénicien originaire de Kition en phénicien et grec. Vers Musée du Louvre.

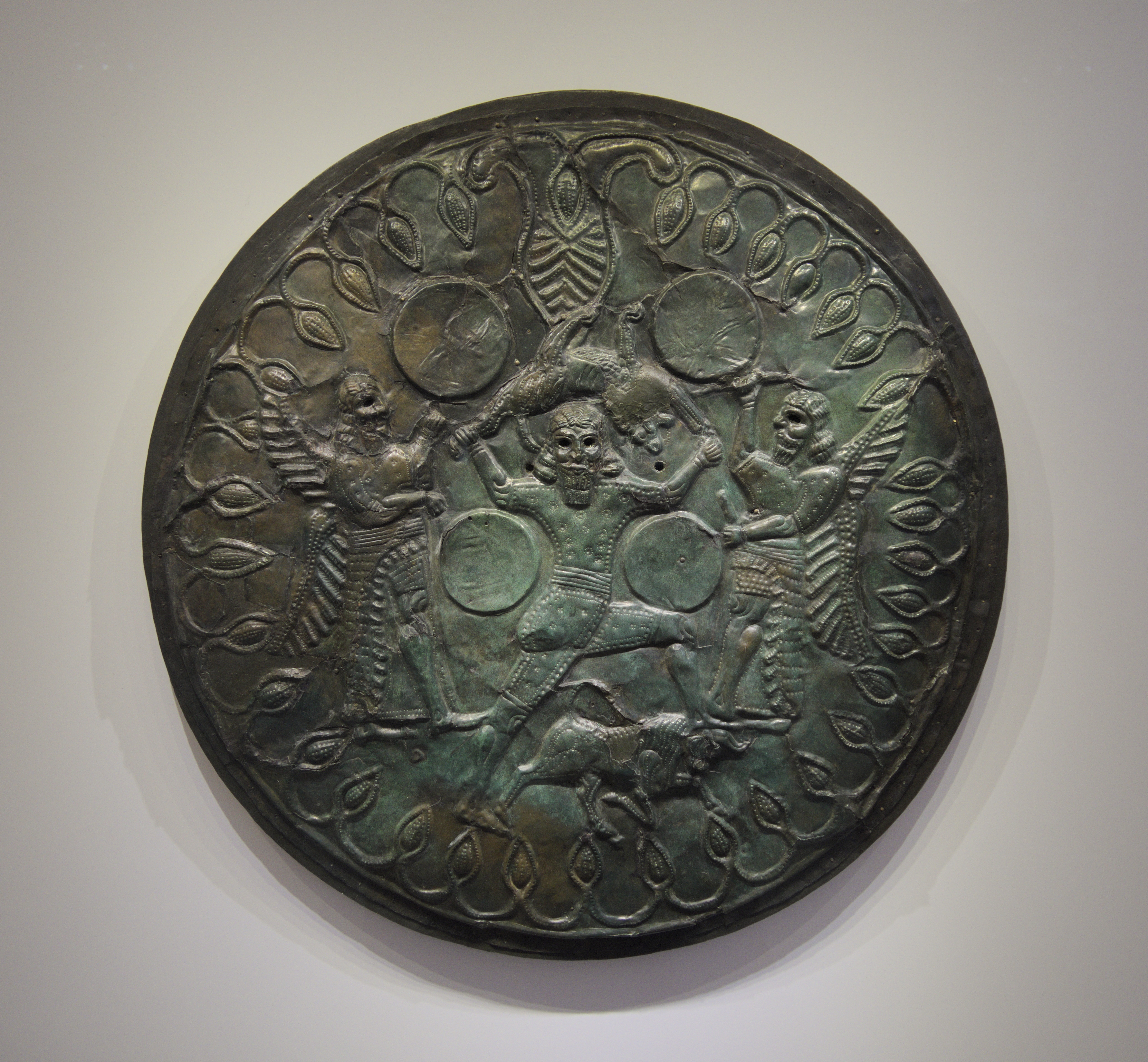
Bouclier en bronze au décor de type assyrien, v. VIIe siècle, retrouvé dans une grotte du sanctuaire du mont Ida en Crète, témoignage de l'import d'objets orientaux dans le monde égéen archaïque. Musée archéologique d'Héraklion.

Le Proche-Orient a des contacts réguliers avec le monde égéen depuis l'âge du bronze récent au moins, durant la période de la civilisation mycénienne. Ces contacts se poursuivent et se renforcent durant l'âge du fer : au Xe siècle av. J.-C., de la céramique protogéométrique se retrouve au Levant, notamment à Tyr, et de la céramique phénicienne se retrouve en Eubée. La période voit le développement d'un axe commercial entre les deux, passant par les implantations chypriotes de Tyr, et aussi la Crète où l'influence levantine est visible à Kommos (site) (en), où un temple d'inspiration phénicienne est érigé vers 800 av. J.-C., indiquant une solide implantation de marchands venus de cette région.
Ces contacts progressent durant l'époque archaïque qui commence au début du VIIIe siècle av. J.-C., et se voient notamment dans l'apparition de l'alphabet grec inspiré de celui des Phéniciens, et un art orientalisant fortement inspiré des traditions proche-orientales. Les principaux témoignages de cela sont les nombreux objets en provenance de l'Orient retrouvés sur les sites grecs de ces périodes (vaisselle en métal, sceaux, bijoux avant tout, aussi des céramiques), surtout dans les trésors des sanctuaires égéens (Samos, mont Ida). Homère puis Hérodote évoquent la présence de marchands phéniciens dans le monde égéen archaïque, venus vendre des produits, surtout des tissus, et acheter des métaux extraits à Thasos et au mont Pangée. Des colonies phéniciennes ont peut-être existé dans cette région, mais aucune n'a été mise au jour par l'archéologie. Quelques rares inscriptions attestent également de la présence de Phéniciens. La présence phénicienne en mer Égée semble surtout se développer à la fin de l'époque classique et à l'époque hellénistique, à partir du IVe siècle av. J.-C. : les témoignages épigraphiques et littéraires sur la présence de communautés phéniciennes en Grèce sont alors plus abondants. Il s'agit là encore de marchands pour la plupart, mais des artisans sont aussi attestés. Bien que connaissant un processus d'acculturation (leurs inscriptions emploient de plus en plus l'alphabet grec, les mariages mixtes sont courants), ils préservent leur identité phénicienne en constituant des associations cultuelles pratiquant des banquets (les marzeah) et gardent toujours un lien avec la cité de leurs ancêtres,,.

#### Carthage et l'Afrique du Nord
C'est sans doute vers la fin du IXe siècle av. J.-C. ou le début du VIIIe siècle av. J.-C. qu'il faut situer la fondation des colonies phéniciennes d'Afrique du Nord, même si certaines traditions font remonter leur origine jusqu'aux alentours de 1100 av. J.-C. C'est au nord de l'actuelle Tunisie, sur le golfe de Tunis, que sont fondées vers cette époque deux cités phéniciennes majeures : Utique et Carthage (Qart Hadašt, la « Ville Neuve »). Au Maroc, la fondation la plus ancienne semble être Lixus, sur la côte atlantique. Par la suite, d'autres sites sont créés au voisinage des plus anciennes colonies : la tradition littéraire rapporte que des sites comme Hippone et Icosium (Algérie) et Hadrumète (Tunisie) et Leptis (Libye) auraient été fondés après Carthage, mais cela n'a pu être prouvé par l'archéologie. Au Maroc, les Phéniciens s'installent sur plusieurs sites de la côte atlantique, notamment à Chellah et sur l'archipel de Mogador (Essaouira) qui est le site phénicien le plus méridional qui soit connu, localisé à proximité de mines de fer ; sur la côte méditerranéenne, les Phéniciens sont sans doute installés à l'actuelle Melilla, Ceuta, l'oued Laoud, etc..

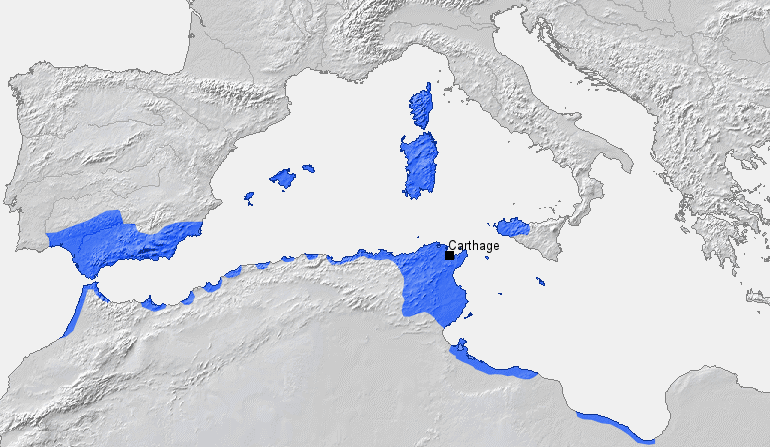
Carthage et les territoires sous son influence politique et commerciale vers 265 av. J.-C., avant le début des guerres puniques.

Carthage connaît le destin le plus remarquable parmi tous les rejetons occidentaux de la civilisation phénicienne. Dès le VIIe siècle av. J.-C., elle commence une expansion qui l'amène à établir son hégémonie sur les autres cités phéniciennes de la Méditerranée occidentale, au moment même où la tutelle des cités de Phénicie ne peut plus s'exercer en raison de leur éloignement et de leurs défaites face aux empires orientaux, tandis que les relations avec les nouvelles colonies grecques de la région (Massalia, Alalia, Syracuse), qui étaient avant leurs comptoirs, deviennent parfois conflictuelles. Des nouvelles cités apparaissent en Tunisie et sur le littoral de l'Afrique du Nord, fondées par les Carthaginois, et apparaît alors la culture « punique » mêlant éléments phéniciens au fonds culturel autochtone. Les cités phéniciennes de Sicile, de Sardaigne puis de l'est de la péninsule Ibérique passent sous la tutelle de Carthage dans le courant du VIe siècle av. J.-C. et entrent alors sous l'influence culturelle punique. Des conflits contre les cités grecques, en particulier Syracuse, se produisent à plusieurs reprises dans le courant des Ve et IVe siècles av. J.-C. Alors que le dernier affrontement avait vu Carthage prendre l'avantage et établir son hégémonie sur la Méditerranée occidentale (mais jamais un véritable « empire » avec une domination politique directe), elle entre en rivalité à partir de 265 av. J.-C. avec la cité de Rome, qui avait été auparavant son alliée contre Pyrrhus Ier, roi d'Épire. Les trois conflits qui opposent les deux cités, les « guerres puniques » des historiens romains, se soldent par la défaite et la destruction de Carthage. Mais celle-ci est reconstruite par la suite comme colonie romaine, et l'empreinte de l'héritage phénicien et punique reste forte dans l'Afrique romaine, où des traces de la langue punique, héritières du phénicien, sont encore attestées aux IIIe et IVe siècles apr. J.-C..

#### Sicile, Malte, Sardaigne et péninsule Italique

Localisation des principales colonies phéniciennes en Méditerranée occidentale durant le deuxième quart du, et d'autres villes importantes de la période.

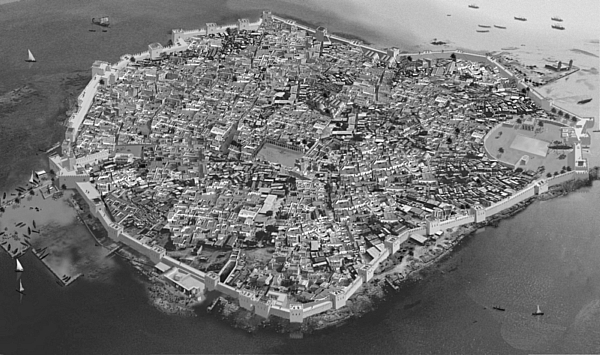
Reconstitution de l'île de Motyé telle qu'elle devait se présenter au

La Sicile est située à la charnière entre la Méditerranée orientale et la Méditerranée occidentale, ce qui en fait un lieu d'implantation essentiel sur les routes maritimes empruntées par les navigateurs antiques. C'est vers la fin du VIIIe siècle av. J.-C. que les Phéniciens semblent avoir fondé sur la côte occidentale de l'île trois colonies : Panormy, l'actuelle Palerme, Solonte et Motyé, une île de 45 hectares située face à Marsala. Les sites des deux premières étant encore habités de nos jours, seule la troisième a pu faire l'objet de fouilles importantes, qui ont révélé des quartiers commerciaux, artisanaux, résidentiels, des sanctuaires et de nombreuses tombes. Jusqu'à présent, il n'y a pas de traces de fondations phéniciennes sur la côte orientale de la Sicile, alors que Thucydide rapporte que ce peuple y était implanté avant de laisser la place aux colonies grecques (Syracuse, Messine, etc.). Les cités phéniciennes de l'île passent sous le contrôle de Carthage au VIe siècle av. J.-C. qui entre ensuite dans une longue rivalité face à Syracuse et ses alliés. Mais les relations entre Phéniciens/Puniques et Grecs en Sicile semblent avoir été essentiellement de nature pacifique, et des échanges commerciaux et culturels ont eu lieu, comme l'attestent les traits grecs de certaines constructions et œuvres d'art exhumées sur des sites phéniciens (la statue de l'« éphèbe de Motyé »).
Tout comme la Sicile, l'île de Malte a une position sur les routes maritimes qui a incité les Phéniciens à s'y installer vers la fin du VIIIe siècle av. J.-C., sans doute au centre de l'île autour des villes de Mdina et Rabat, qui n'ont pu être fouillées, mais dont les environs ont livré plusieurs nécropoles phéniciennes. La baie de Marsaxlokk a également connu une occupation phénicienne, et devait constituer le port principal de Malte à cette période ; le vieux temple mégalithique de Tas-Silġ qui la surplombe y est réaménagé pour en faire un temple à la déesse Astarté. Des sites d'époque phénicienne ont été mis au jour sur l'île de Gozo, notamment à Ras il-Wardija.

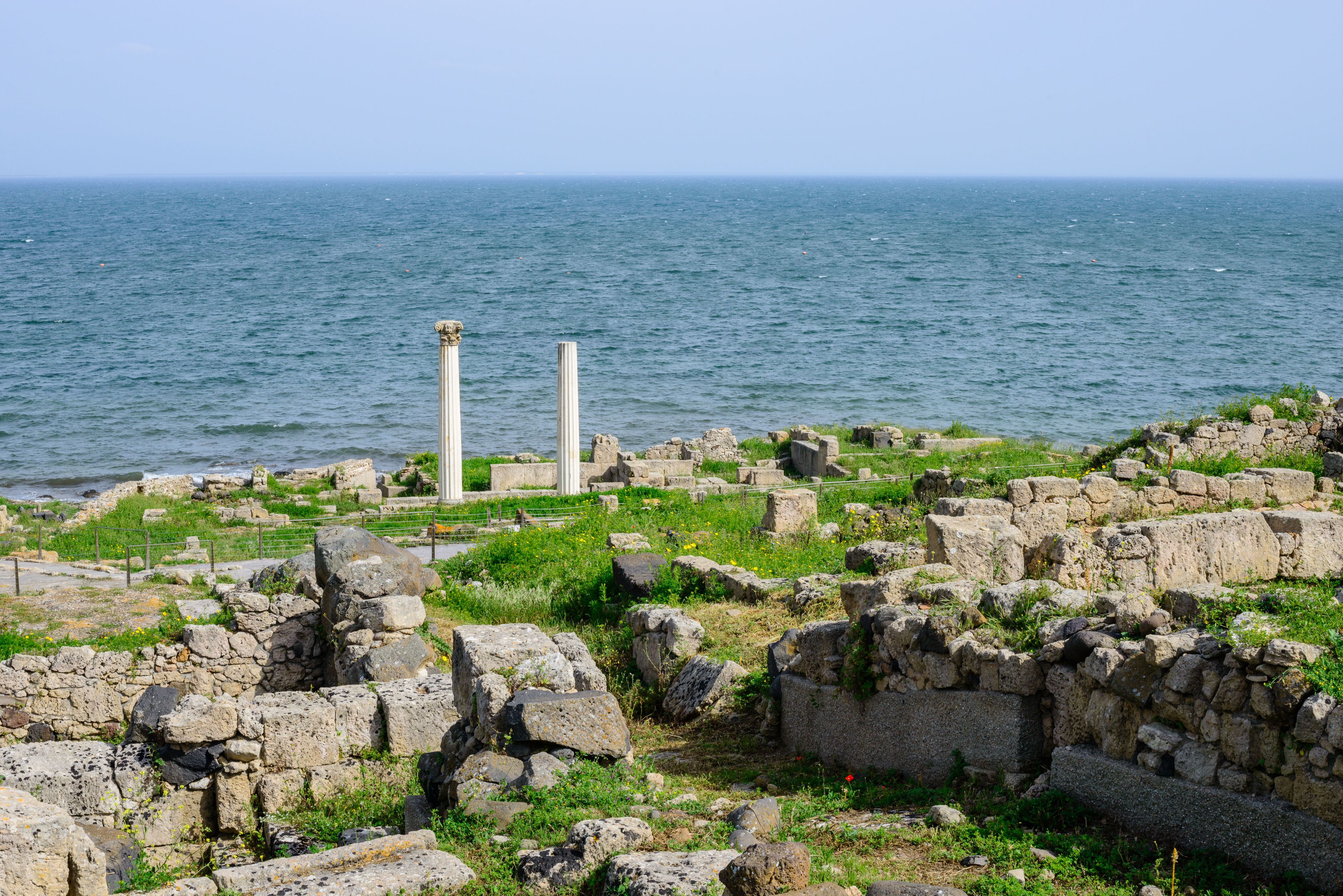
Ruines du site de Tharros.

La Sardaigne fait l'objet d'implantations phéniciennes dès le IXe siècle av. J.-C., notamment dans le village mis au jour à Sant'Imbenia. Il s'agit alors d'une installation limitée dans un site peuplé surtout d'autochtones, destinée à obtenir les minerais extraits sur l'île (cuivre, argent, étain). Au VIIIe siècle av. J.-C., les premières colonies phéniciennes y sont fondées : Sulcis sur l'île de Sant'Antioco, Monte Sirai, Othoca puis Tharros et Nora. La colonisation se poursuit au siècle suivant avec de nouvelles installation, apparemment sans créer de heurts avec la population indigène : les nouveaux sites sont situés sur la côte en des endroits permettant d'édifier des ports faciles d'accès et donc à l'écart des sites autochtones, et les Phéniciens ne cherchent pas à prendre le contrôle des mines, se contentant de leur commercialisation. À partir du VIe siècle av. J.-C., la situation change avec la conquête militaire de l'île par Carthage puis une nouvelle vague d'immigration, depuis l'Afrique du Nord. Cela se traduit par une évolution culturelle de l'île, qui devient « sardo-punique », ce qui se voit notamment dans le culte religieux et les pratiques funéraires.

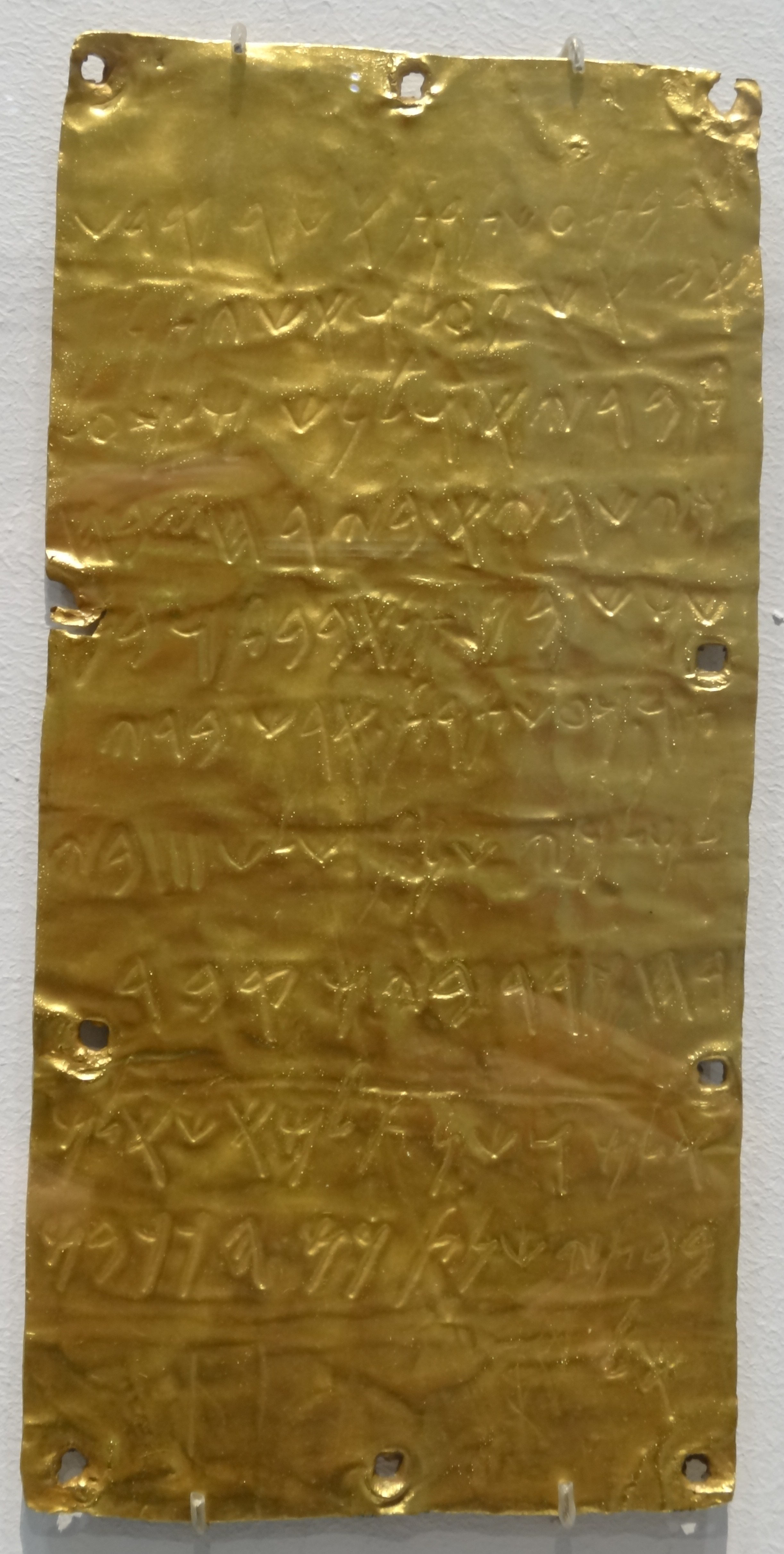
Une des lamelles d'or inscrites de Pyrgi, commémorant la construction d'un temple à Astarté/Uni, v. 500 av. J.-C.

La péninsule Italique n'a pas connu de fondation de colonies phéniciennes, alors que les Grecs, en premier lieu les Eubéens, s'y implantent au VIIIe siècle av. J.-C. (Pithécusses, Cumes). Il est d'ailleurs probable que de nombreux objets de type phénicien retrouvés sur les sites de la péninsule aient été importés par des marchands grecs. Ils sont attestés en particulier en Italie centrale, où s’épanouissent alors les cités étrusques dont les élites recherchent pour des questions de prestige des objets de type oriental, avec lesquels elles se font enterrer. Des artisans phéniciens sont sans doute installés dans certaines de cités au VIIe siècle av. J.-C., car on y trouve des activités de travail de l'ivoire ou d'orfèvrerie similaires à celle du Levant. D'autres objets phéniciens moins luxueux se retrouvent également sur des sites étrusques, comme des céramiques et des amulettes, témoignant de flux d'échanges constants et importants. Par exemple, le port de Pyrgi, dans le royaume de Caere, comprenait un sanctuaire dédié à la déesse phénicienne Astarté, assimilée à la déesse locale Uni, comme l'indiquent les inscriptions en étrusque et phénicien des lamelles d'or de Pyrgi. Tirant profit de ces relations, les Carthaginois et les Étrusques furent à plusieurs reprises alliés face aux cités grecques, à la bataille d'Alalia en 540,av. J.-C. et durant les divers conflits entre Carthage et Syracuse.

#### Péninsule Ibérique

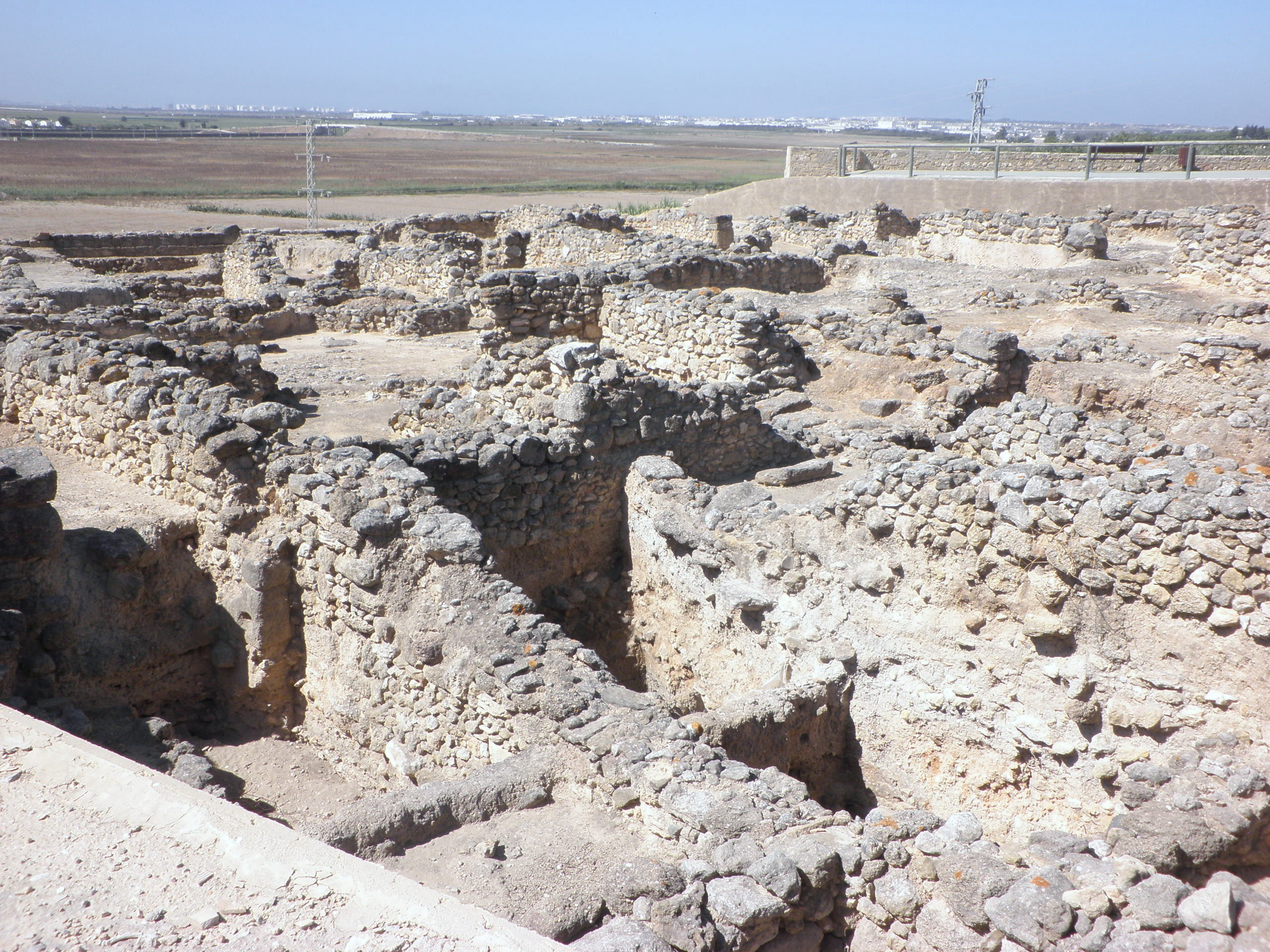
Le site archéologique de Doña Blanca, près de Cadix.

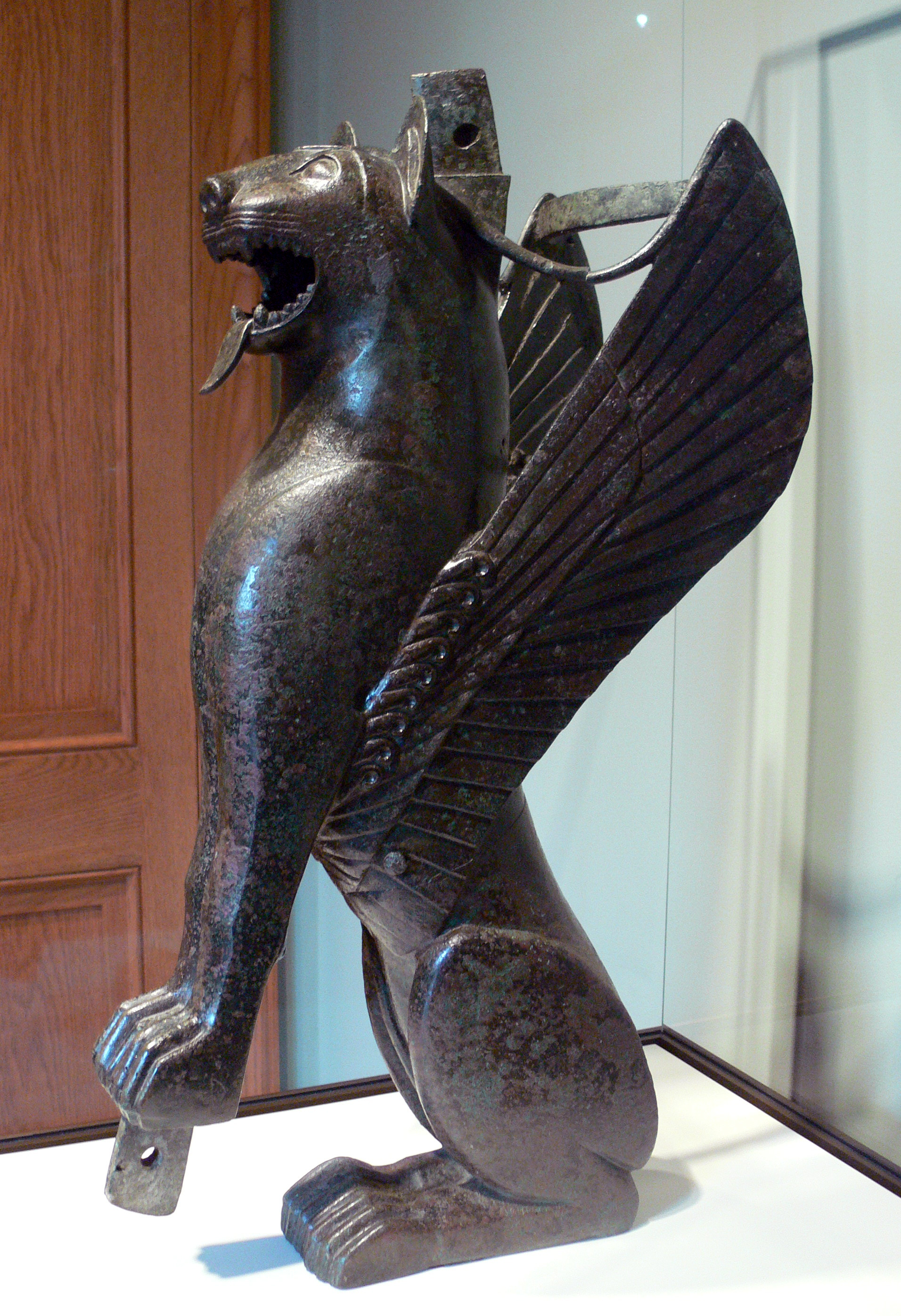
Félin ailé en bronze, à l'origine une partie d'un meuble, provenant d'un site indéterminé d'Andalousie et témoignant de l'influence orientale sur l'art de cette culture à l'époque des implantations phéniciennes. Vers, J. Paul Getty Museum (Los Angeles).

Les fouilles archéologiques semblent indiquer que les Phéniciens s'installent sur des sites de la péninsule Ibérique vers la fin du IXe siècle ou le début du VIIIe siècle, et non pas autour de 1100 comme le prétendent des traditions postérieures rapportées par des auteurs grecs. Leur venue résulte de la présence dans cette région de riches mines de cuivre, d'argent et de plomb, situées en Andalousie La principale fondation phénicienne est là aussi d'origine tyrienne, sur des îles de la baie de Cadix (Gadir en phénicien). Le site le mieux connu de cet ensemble est le site archéologique de Doña Blanca, situé sur le continent sur la rive nord de l'estuaire du Guadalete. Les sites de la baie de Cadix sont situés au contact de la culture qui se développe alors dans la vallée du Guadalquivir et autour de Huelva, que les auteurs antiques désignent sous le nom de Tartessos, où l'influence phénicienne est très forte (art « orientalisant »). La seconde vague de fondations phéniciennes sur la péninsule Ibérique concerne le littoral sud à l'est du détroit de Gibraltar : Toscanos, Almuñécar, Malaga, jusqu'à Guardamar del Segura près d'Alicante. L'arrière-pays est également touché, avec des sites comme Ocuri ou Iptuci dont l'atelier monétaire fournit des pièces à l'iconographie nettement punique. La présence phénicienne est décelable jusqu'en Catalogne, et une colonie était également présente à Ibiza, qui se développa à l'époque punique (nécropole de Puig d'es-Molins, sanctuaires d'Isla Plana et de Cueva d'es-Cuyram). Les marchands de Cadix fondent eux-mêmes leurs propres colonies sur le littoral atlantique, notamment sur les côtes du Portugal (Alcacer do Sol) et du Maroc (Mogador). L'influence carthaginoise se développe progressivement sur la partie occidentale des implantations phéniciennes de la péninsule Ibérique, mais n'atteint l'aire d'influence de Cadix que tardivement, au moment des conquêtes des Barcides du IIIe siècle.

## La religion phénicienne
La documentation sur la religion phénicienne est diversifiée mais insuffisante pour donner un tableau d'ensemble des croyances et pratiques religieuses : peu de sanctuaires ont été mis au jour, et les inscriptions en phénicien donnent des informations limitées sur les croyances et rituels ; la documentation iconographique est plus importante. Il faut donc faire appel à des sources extérieures pour compléter nos connaissances : les textes bibliques fournissent quelques informations, dans divers passages évoquant de manière critique les cultes « cananéens », qui peuvent être rattachés à la Phénicie ; les auteurs de langue grecque d'origine levantine rapportent des informations, notamment l'Histoire phénicienne de Philon de Byblos ou Sur la déesse syrienne de Lucien de Samosate. Les sources sur la religion d'Ougarit sont un apport essentiel, car elles fournissent un état de la religion des peuples côtiers du Levant antérieur à la période phénicienne, éclairant souvent les sources relatives à cette dernière. La religion phénicienne s'ancre en effet dans le cadre des religions des peuples ouest-sémitiques du Proche-Orient (Israël antique, Araméens), qui partagent beaucoup de croyances et de pratiques. Terre de métissages, le Levant antique a de plus une religion qui porte la marque d'influences extérieures (égyptienne, syro-mésopotamienne, plus tard grecque). Il ne s'agit évidemment pas d'un fonds de croyance et de pratiques figés, car il connaît des évolutions durant tout le Ier millénaire av. J.-C., certes rarement évidentes à déceler en raison de la pauvreté de la documentation locale.

### Les divinités

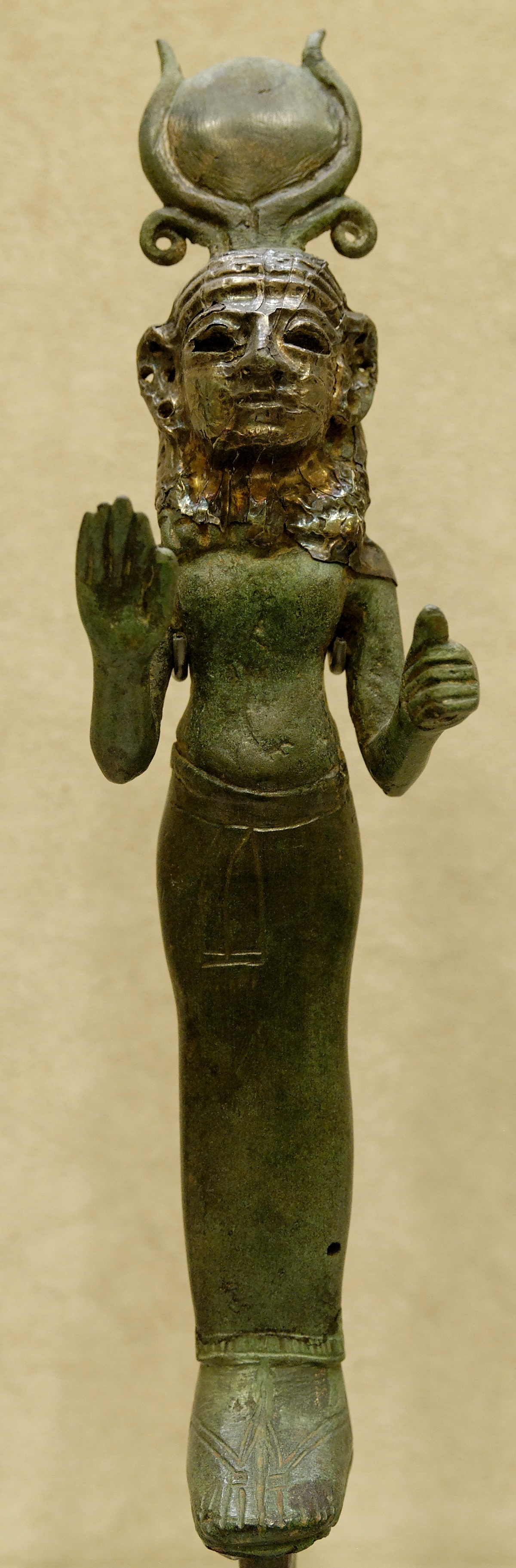
Statuette en bronze d'une déesse faisant un geste de bénédiction,, musée du Louvre.

Les Phéniciens, dans la continuité des civilisations levantines antérieures, adoraient une foule de divinités dont ils se disaient les serviteurs, et cherchaient leur bienveillance. Elles appartiennent plus largement au fonds commun ouest-sémitique, documenté notamment par les textes d'Ugarit. L'univers divin phénicien est une nébuleuse dans laquelle les personnalités des divinités sont souvent assez floues, au point qu'il est courant qu'il soit difficile de distinguer deux figures divines aux traits similaires, d'autant plus que les textes montrent souvent des associations de divinités aux noms doubles (Tanit-Astarté, Eshmoun-Melqart, etc.). De plus, une divinité peut avoir des personnalités multiples selon les lieux ; le cas le plus caractéristique étant les différentes divinités appelées Baal, nom signifiant « Seigneur », ainsi que leurs pendants féminins Baalat (« Dame »), connues sous une multitude de formes à tel point qu'il est difficile de le considérer comme une divinité unique mais qu'il faut plutôt y voir un ensemble de divinités autonomes. Comme dans les panthéons antérieurs, les divinités étaient souvent liées à des éléments de la nature ou du cosmos : Baal est ainsi souvent vu comme un dieu de l'Orage, traditionnellement la divinité la plus importante des panthéons cananéens, il y a également un « Seigneur du Ciel » (Baal Shamem), tandis que la Lune (Yarih) et le Soleil (Shemesh) sont divinisés. Les dieux peuvent également être rattaché à des lieux ayant un caractère sacré, comme les cours d'eau et les montagnes, à l'exemple du « Seigneur (Baal) du mont Saphon » ou du « Seigneur (Baal) du mont Liban ». D'autres dieux sont liés à des activités et à la vie humaine : Reshep dieu de la guerre et de la peste, Kusor dieu des artisans, Horon dieu protecteur contre les morsures de serpent, ou le dieu-guérisseur Eshmun. Les divinités féminines ont des caractéristiques moins bien connues et sont souvent difficiles à distinguer les unes des autres, sans doute elles sont souvent liées à la fécondité ou l'amour : Astarté surtout, Anat et Tanit sont les plus attestées dans les textes. Les Phéniciens adoraient également des divinités venues d’Égypte, comme Hathor qui était assimilée à la Dame de Byblos.
Il n'y avait pas de panthéon phénicien unifié, chaque royaume ayant ses propres divinités majeures, généralement choisies parmi les précédentes, notamment une divinité principale qui choisit les personnes exerçant la royauté. Byblos a pour divinité tutélaire la « Dame de Byblos » (Baalat Gebal), qui pourrait être une manifestation d'Astarté mais dont l'iconographie la rapproche de la déesse égyptienne Hathor. Son parèdre est un aspect local de Baal, aussi connu sous le non d'Adon (Adonis), et d'autres Baals sont également vénérés (Baal Shamem, Baal Addir). Le panthéon de Sidon est dominé par un couple divin constitué du « Seigneur de Sidon », apparemment ici une divinité de l'Orage, ou bien le dieu guérisseur Eshmoun, et de l'aspect local d'Astarté. Sarepta semble avoir pour divinité majeure Tanit-Astarté, figure associant ces deux déesses. La divinité tutélaire de Tyr est le « Dieu de la Ville », Melqart, figure qui n'apparaît pas dans la documentation antérieure, aussi surnommé « Baal de Tyr ». Sa parèdre est comme souvent une hypostase locale d'Astarté,.

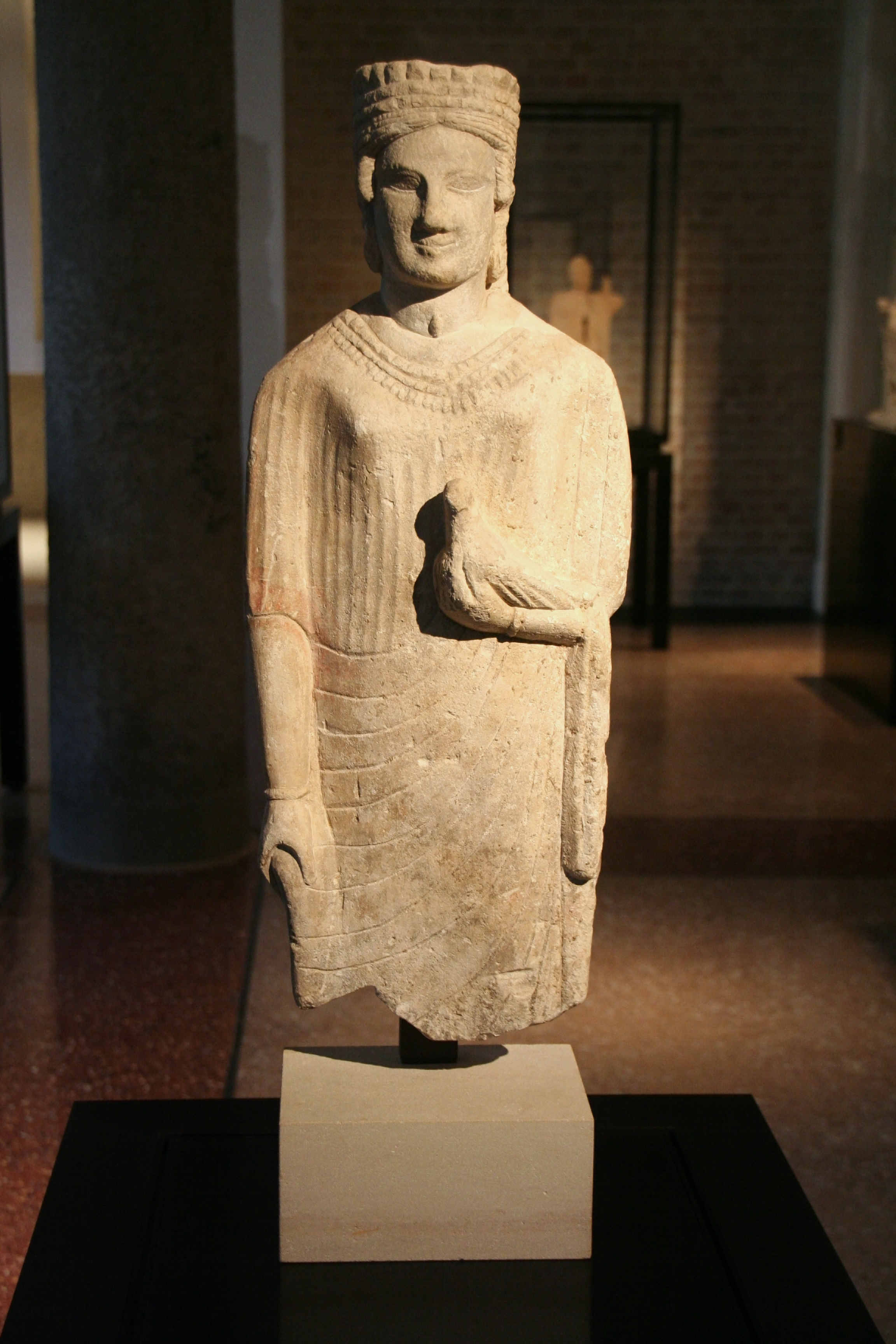
Statue en calcaire d'Astarté/Aphrodite, Idalion (Chypre),, Neues Museum de Berlin.

Les fondations phéniciennes ont à leur tour élaboré leur propre panthéon, constitué de divinités originaires de Phénicie, tout en reprenant souvent des éléments des fonds religieux indigènes et en connaissant quelques évolutions originales. Kition de Chypre est un lieu de culte majeur d'Astarté et de Reshep, mais on y retrouve aussi Melqart, Eshmoun et d'autres divinités. En raison du contact avec les cités grecques de l'île, un syncrétisme se produit, identifiant notamment Astarté à Aphrodite et Reshef à Apollon. Ces figures semblent également présenter des traits liés aux traditions chypriotes plus anciennes. Les Phéniciens installés dans le monde égéen ou l’Égypte y pratiquent les cultes phéniciens manifestant leur attachement à leur cité d'origine. En Occident, les divinités phéniciennes connaissent des destins similaires, mais l'influence carthaginoise est un facteur important de l'évolution des panthéons. Les deux divinités majeures de Carthage sont deux figures connues en Phénicie mais qui y sont peu populaire, et dont le succès en Occident est donc surprenant : Ba'al Hammon et Tanit. L'origine du premier est mal déterminée, mais avec le temps il devient un dieu universel ; la seconde semble jouer le rôle de déesse tutélaire de Carthage. Ces deux divinités ont ensuite connu un grand succès dans les autres implantations d'origine phénicienne de Méditerranée occidentale. Mais on y retrouve aussi les divinités phéniciennes plus courantes comme Astarté, Melqart ou Eshmun. En Sardaigne on trouve le dieu Sid (le Sardus Pater des Romains, peut-être d'origine égyptienne). Dans la cité étrusque de Pyrgi, un temple dédié à Astarté est construit, où elle est assimilée à la déesse locale Uni.

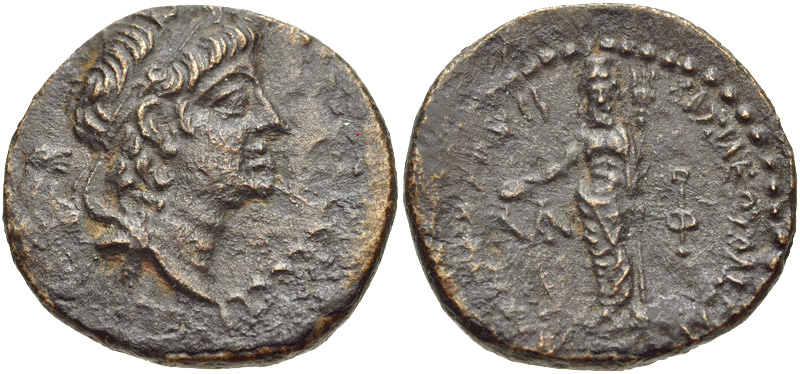
Monnaie de Bérytos/Beyrouth du, avec sur le revers le dieu Baal de Bérytos portant le trident, reprenant l'aspect de Poseidon.

Les cultes phéniciens perdurent durant la période hellénistique et aux débuts de notre ère, et connaissent des évolutions, liées en partie à l'influence culturelle grecque dans les cités de Phénicie. Les écrivains grecs antérieurs à cette période avaient déjà l'habitude d'interpréter les divinités phéniciennes en tentant de les identifier à leurs propres divinités qui s'en approchaient le plus : Astarté était ainsi identifiée à Aphrodite, Melqart à Hercule, etc. Cela se poursuit, sans vraiment altérer les caractéristiques des divinités phéniciennes dont le culte traditionnel semble continuer sans beaucoup de changements. L'influence grecque se décèle surtout dans l'iconographie des dieux. Le grand dieu de Beyrouth, un Baal local, est ainsi une divinité liée à la mer qui est identifiée à Poséidon, et est représenté sous l'aspect de ce dernier. L'Apollon de Delphes voit son culte introduit à Sidon, où de grandes fêtes lui sont dédiées. La seconde moitié du Ier millénaire voit aussi l'essor des cultes des dieux guérisseurs, notamment Eshmoun assimilé à Asclépios, mais aussi des divinités égyptiennes qui sont traditionnellement bien accueillies en Phénicie (Osiris, Isis, etc.). La mythologie phénicienne n'est préservée que dans ce contexte, par les écrits de Philon de Byblos (début du Ier siècle apr. J.-C.), qui se serait appuyé sur des archives provenant de temples phéniciens. Il évoque des mythes relatifs à la création de l'Univers, la généalogie des dieux et leurs rivalités aux origines des arts et activités humaines. Là encore les dieux sont souvent désignés par le nom de leur équivalent grec, et l'auteur cherche à faire des correspondances avec la mythologie grecque, ce qui rend l'analyse de ces récits difficile.

### Le culte divin: lieux, acteurs et rites

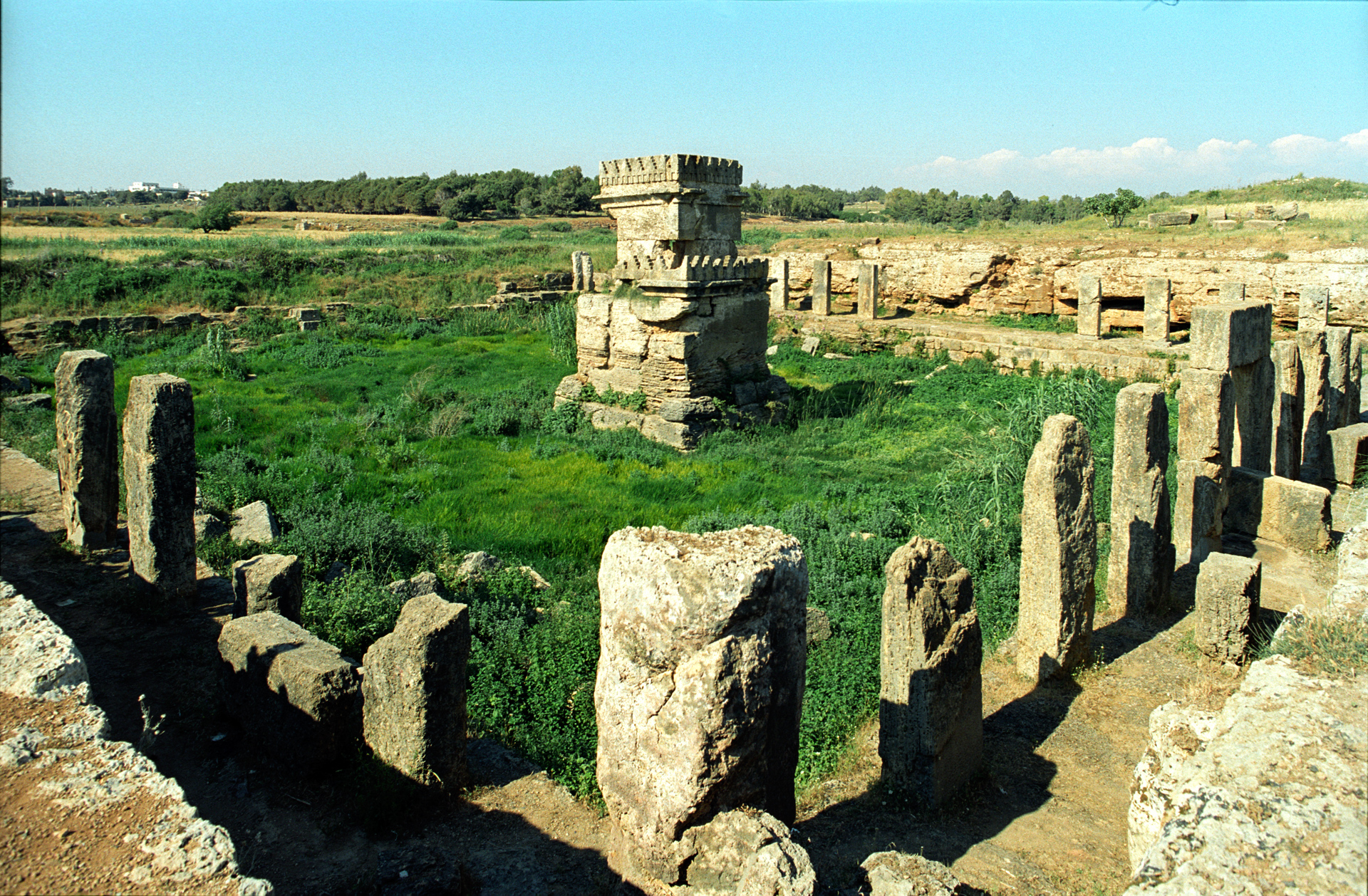
Le sanctuaire d'Amrit : ancien bassin, de forme rectangulaire, avec en son centre une petite chapelle.

Le culte aux dieux phéniciens avait lieu dans différents types d'espaces considérés comme sacrés, notion fondamentale rendue par des termes construits à partir de la racine qdš (« sacré », « saint », « sanctuaire »). Les temples se présentent comme des « maisons » (bt) des divinités qui y sont vénérées. Les principaux sanctuaires des cités phéniciennes n'ont pu être dégagés, à l'exception de celui d'Eshmun à Bostan ech-Cheikh, près de Sidon, dont les niveaux connus datent des périodes tardives. Les temples fouillés à Sarepta, Tell Arqa, Tell Suqas, Tell Tweini ou Tell Kazel sont de dimensions modestes, disposent d'une entrée principale conduisant à cour principale murée délimitant un espace sacré, ouvrant notamment dont la cella où devait se trouver la statue ou le bétyle des divinités vénérées dans ces lieux. Le mobilier cultuel consiste en des banquettes, des autels, des bassins et des stèles auxquelles un culte était rendue (bétyle). Les sanctuaires d'Amrit et d'Aïn el-Haiyat sont quant à eux délimités par une enceinte sacrée enfermant un bassin au centre duquel se trouvaient une ou deux petites chapelles ; il s'agissait sans doute de sanctuaires de dieux guérisseurs. Les Phéniciens adoraient également leurs divinités dans des lieux de culte en plein air délimités par des enclos et comprenant des stèles, comme il s'en trouve en Israël. En dehors de la Phénicie, le temple le plus vaste à avoir été dégagé est celui de Kition, organisé autour d'une grande salle rectangulaire à colonnes menant à la cella. D'autres temples ont été mis au jour en Occident (Solonte, Nora, Antas, Tas Silg, etc.), ainsi que des sanctuaires à ciel ouvert (sur des montagnes, ou des bosquets sacrés) et des grottes sacrées (à Gozo, Cueva d'es-Cuyram sur Ibiza, Grotta Regina en Sicile),.

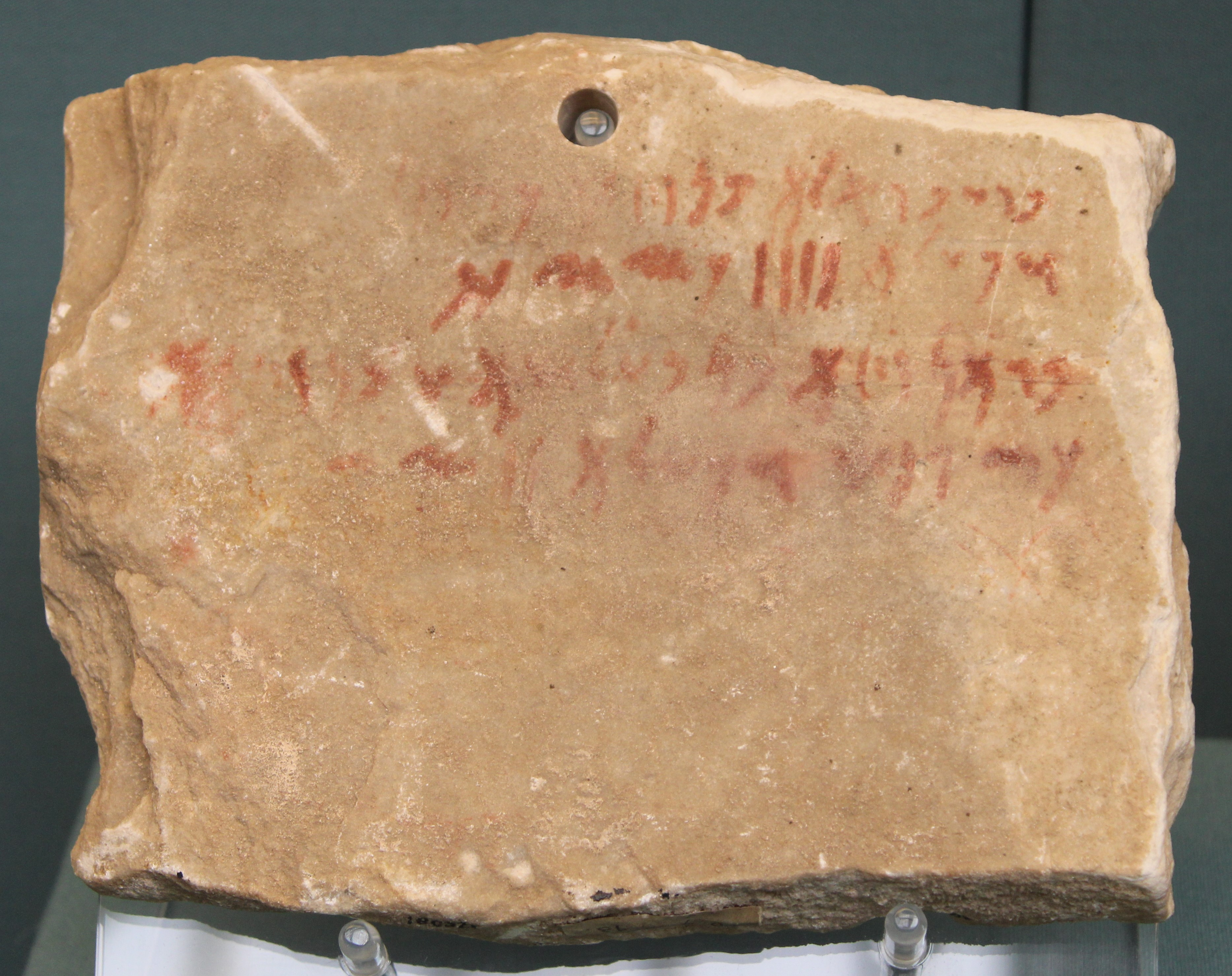
Tablette en albâtre portant une inscription peinte relative à des dépenses de culte pour Astarté à Kition. British Museum.

Le culte courant des dieux impliquait un grand nombre de personnes. Les rois phéniciens pouvaient être amenés à jouer un rôle cultuel ; un roi de Sidon se proclame même « prêtre d'Astarté », ce qui semble indiquer un rôle religieux très affirmé. Mais il existait un clergé spécialisé, les khn, « prêtres » (et aussi les khnt, « prêtresses »), qui dirigeaient le culte sacrificiel. Une inscription de Kition datée du Ve siècle av. J.-C. présente les différentes catégories de personnes qui assistaient ces prêtres pour l'organisation des rituels destinés aux dieux : des chantres, des acolytes, mais aussi des bouchers et des boulangers pour la préparation des aliments, etc. On trouvait également des prêtres chargés de l'exécution de certains rituels précis, comme le sacrificateur, ou encore le « ressusciteur de la divinité » dont la fonction est imprécise. Le culte est dominé par des sacrifices très mal connus pour le monde oriental, mais par contre mieux pour les contrées occidentales grâce aux inscriptions de tarifs sacrificiels découvertes à Carthage et à Marseille, régulations des sacrifices qu'offraient des personnes privées pour obtenir les faveurs divines. Elles mettent en évidence l'existence de différents types d'actes d'offrandes qui existaient vraisemblablement aussi en Phénicie : sacrifices sanglants d'animaux, offrandes végétales, libations, ex-votos. Aucun calendrier cultuel phénicien ou punique n'a été préservé. L'inscription de Kition mentionne des rituels liés au cycle lunaire, ayant lieu à la nouvelle lune (néoménie, ḥdš) et lors de la pleine lune (ksʾ). Les fêtes religieuses les plus importantes des cités du monde phénicien étaient les Adonies de Byblos décrites par Lucien de Samosate, ou les fêtes du jour de l'ensevelissement et de la résurrection de Melqart. Les temples d'Astarté semblent également avoir compris des prostitués sacrés des deux sexes, mais l'existence et le déroulement de la prostitution sacrée au Proche-Orient sont discutés. Les particuliers pouvaient quant à eux s'organiser en associations cultuelles, les marzeah, peut-être spécifiquement liées au culte ancestral.

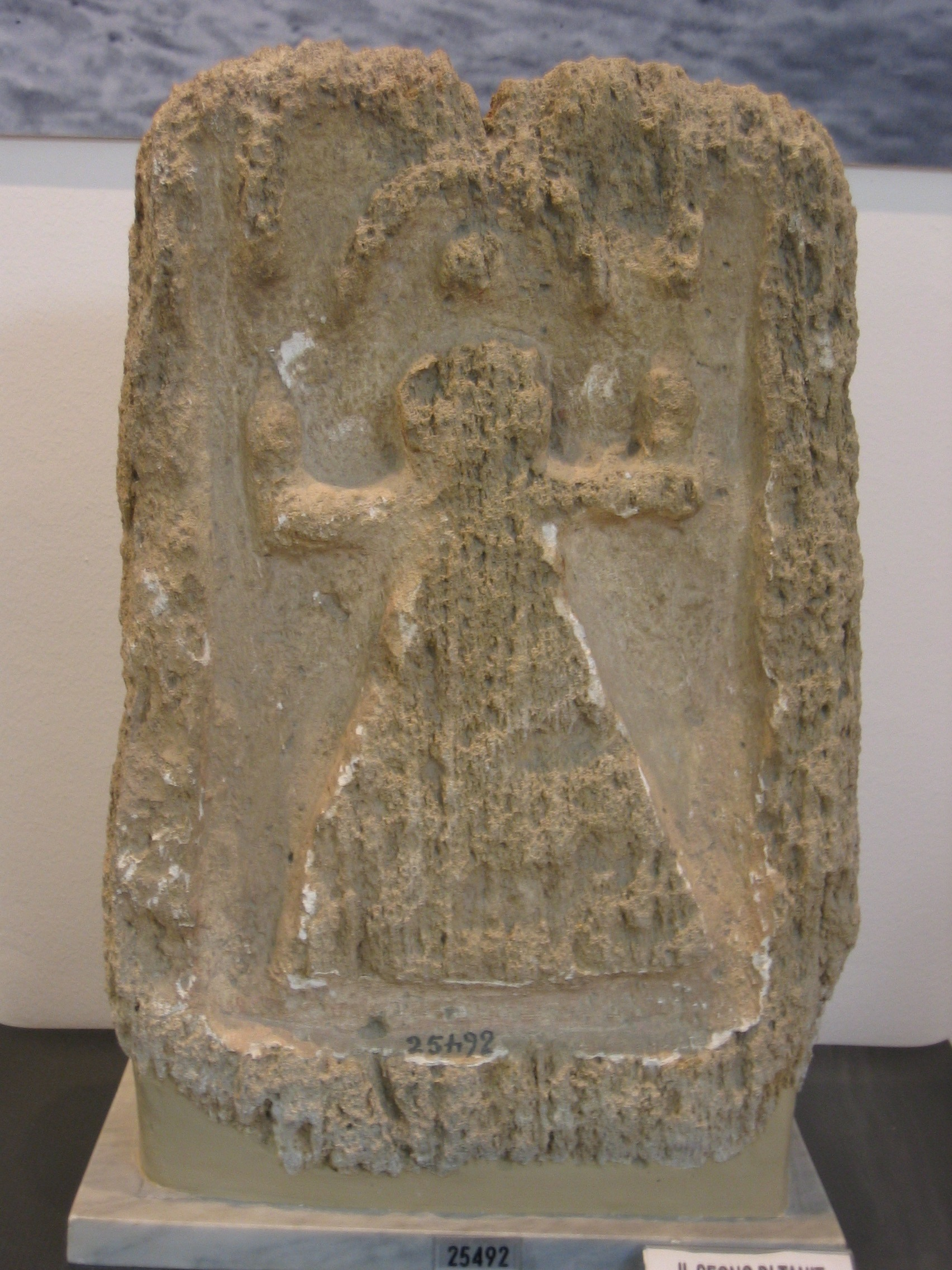
Stèle portant le « signe de Tanit », provenant du tophet de Nora en Sardaigne, musée archéologique de Nora.

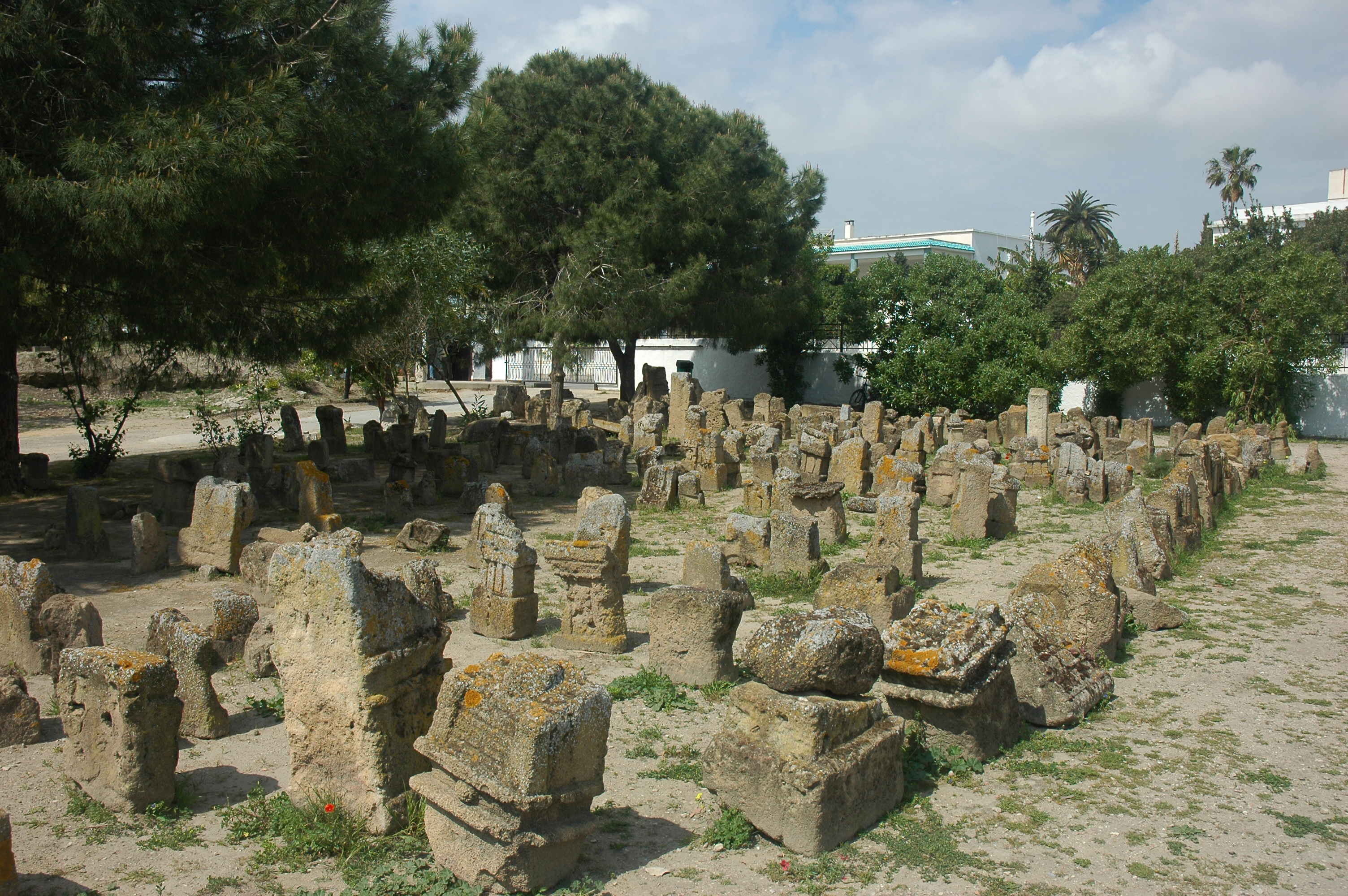
Le tophet de Carthage.

Les rituels impliquant potentiellement des sacrifices d'enfants, attestés en Phénicie et dans le monde punique, ont suscité beaucoup de commentaires, à partir de la description horrifiée qu'en donnent plusieurs termes bibliques, parlant d'un lieu appelé Tophet où des jeunes enfants sont sacrifiés au dieu Moloch. Le terme de tophet a été repris par les chercheurs modernes pour désigner des sanctuaires en plein air où sont disposés de nombreuses urnes et stèles et une chapelle, retrouvés sur des sites d'Occident (Afrique du Nord, Sicile, Sardaigne). Les urnes comprenaient des restes incinérés de jeunes enfants et animaux (des agneaux surtout) et les inscriptions que portent certaines d'entre elles ainsi que des stèles indiquent qu'elles étaient vouées à Ba'al Hammon et Tanit dans un rite sacrificiel appelé molk, pour obtenir un bienfait ou remercier la divinité. La question de savoir s'il s'agit d'enfants sacrifiés pour être offerts ou bien d'enfants morts en bas âge et ensuite voués à la divinité est discutée.

### Croyances et pratiques funéraires

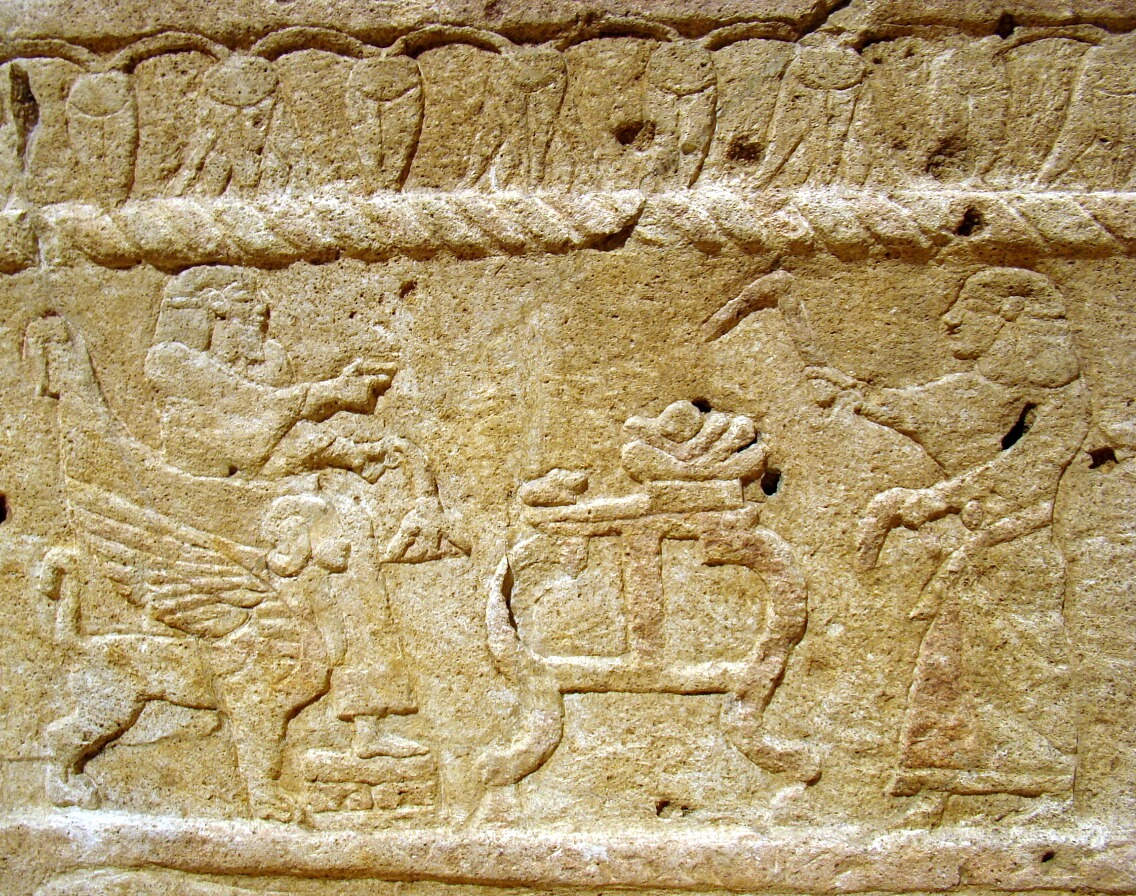
Bas-relief du sarcophage d'Ahiram de Byblos : le roi défunt, sur son trône (à gauche) reçoit des offrandes disposées sur une table. Vers 1000 av. J.-C., Musée National de Beyrouth.

Les Phéniciens ont personnifié la mort sous la forme d'une divinité nommée Mot (mot signifiant simplement la « Mort »), bien connu par la mythologie d'Ougarit, qui ne recevait aucun culte. Comme dans les mythologies de leurs antécédents et des peuples voisins, les Phéniciens devaient situer le monde des morts dans un monde infernal souterrain lugubre. Les rois décédés avaient un destin spécifique, puisqu'ils pouvaient devenir des refaïm (rpʾm), ancêtres royaux divinisés, et recevoir un culte. Le développement plus tardif des cultes à des divinités infernales d'origine étrangère, Isis et Osiris ainsi que Déméter et Perséphone, pourrait refléter l'évolution des croyances vers des inclinations plus eschatologiques.

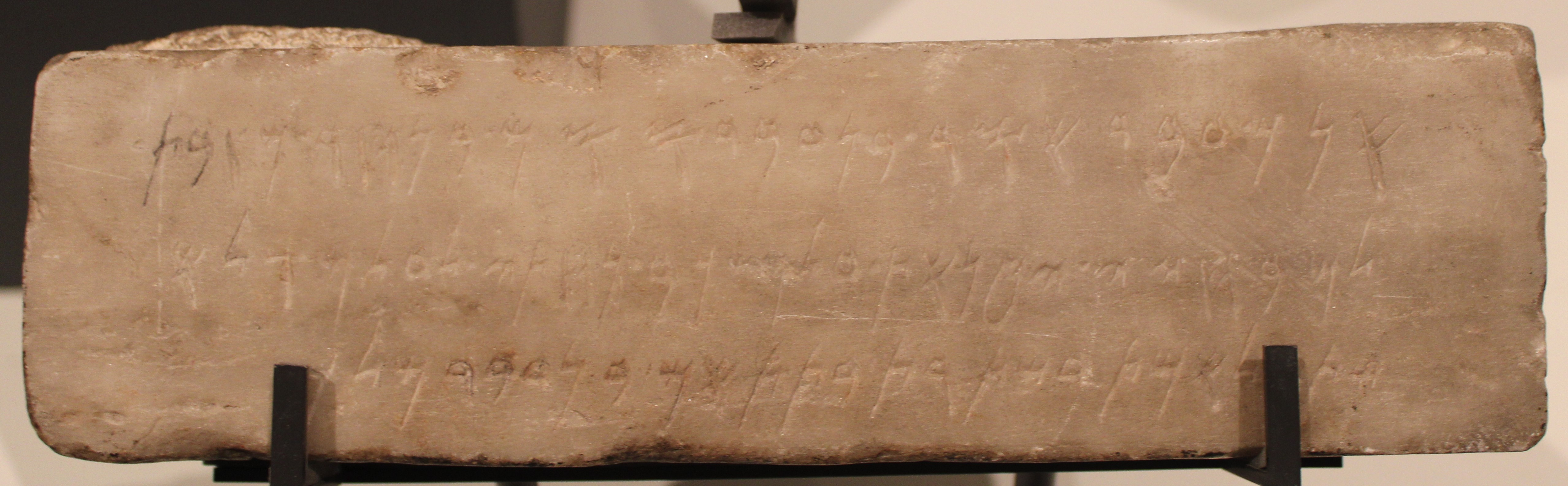
Inscription funéraire de Kition (Chypre). Ashmolean Museum.

Les rituels funéraires sont mal connus ; les cadavres devaient être purifiés, l'embaumement ayant sans doute existé chez les élites. Les cimetières sont en tout cas ce que l'archéologie connaît le mieux de la Phénicie de l'âge du Fer (nécropoles d'Al-Baas près de Tyr, de Sarepta, de Khaldé). L'inhumation comme la crémation ont été pratiquées dans le monde phénicien et punique, sans qu'on ne sache les croyances qui présidaient au choix de l'un plutôt que de l'autre, d'autant plus que les deux formes peuvent se retrouver dans une même sépulture, même si la première semble quand même avoir dominé. Les tombeaux collectifs sont courants dans les nécropoles phéniciennes, regroupant les membres d'une même famille. On les trouve sous des formes diverses : tombes à fosse, des tombes à chambre érigées en pierres brutes ou taillées, ainsi que des hypogées creusées dans la roche. Les tombes individuelles sont également répandues, qu'il s'agisse de simples fosses creusées dans la terre ou de tombes en pierre. Les élites, en particulier les souverains, enterraient leurs défunts dans des sarcophages, comme celui d'Ahiram de Byblos ou celui d'Eshmunazar de Sidon. Les incinérations avaient lieu dans des espaces de crémation qui ont pu être repéré dans certaines nécropoles. Les restes des défunts incinérés étaient quant à eux placés dans des urnes qui étaient ensuite disposées dans des tombeaux ou tout simplement enterrées. La cérémonie de séparation marquait la fin des rituels d'enterrement. La présence d'autels ou de stèles au-dessus de tombes indique la présence de cultes funéraires, sans doute liés à un culte ancestral, courant dans le Proche-Orient antique. Le bas-relief du sarcophage d'Ahiram montre le souverain en train de recevoir des offrandes alimentaires. Le culte des ancêtres royaux devait revêtir une grande importance, en raison de leur déification.

## L'alphabet phénicien

Les 22 lettres de l'alphabet phénicien, adaptées à partir des inscriptions des

Les Phéniciens rédigeaient leurs textes dans une écriture de type alphabétique, dans lequel les signes sont des lettres n'exprimant que des sons, et plus précisément les plus simples des sons, les consonnes. C'est donc un alphabet de type consonantique, suivant un principe repris par tous les alphabets sémitiques postérieurs, qui habituellement ne comprennent pas de signe pour noter les voyelles (celles-ci sont introduites par l'alphabet grec). Il comprend 22 signes, correspondant aux consonnes du système phonétique du phénicien, et s'écrit de gauche à droite, même si dans certaines inscriptions archaïques il est écrit de droite à gauche ou en boustrophédon.
Si on le replace dans son contexte d'élaboration, il s'oppose aux systèmes d'écriture dominants au IIe millénaire av. J.-C., le cunéiforme ou les hiéroglyphes égyptiens, qui combinent logogrammes (un signe = une chose) et phonogrammes (un signe = un son, généralement une ou plusieurs syllabes). L'alphabet phénicien n'est pas la plus ancienne forme d'alphabet, puisqu'on lui connaît des antécédents remontant peut-être jusqu'au XIXe siècle av. J.-C., dont les plus anciens exemplaires ont été découverts en Égypte. Deux alphabets semblent s'être développés durant la première moitié du IIe millénaire : l'alphabet « Proto-Sinaïtique » qui tire son nom du fait qu'il a été d'abord découvert dans le Sinaï, mais qui est désormais connu aussi en Égypte où il pourrait être apparu ; l'alphabet « Proto-Cananéen », connu sur des sites de Canaan. Il s'agit d'alphabets linéaires, dans lesquels les signes sont tracés par des lignes. Leurs évolutions durant la majeure partie de la seconde moitié du IIe millénaire sont mal connues car ils sont très peu attestés. Puis vers la fin de cette période apparaît l'alphabet phénicien, forme qui est amenée à assurer le succès de l'alphabet linéaire. Entretemps, un alphabet cunéiforme a été développé à Ougarit, à partir de modèles d'alphabets linéaires qui devaient exister mais n'ont pas été préservés ; d'autres types d'alphabets cunéiformes devaient exister en Phénicie même, connus par quelques trouvailles sporadiques.
L'alphabet phénicien se développe au moins à partir du XIe siècle av. J.-C. Les scribes phéniciens ont alors fait le choix d'abandonner l'alphabet cunéiforme écrit surtout avec un calame sur des tablettes d'argile pour l'alphabet linéaire écrit surtout à l'encre sur du parchemin ou du papyrus. Ce choix s'explique sans doute par la commodité de ces supports, mais n'arrange pas les historiens de l'écriture puisqu'il s'agit de matières périssables à la différence de l'argile, dont les exemplaires ont tous disparu. Restent donc quelques inscriptions brèves sur des supports pouvant occasionnellement traverser les siècles, surtout les tessons de céramique et la pierre (en particulier le sarcophage d'Ahiram, un des plus anciens textes phéniciens connus), voire le métal, ce qui rend limite le corpus de textes connus pour les débuts de l'alphabet phénicien. À partir du début du Ier millénaire, cette écriture se propage rapidement : on l'emploie à Chypre dès le milieu du IXe siècle av. J.-C., mais aussi vers la même période à Nora en Sardaigne (la stèle de Nora) ; son succès est tel qu'on la retrouve en dehors de la sphère phénicienne, dans des inscriptions royales à Sam'al (IXe siècle av. J.-C.) et Karatepe (VIIIe siècle av. J.-C.), royaumes de tradition néo-hittite et araméenne. Durant les siècles suivant, elle est attestée dans les régions où les Phéniciens sont installés (« colonies » de la Méditerranée occidentale, Mésopotamie, Égypte, Levant méridional, Anatolie, monde égéen, etc.). Cette écriture connaît des évolutions affectant surtout l'aspect des lettres : on distingue ainsi le type « phénicien », utilisé en Phénicie même et durant les premières périodes de l'expansion phénicienne, tandis qu'à partir du Ve siècle av. J.-C. une variante « punique » se développe dans la sphère carthaginoise, puis « néo-punique » qui, contrairement à ce que son nom indique, pourrait s'être développée en Phénicie avant de se diffuser en Afrique du Nord à partir du Ier siècle av. J.-C.. L'alphabet phénicien a sans doute servi de base à la diffusion du système alphabétique linéaire, adapté pour d'autres langues durant la première moitié du Ier millénaire av. J.-C. : l'hébreu vers le Xe siècle av. J.-C., l'araméen dans le courant du IXe siècle av. J.-C., le phrygien au début siècle suivant, et le grec peu après.

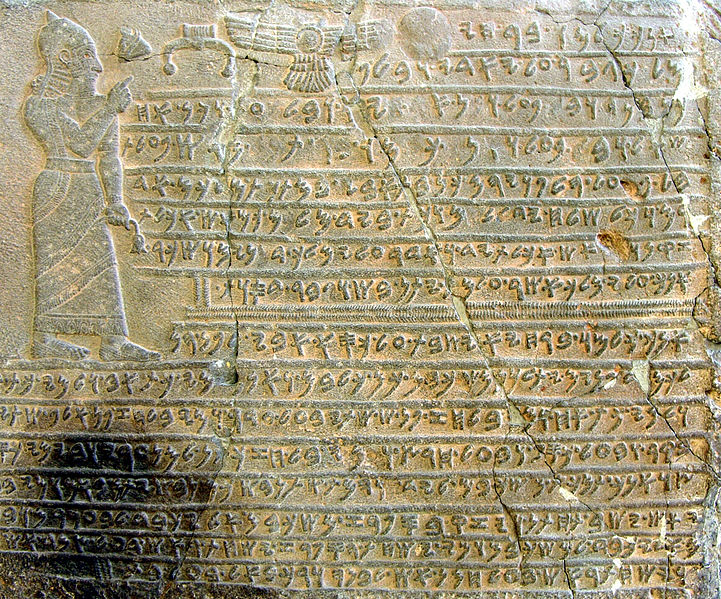
Inscription en phénicien du roi Kilamuwa de Sam'al, IXe siècle av. J.-C., Pergamon Museum, Berlin.
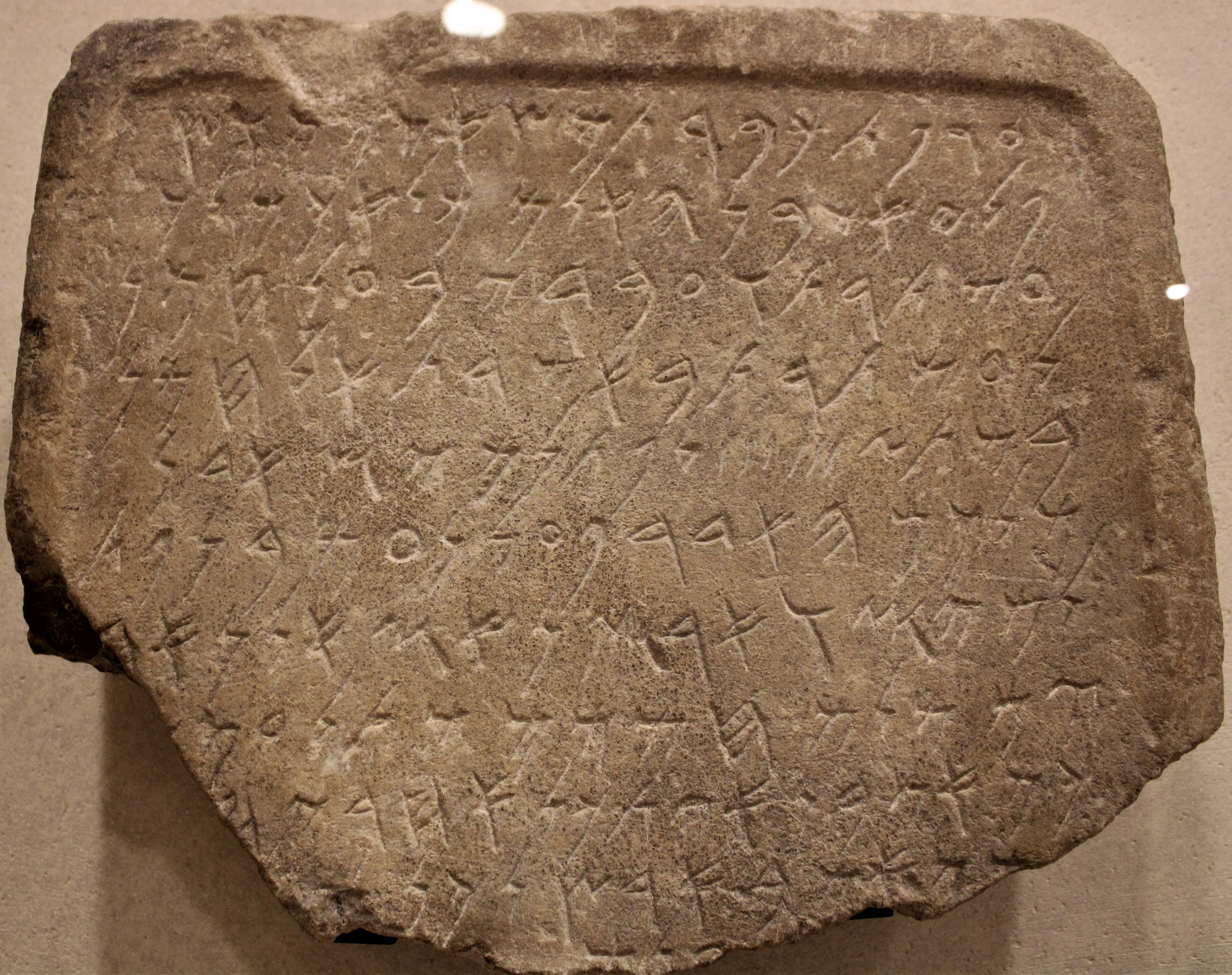
Inscription de la 53e année de Tyr, 221 avant J.-C., alphabet phénicien. Musée du Louvre.
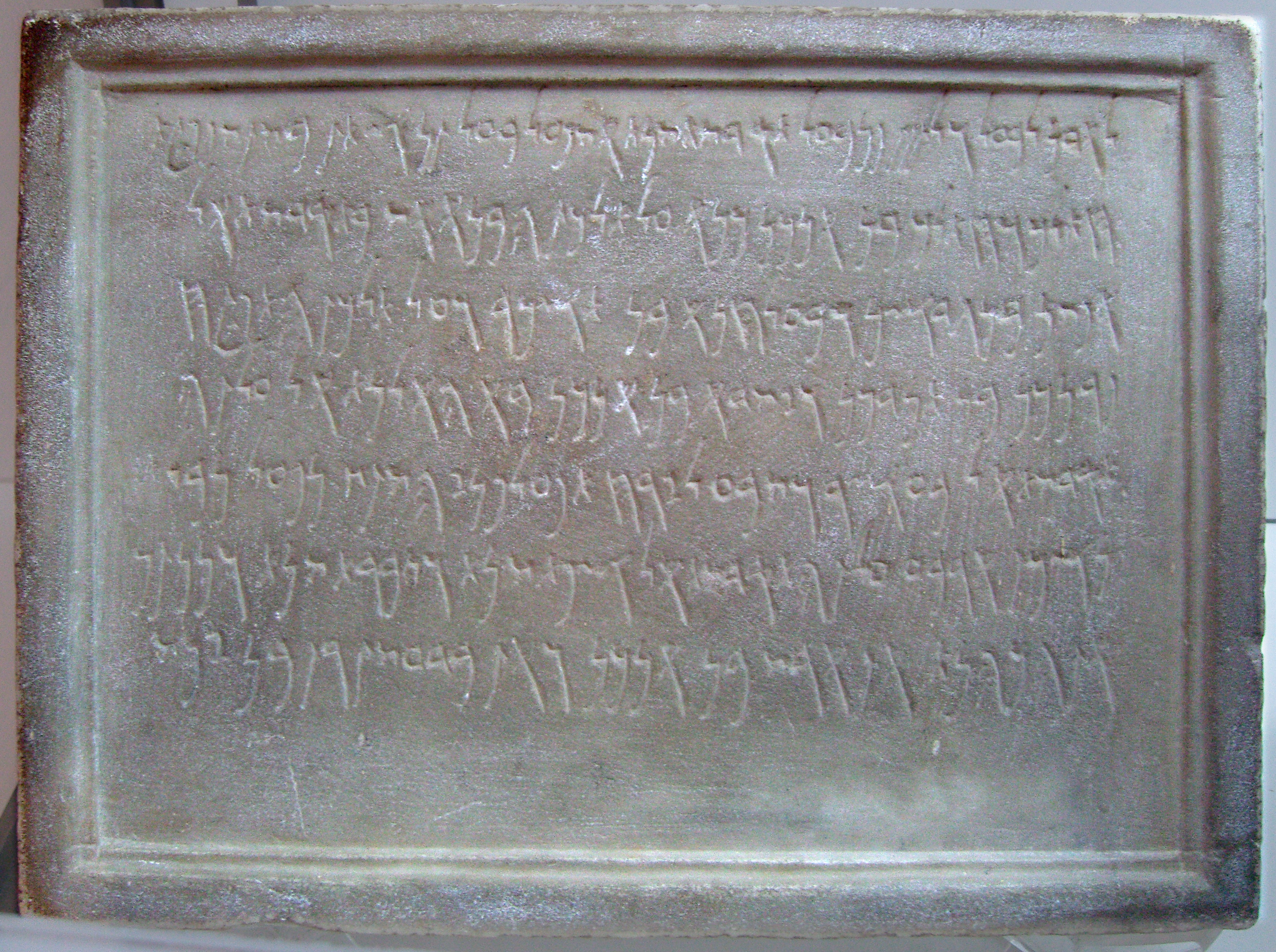
Inscription en punique du Ier siècle av. J.-C. ou du Ier siècle apr. J.-C., musée du Bardo (Tunisie).

## L'art phénicien

### Définitions et contours
Reflet de la civilisation qui l'a créé, l'art phénicien est marqué par l'hétérogénéité, visible en particulier pas ses nombreuses sources d'inspiration. Cela lui a longtemps valu des jugements négatifs : un art sans originalité, parasite, reflet d'un peuple sans imagination ni créativité, incapable de donner naissance à un langage figuratif propre. Depuis, le regard a basculé pour devenir plus positif : ce qui était vu comme un manque d'originalité est désormais perçu comme un éclectisme, l'art phénicien est vu comme novateur, moins rigide et conventionnels que d'autres (notamment celui d’Égypte). Selon E. Gubel, « il semble au contraire que ce soit dans ce domaine que se manifeste le mieux une culture propre aux Phéniciens, éclectique, aux multiples influences, égyptienne, proche-orientale ou égéenne, qui a su créer un art adapté, un art de combinaison ».
L'art phénicien s'inscrit dans l'héritage de l'âge du bronze, celui des cités du Levant « proto-phénicien », déjà fortement marqué par l'influence égyptienne, ses modèles iconographiques et son goût pour les éléments ornementaux laissant peu de place au vide dans les compositions. Il faut également envisager le fait que l'expansion phénicienne s'accompagne de nouvelles sources d'inspirations potentielles pour leurs artistes, même si certaines sont plutôt ignorées (comme l'art assyrien). De plus il n'est pas approprié de simplement considérer cela comme de l'imitation, car les artistes phéniciens ne sont pas des récepteurs passifs : ils sélectionnent, s'approprient et repensent chacun des motifs qu'ils adoptent depuis une autre culture, afin de l'adapter à leur propre contexte.
Reste à savoir quels objets vont être rangés dans la catégorie des « arts phéniciens ». On s'en remet souvent au style : l'art « égyptisant », avec notamment des personnages inspirés des représentations phéniciennes et motifs tels que les lotus, qui semble produit au Proche-Orient est considéré comme phénicien, notamment les ivoires et les vases en métal. Cependant il n'est pas assuré que les ateliers phéniciens soient les seuls à produire les vases en métal à décors égyptisants : ce serait une production décentralisée et dispersée, comprenant des ateliers en Phénicie et d'autres en dehors de celle-ci, au Levant ou en Méditerranée (notamment Chypre),. De la même manière il a été proposé que les tridacnes gravés ne soient pas seulement produits en Phénicie, mais plus largement au Levant. En tout état de cause, il convient en permanence de prendre en considération le caractère cosmopolite des arts de la période et la porosité entre les différentes traditions artistiques du Levant. Dans ce contexte, isoler un « marqueur » culturel relevant d'un art proprement phénicien est un exercice périlleux.
À cela s'ajoute le fait que les échanges artistiques sont très importants dans la Méditerranée au Ier millénaire av. J.-C., avec le développement de l'art qualifié d'« orientalisant », parce qu'il s'inspire fortement du style des régions orientales de la Méditerranée (Levant, Syrie intérieure, Égypte) et de la Mésopotamie. Il n'est désormais plus interprété seulement comme le produit d'influences parties de l'est vers l'ouest, mais est le résultat d'hybridations, de nombreux dialogues entre les différentes cultures bordant la Méditerranée, dans plusieurs directions, donc d'une forme d'« internationalisation » ou de « méditerranéanisation » de l'art,,.
De ce fait, pas plus qu'il n'est possible de donner des contours précis à la civilisation phénicienne, il n'est possible de définir précisément un art phénicien : « des notions telles que « art grec » ou « art phénicien » sont le résultat d'une simplification commode pour définir des domaines et des tendances plutôt que des ensembles fermés ».
Il est également difficile de distinguer entre ce qui relève de l'art et de l'artisanat, car il s'agit de catégories modernes qui s'appliquent difficilement dans un contexte antique. Les objets sont produits dans des ateliers artisanaux, où œuvrent des artistes anonymes dont les productions de qualité sont devenues réputées dans le monde antique, et il est parfois possible d'identifier la provenance d'objets par l'analyse des styles et techniques employées pour les produire. Les artistes/artisans phéniciens ont certes avant tout excellé dans la réalisation d'objets de petite taille, aisément transportables et commercialisables, que l'on range plutôt dans la catégorie des objets utilitaires ou à la rigueur des « arts mineurs », mais bon nombre de leurs réalisations témoignent incontestablement d'une recherche esthétique et pas seulement pratique.

### Formes d'arts et d'artisanats

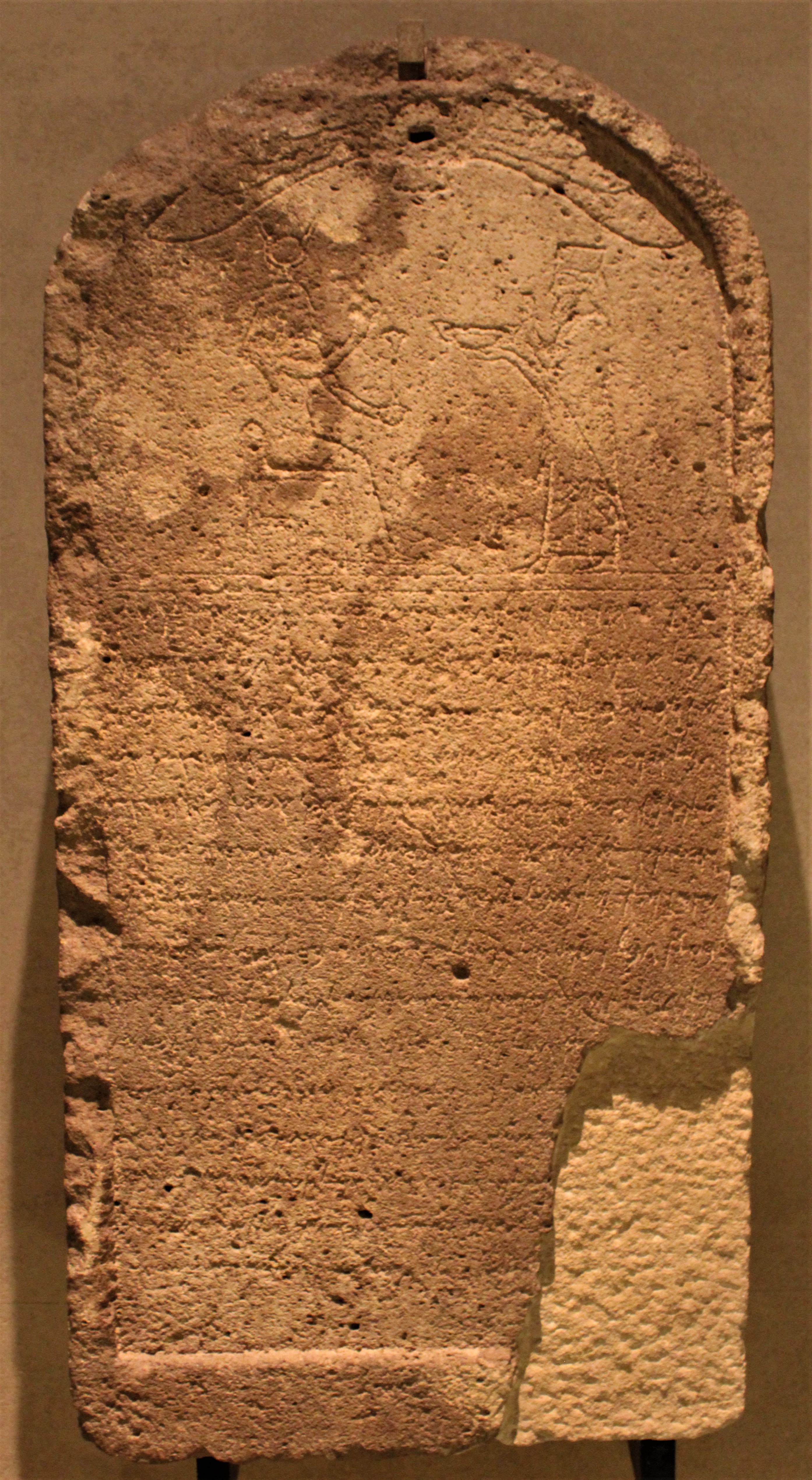
Stèle dite « de Yehawmilk » ou « de Byblos ». Vers 450 avant J.-C., Byblos. Musée du Louvre.
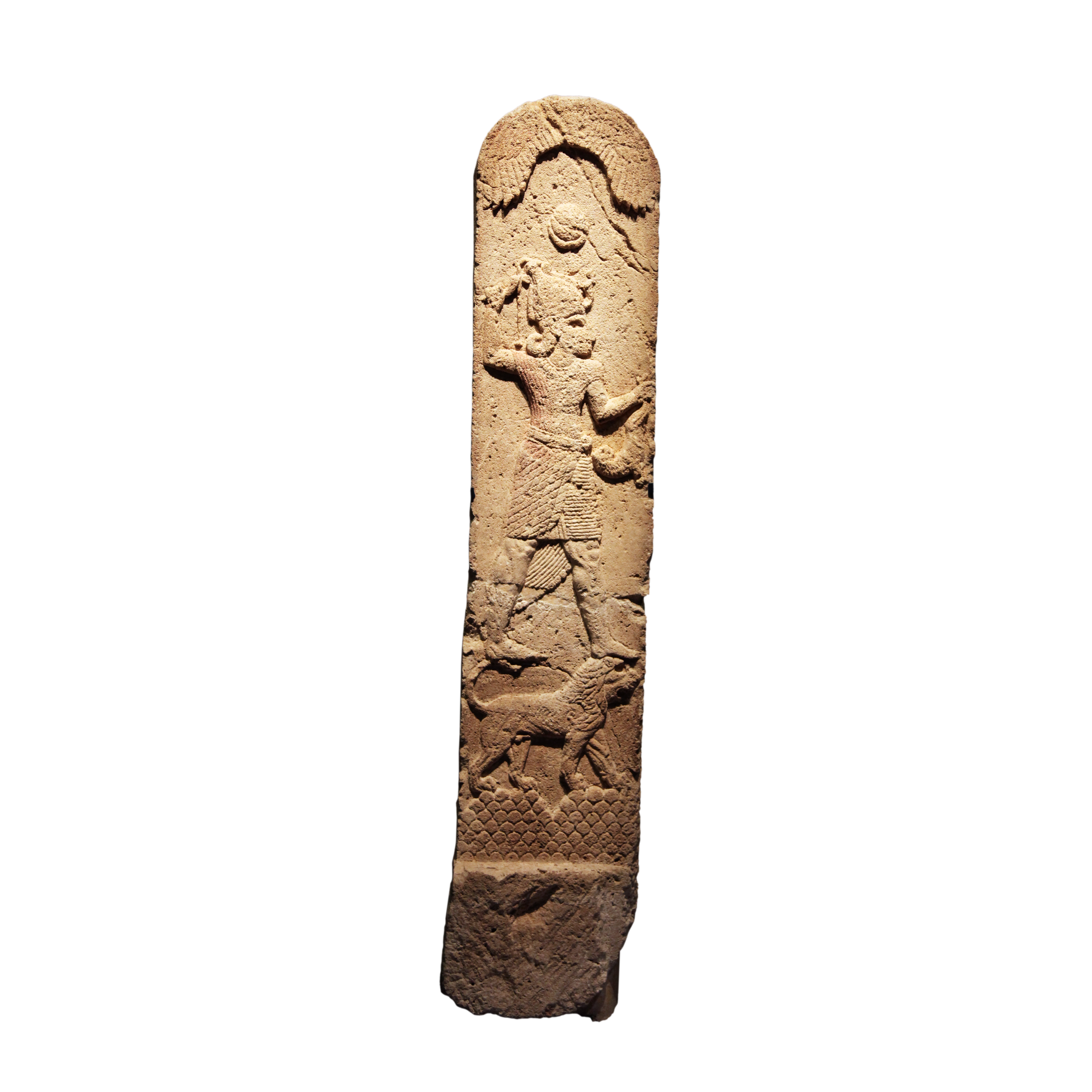
Stèle dite d'Amrit ou de Shadrafa, Tell Kazel, début VIIIe siècle av. J.-C. Musée du Louvre.
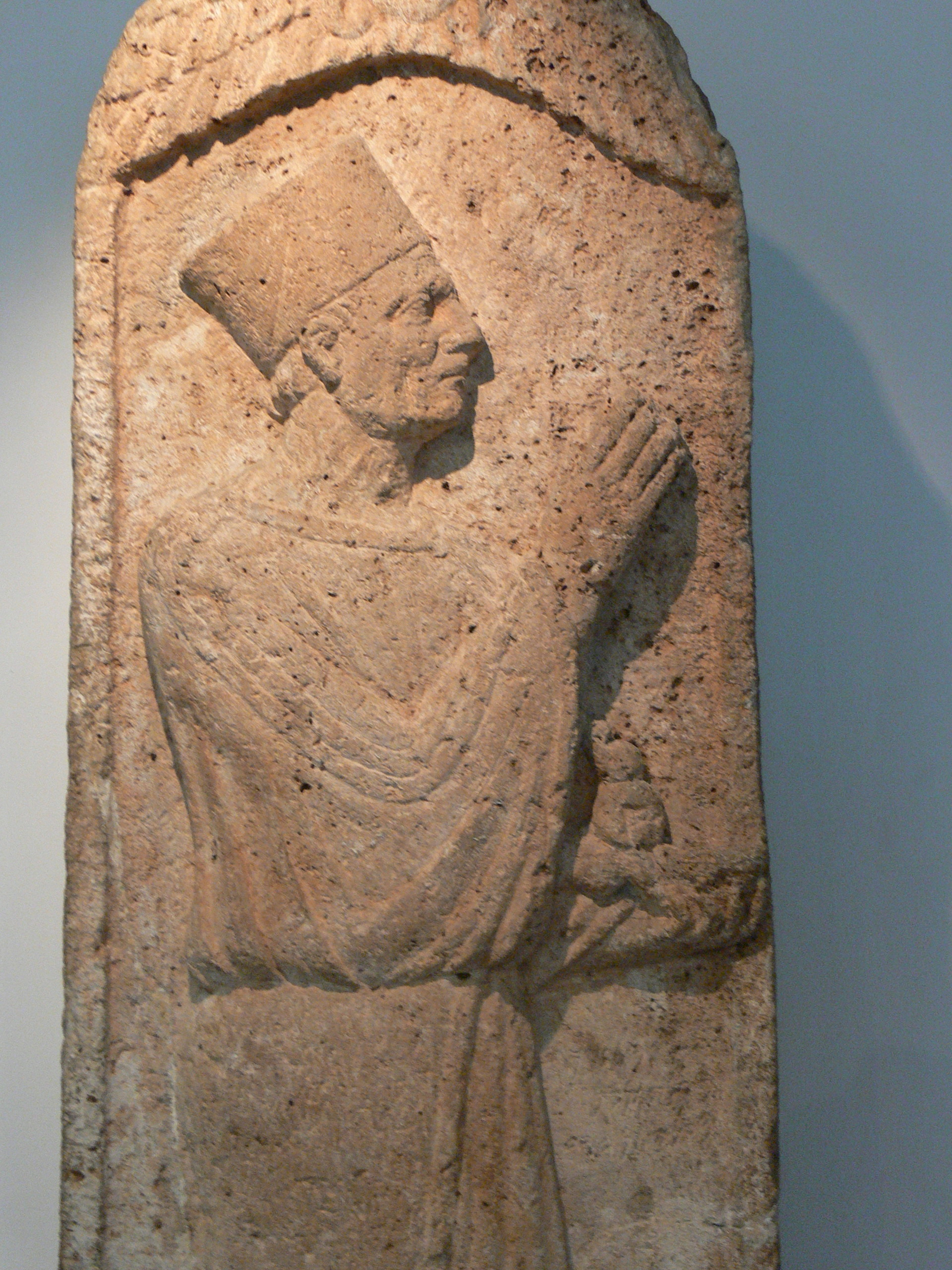
Stèle funéraire du prêtre Baalyaton. Oum el-Amed, IIIe siècle av. J.-C. Ny Carlsberg Glyptotek.

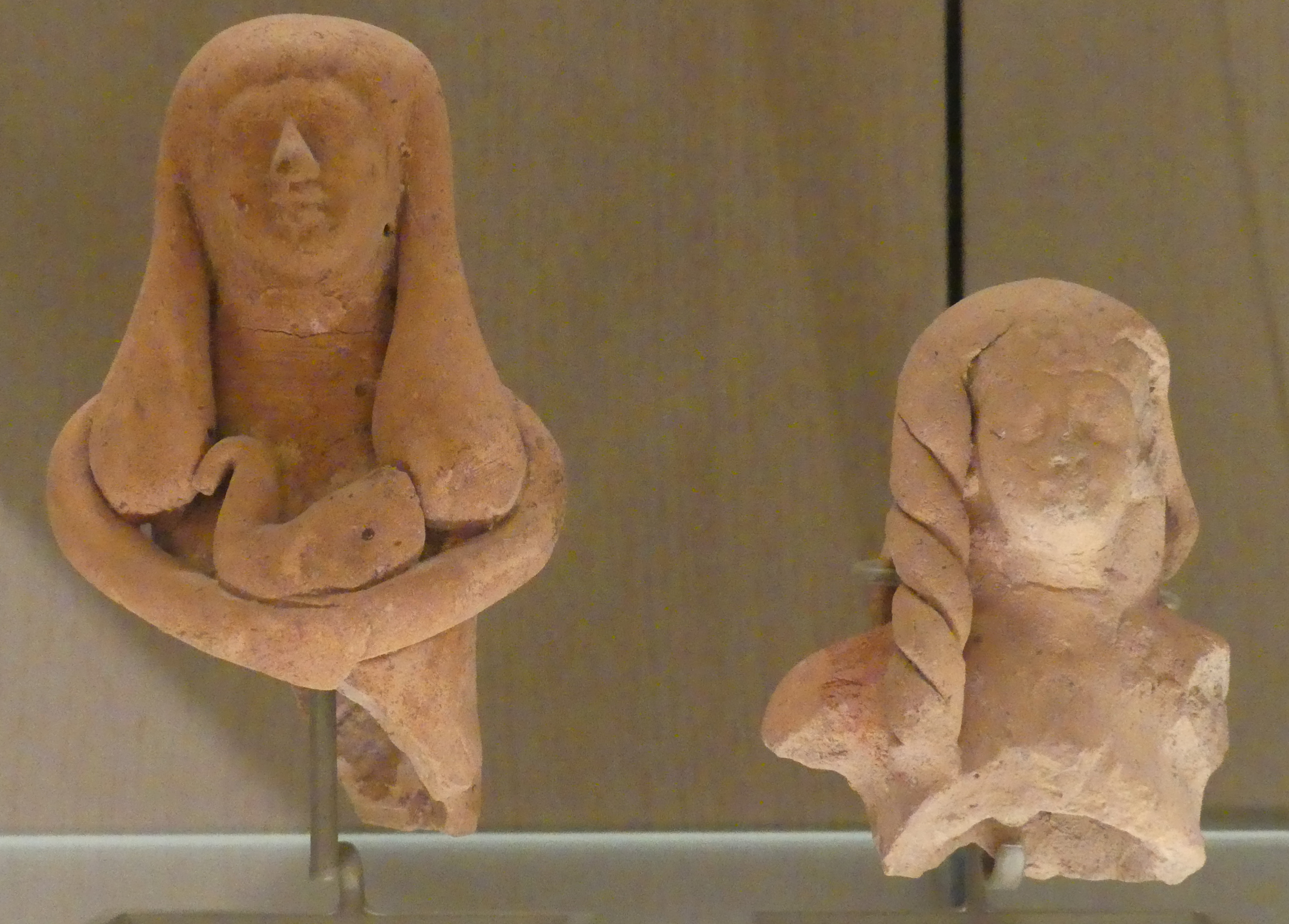
Figurines de femmes, Tyr, Fer II. Musée national de Beyrouth.
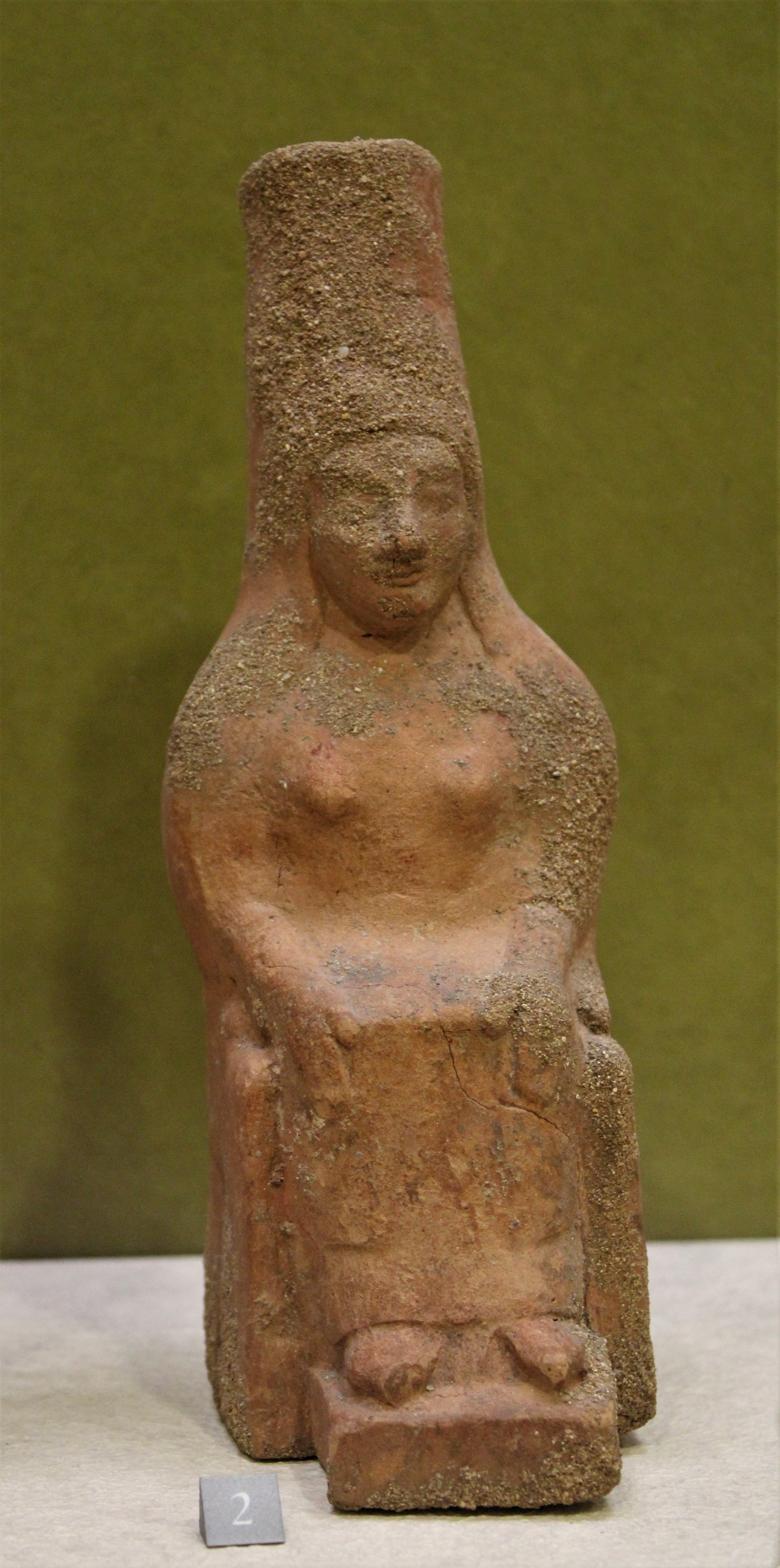
Femme assise à tiare cylindrique, VIe siècle av. J.-C., Tyr. Musée du Louvre.
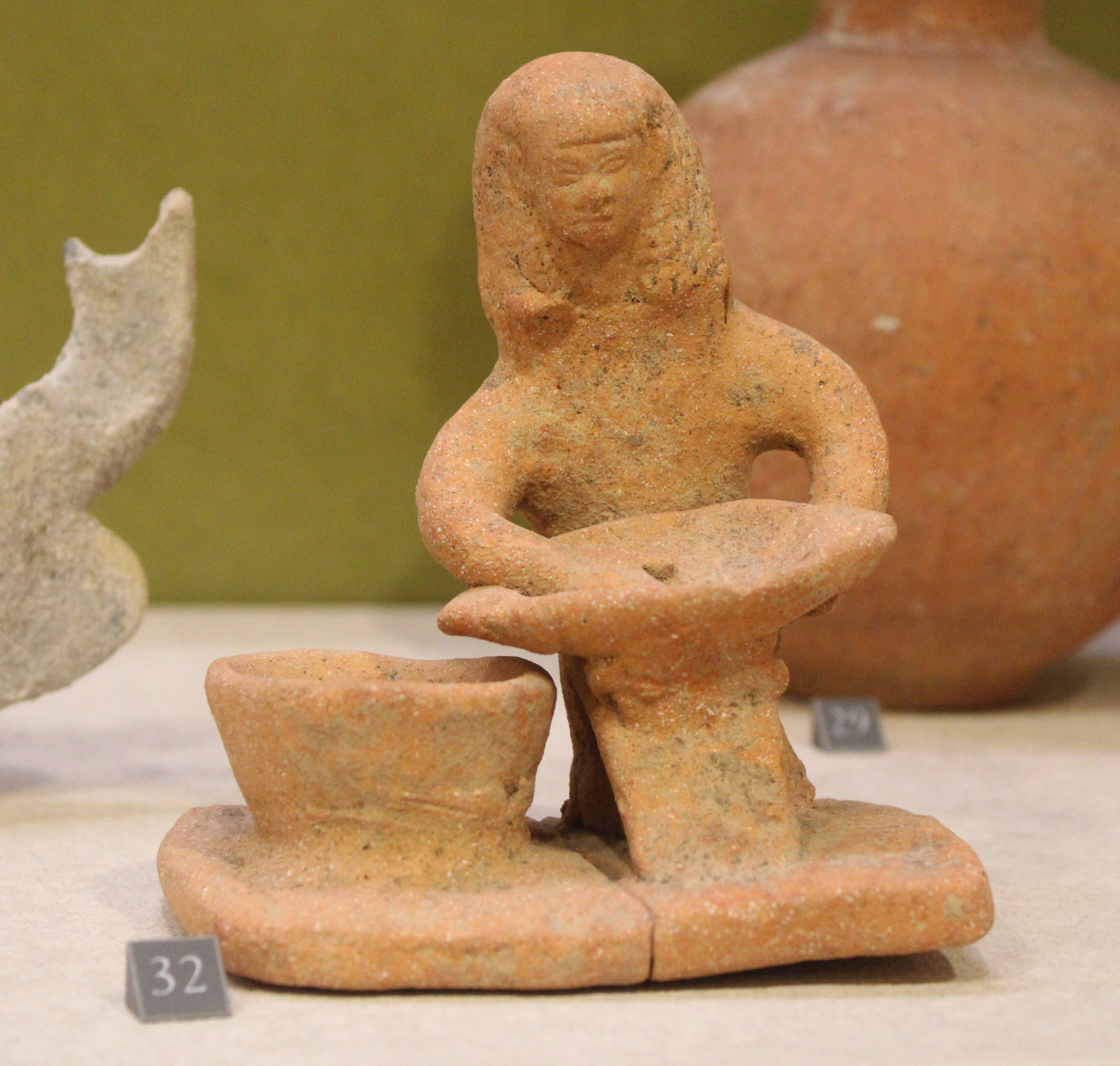
Femme assise tenant un plat ovale, VIIIe – VIe siècle av. J.-C. Actuelle Akzib. Musée du Louvre.

Les coupes décorées en métal sont une autre production caractéristique de l'art considéré comme phénicien, provenant sans doute de différentes régions (de Phénicie, mais aussi de Syrie du Nord, de Chypre) et largement diffusée, de l'Assyrie à la Méditerranée occidentale, signe qu'elles étaient considérées comme des objets prestigieux. Il s'agit de coupes hémisphériques peu profondes, fabriquées dans une feuille de métal (or, argent, bronze) martelée. Leur décor, employant notamment la méthode du repoussé, est dans bien des cas très élaboré. Une médaillon central comprend une scène figurées (roi terrassant des ennemis, combats d'hommes et d'animaux ou d'animaux entre eux, etc.) ou bien une rosace, et des bandes circulaires comprennent des frises (défilés de soldats, processions, animaux),.

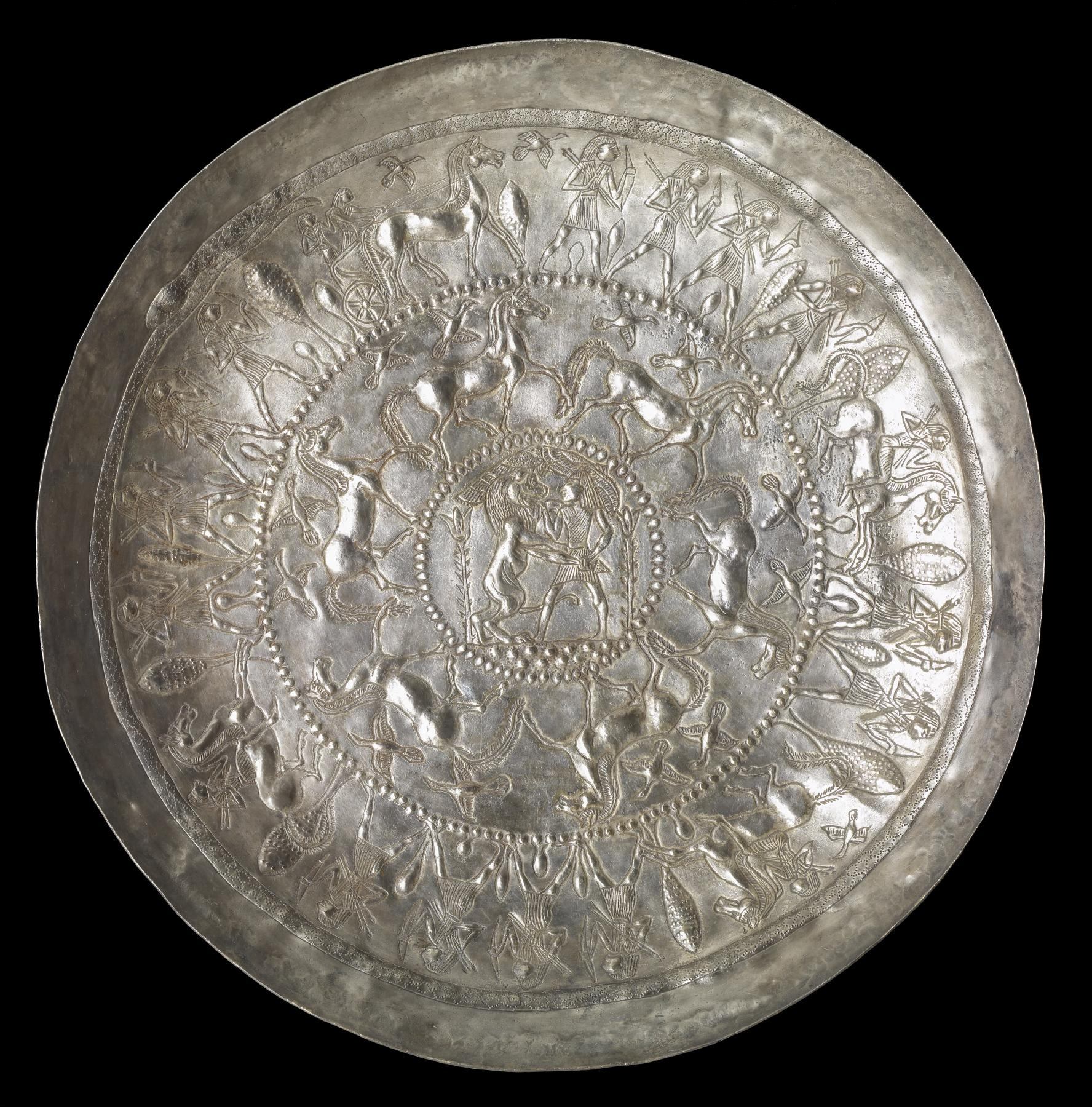
Bol en argent avec une représentation de scène de chasse, VIIIe siècle av. J.-C. Walters Art Museum, Baltimore.
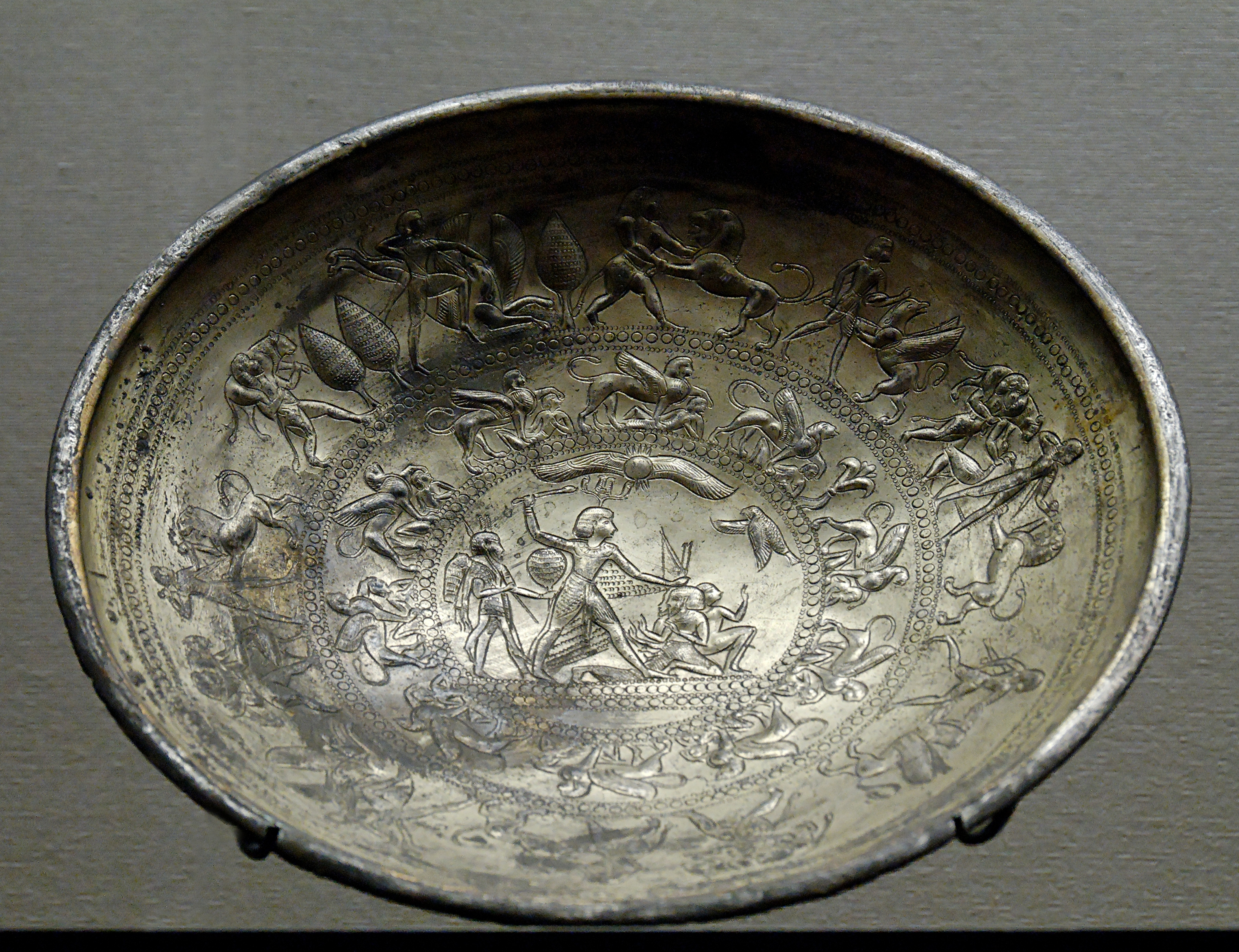
Coupe en argent doré provenant d'Idalion (Chypre). VIIIe – VIIe siècle av. J.-C. Musée du Louvre.
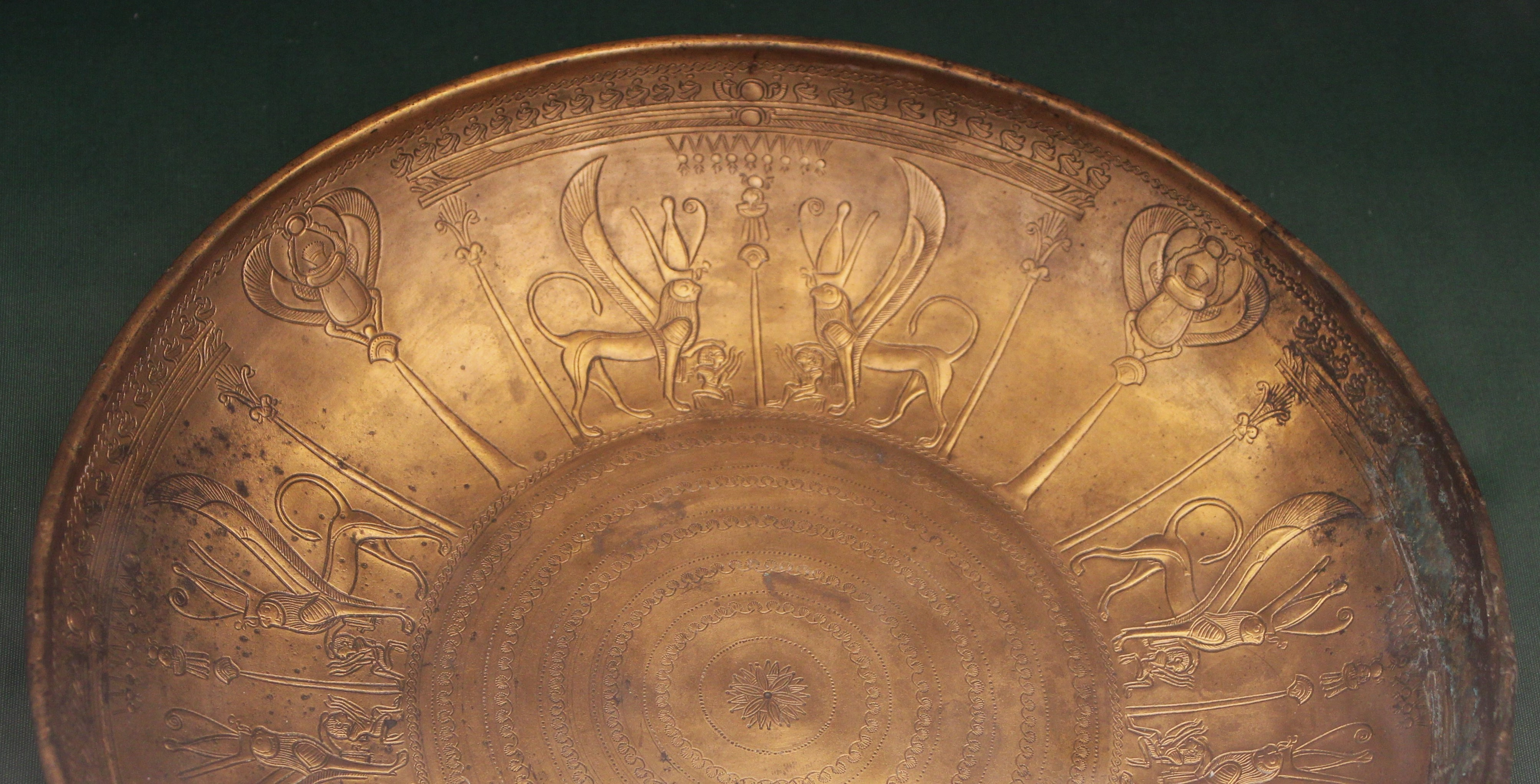
Détail d'un des bols en bronze de style égyptisant « phénicien » provenant de Nimroud (Assyrie). British Museum.

Les Phéniciens étaient réputés dans le monde antique pour leurs objets en verre. Ils produisent pour l'essentiel des objets en verre opaque coloré : des petits vases, des perles montées en colliers et des amulettes. Une production caractéristique de l'art phénico-punique, surtout attestée en Occident, sont les petits masques d'hommes barbus, servant peut-être d'amulettes,.

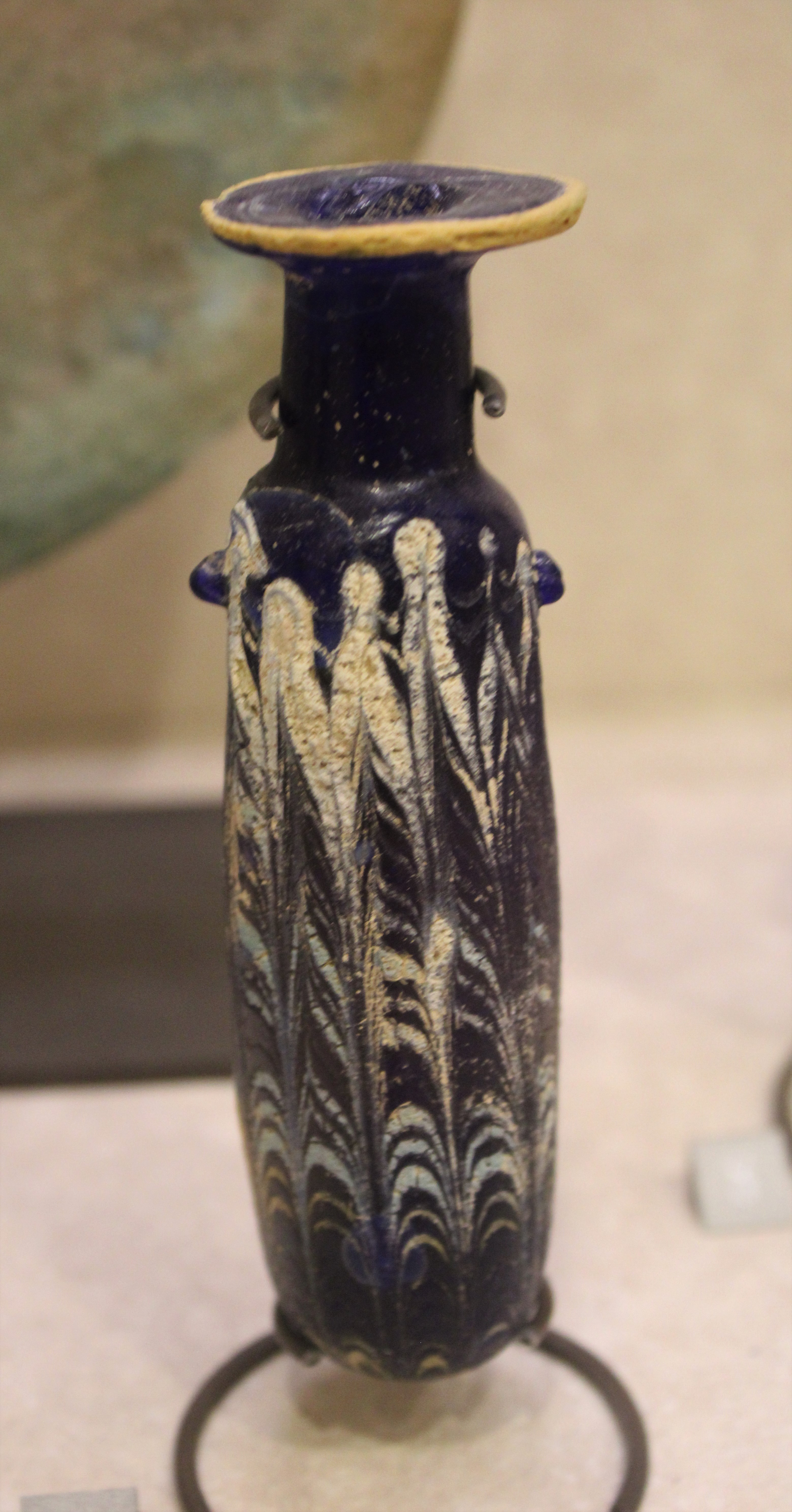
Alabastre en verre coloré, IVe – IIIe siècle av. J.-C., Kourion (Chypre). Musée du Louvre.
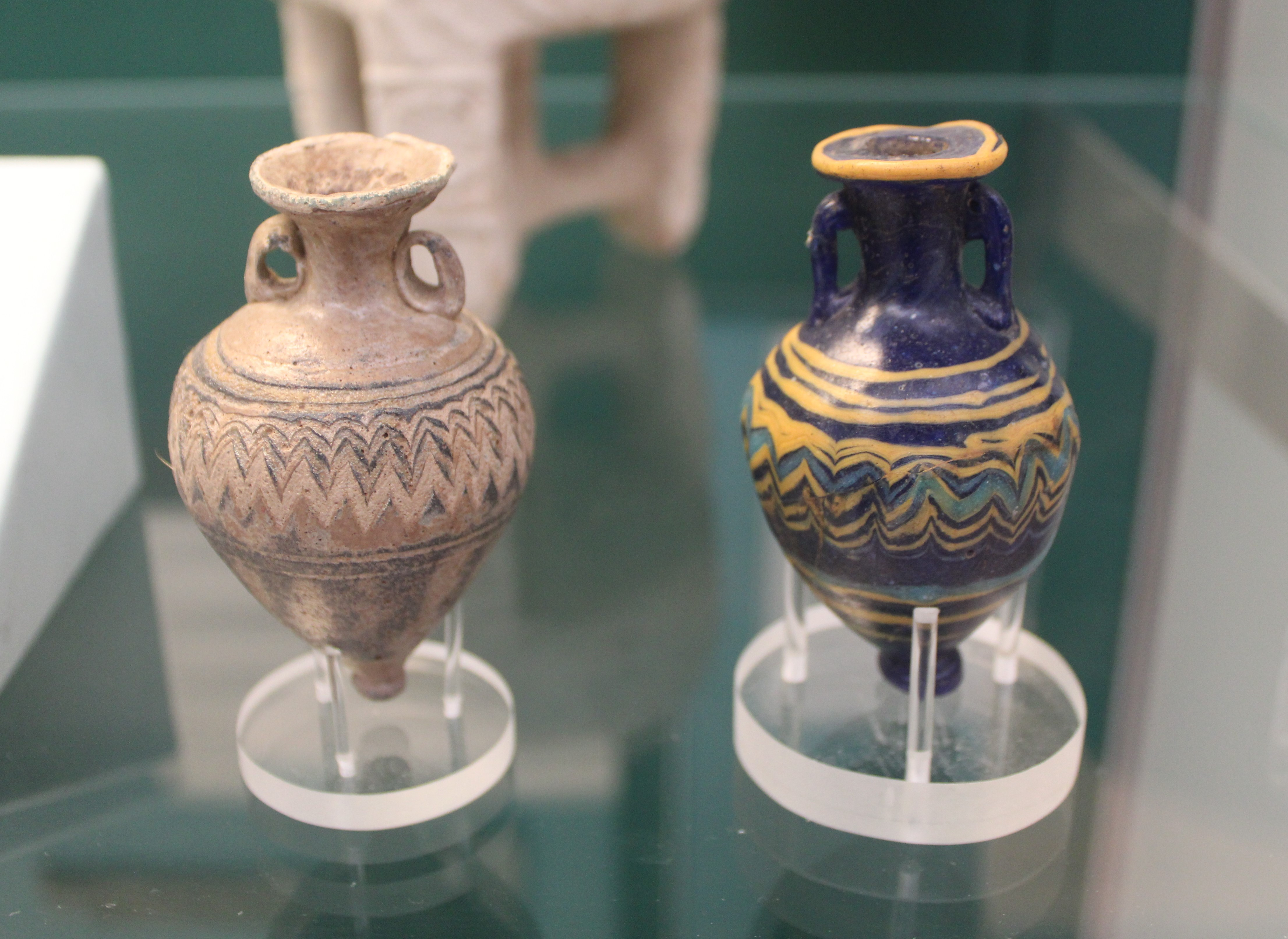
Deux fioles à parfum en verre coloré. VIe – Ve siècle av. J.-C., Tharros. British Museum.
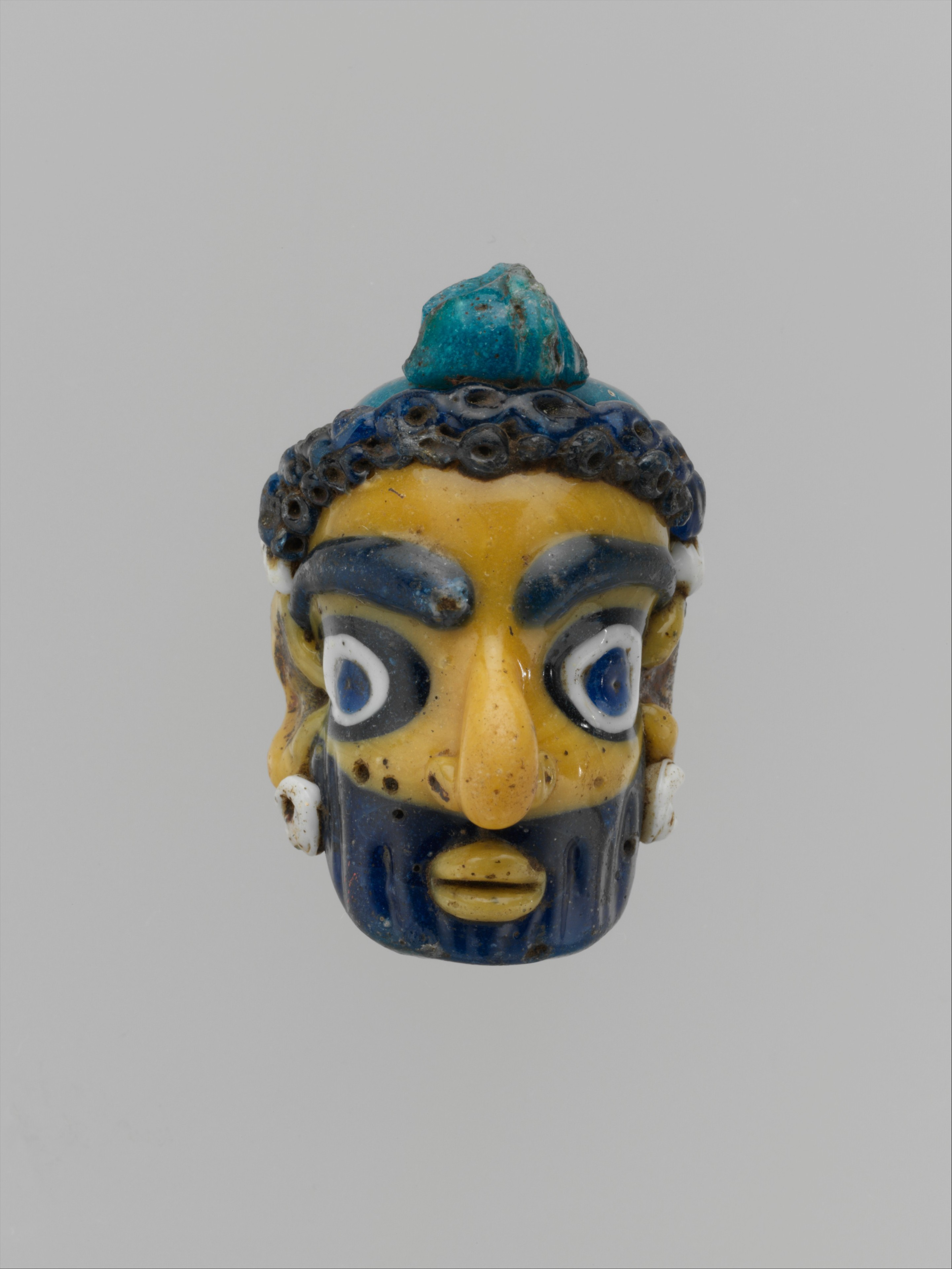
Tête d'homme barbu, pendentif, IVe – IIIe siècle av. J.-C., production carthaginoise. Metropolitan Museum.
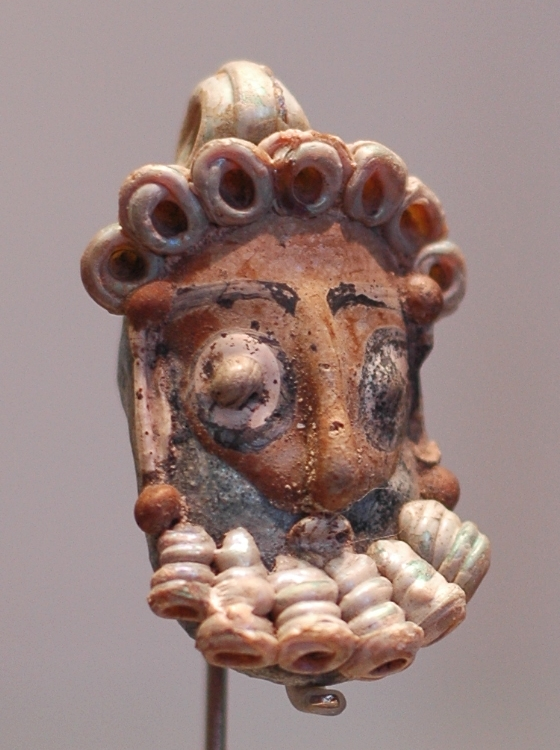
Tête d'homme barbu, pendentif, IVe – IIIe siècle av. J.-C. Nécropole punique de Carthage. Musée du Louvre.

Les artisans phéniciens ont également poursuivi les traditions de réalisation d'objets en ivoire qui avaient connu un essor à l'âge du bronze. Leurs réalisations sont surtout attestées par les plaques en ivoire sculptées mises au jour dans les palais de Nimroud en Assyrie, où elles avaient été amenées en tant que tribut ou butin, et entreposées dans des magasins (elles ne correspondaient probablement pas aux goûts de l'élite assyrienne). Il s'agit d'éléments de mobiliers, qui devaient s'intégrer dans des meubles en bois comprenant aussi des éléments en métal et pierres précieuses. Parmi ces objets on distingue en général deux ensembles, un « phénicien » caractérisé par un style plus égyptisant, et un « syrien » qui s'apparente plus à l'art des royaumes araméens de Syrie. Comme souvent pour la période leurs lieux de production exacts sont discutés,.

Ivoires de style « phénicien » provenant de Nimroud (Assyrie)
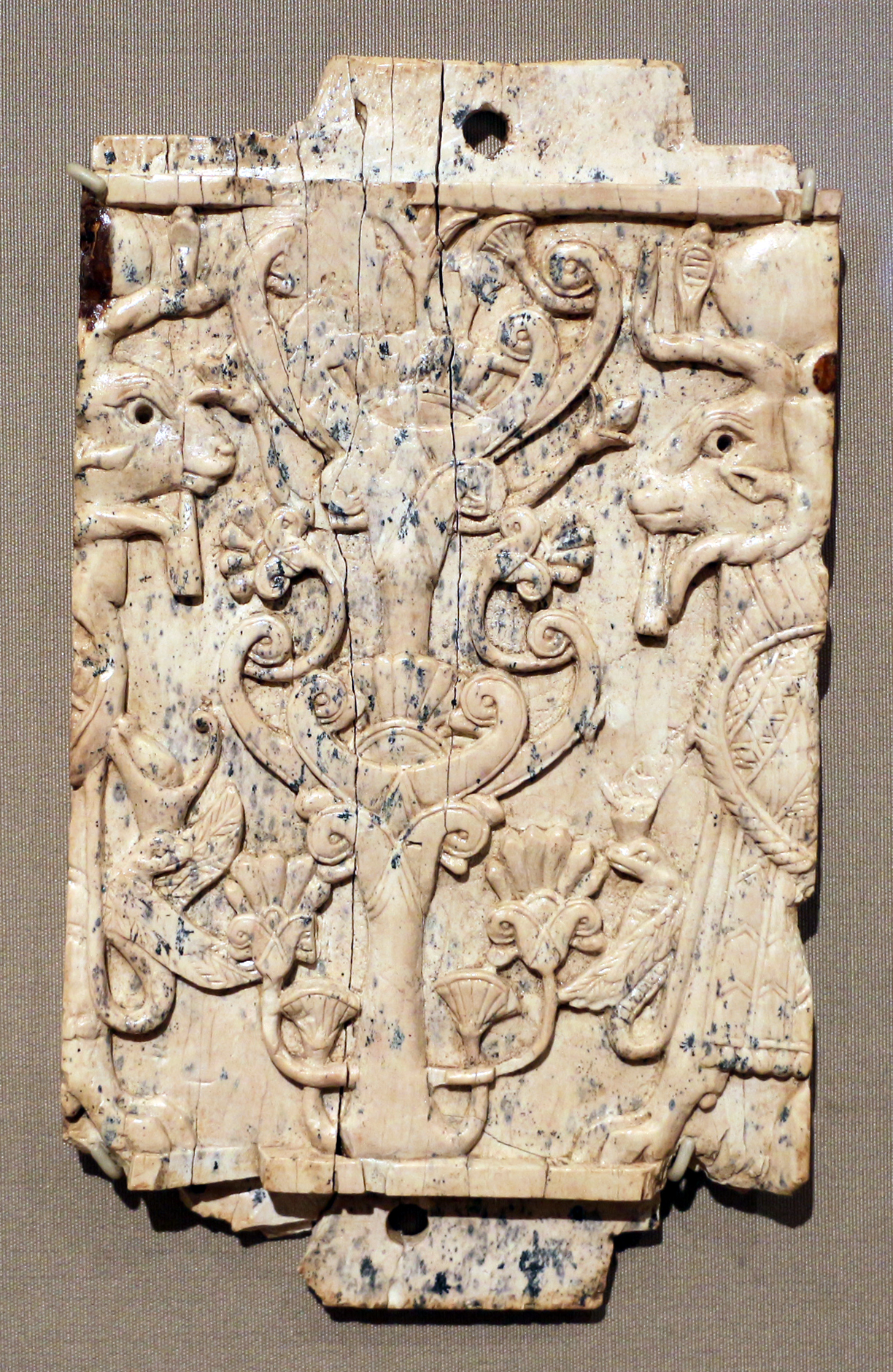
Cleveland Museum of Art.
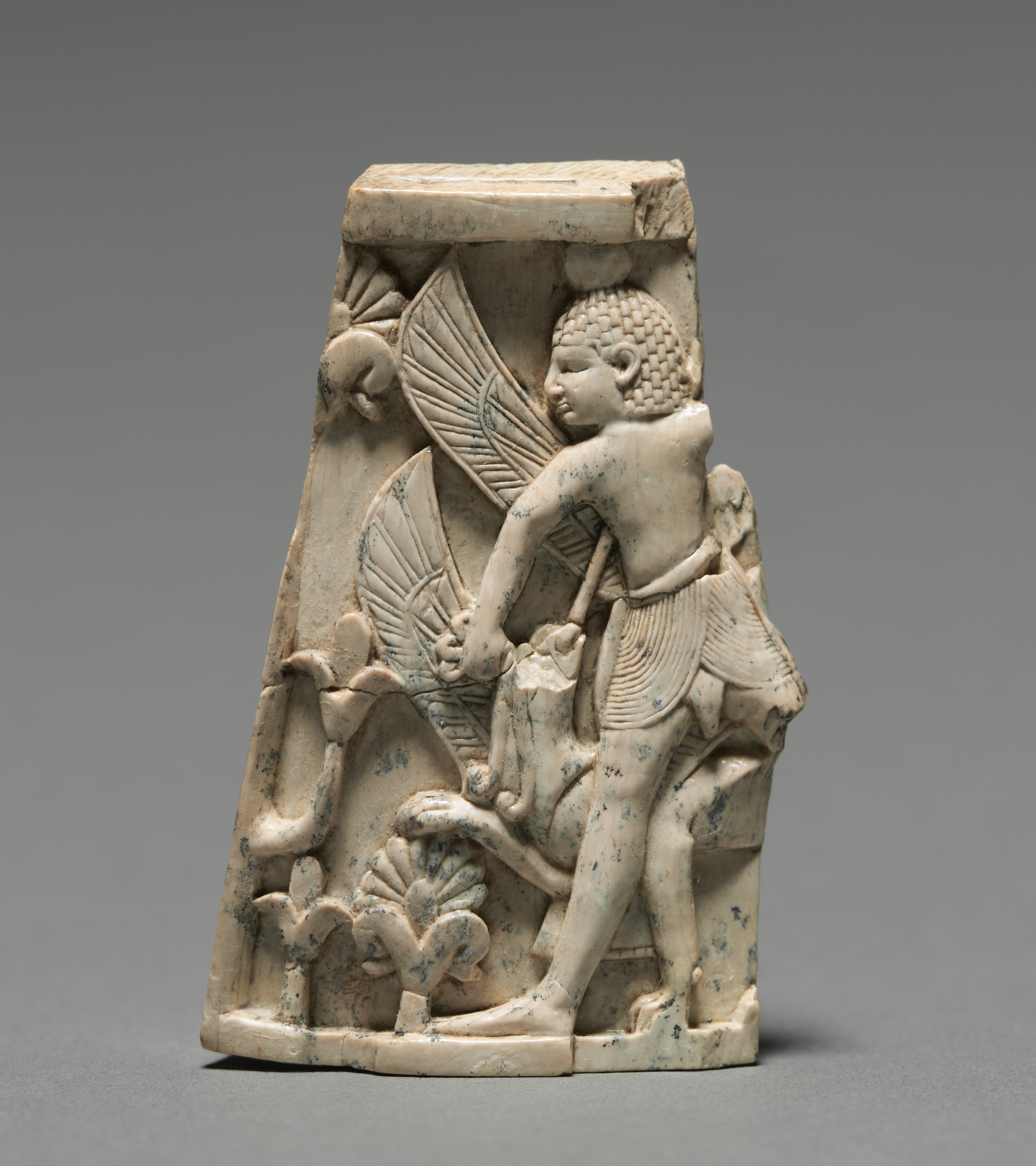
Cleveland Museum of Art.
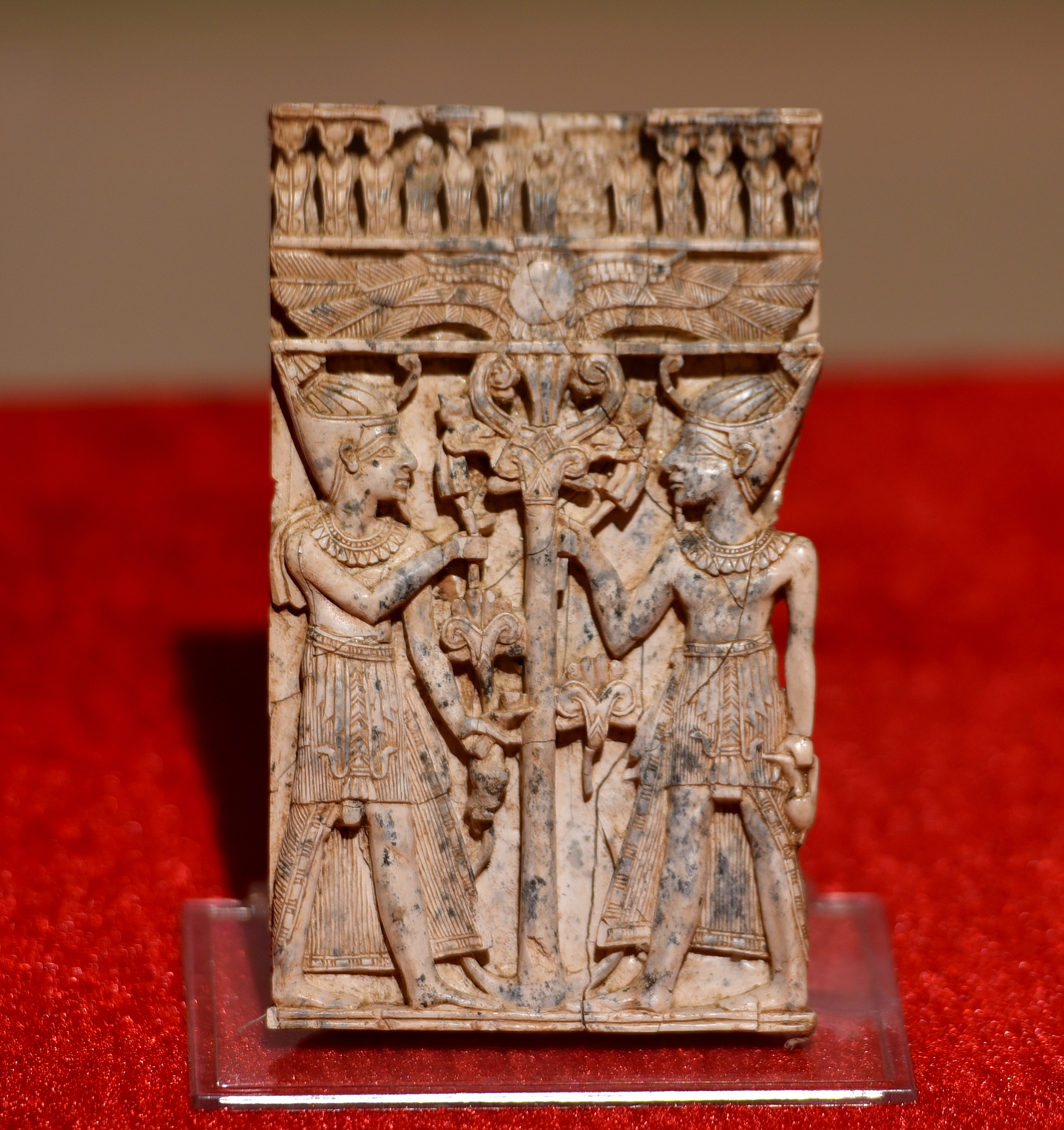
Musée national de l'Irak.
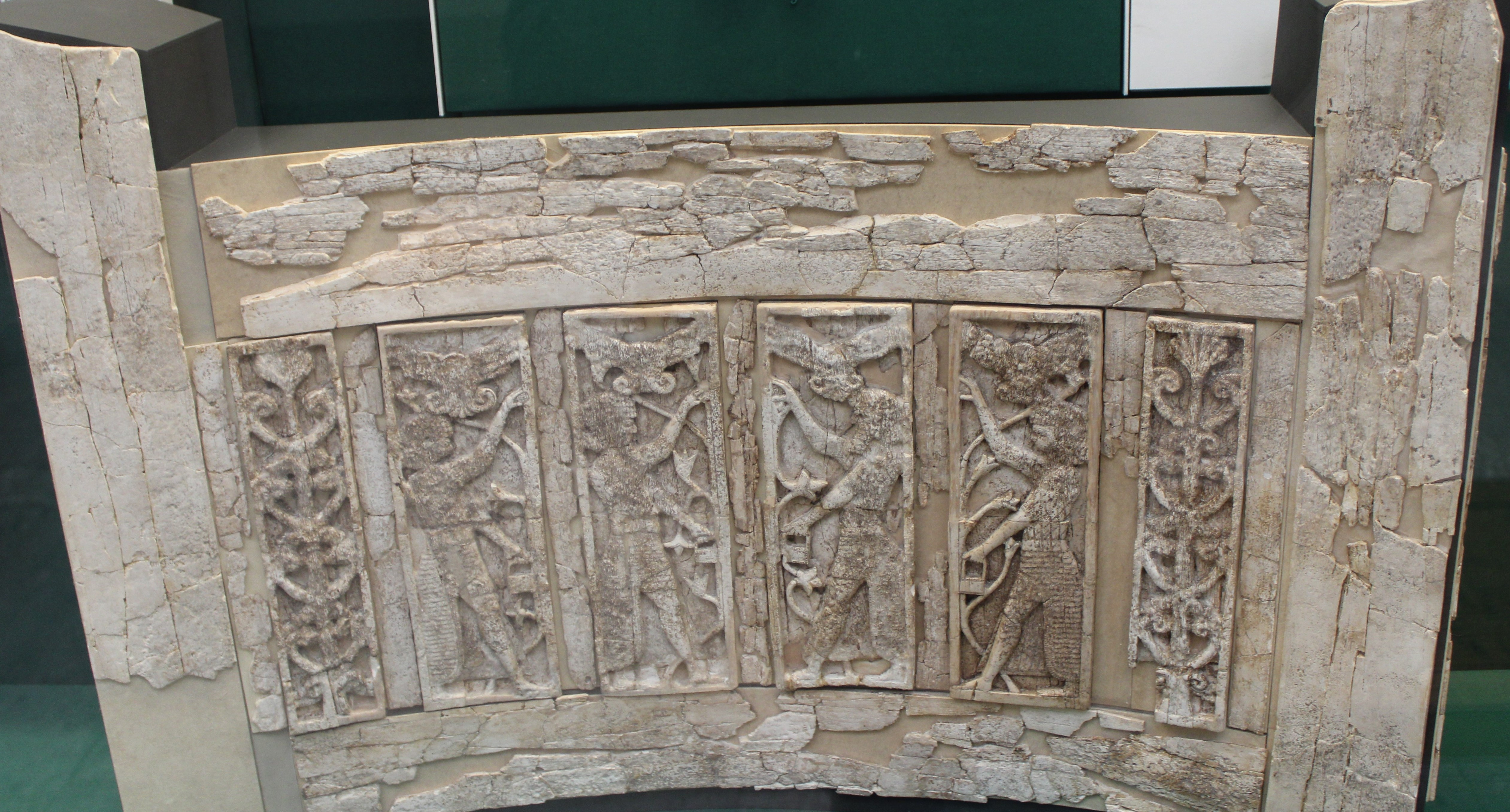
Dosseret de lit. British Museum.

La glyptique phénicienne est marquée par l'abandon du sceau-cylindre au début de l'âge du fer, laissant seuls les sceaux-cachets, dont les formes s'éloignent rapidement de celles des scarabées en usage aux périodes précédentes. Les images reprennent souvent des motifs égyptiens, une série étant marquée par la représentation d'un personnage royal portant la double couronne égyptienne. Par la suite les influences grecques prennent le dessus,.

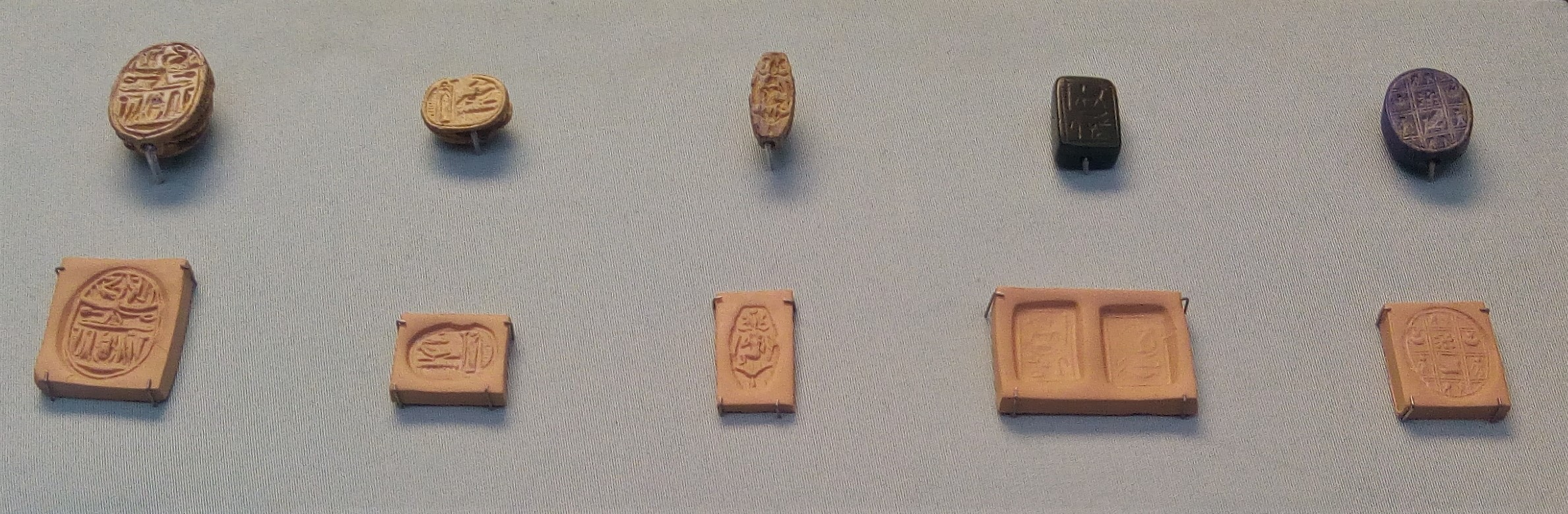
Sceaux et amulettes avec impressions modernes provenant d'Amrit, XIe – VIIe siècle av. J.-C. British Museum.

Le travail des œufs d'autruche est également développé depuis l'âge du bronze au Levant, et pratiqué dans la sphère phénicienne et punique. Les œufs peuvent simplement percés sur leur sommet, ou bien coupés au niveau de leur moitié ou un peu au-dessus. Ils sont décorés de motifs linéaires ou floraux, en ocre, jaune et noir. Dans le monde punique, les artisans confectionnent aussi à partir d’œufs d'autruches de petites plaques avec un ou deux yeux, formant des sortes de masques,.

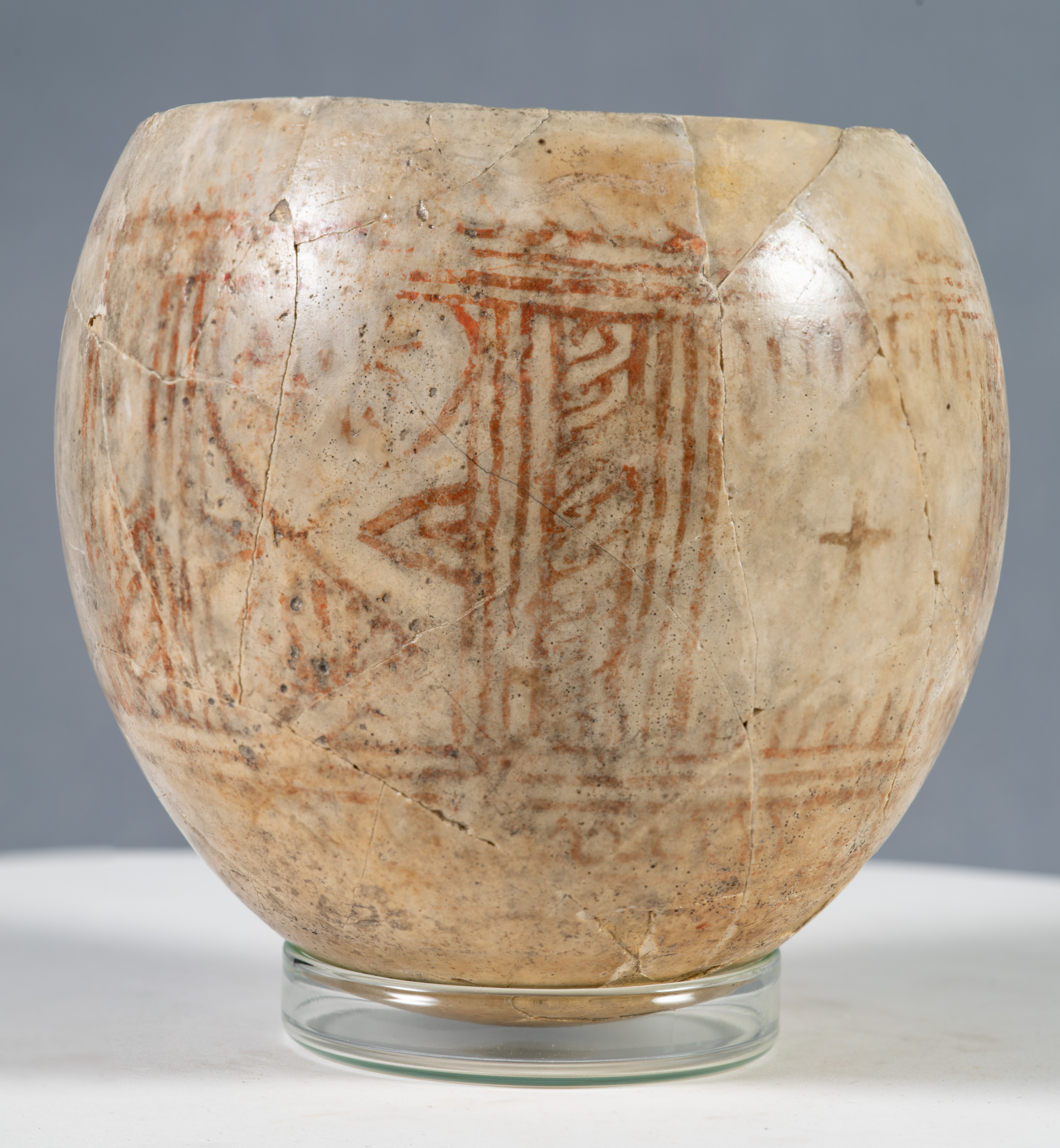
Oeuf d'autruche décoré provenant de la nécropole de Villaricos. Musée archéologique national de Madrid.
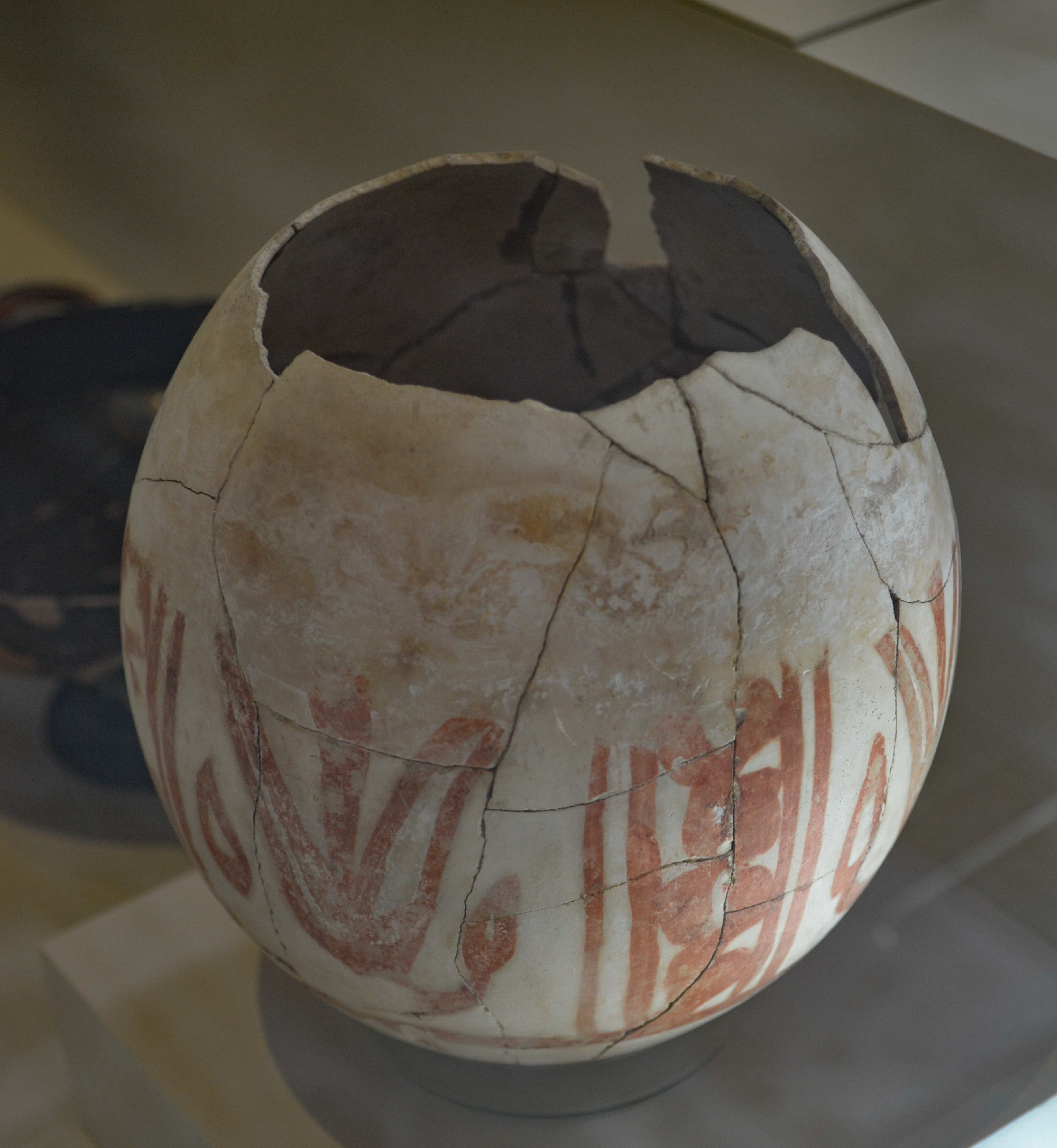
Oeuf d'autruche décoré provenant de la nécropole de Puig des Molins. Musée archéologique national de Madrid.

Un autre type caractéristique de l'art oriental de la période sont les coquilles gravées de tridacnes, comportant des motifs caractéristiques de l'art phénicien : des personnages, des animaux, des végétaux.

## Réceptions modernes

### Au Liban
La période d'apparition du Liban, entre la création du Grand Liban dans les années 1920 et l'indépendance en 1943, s'accompagne de débats sur l'identité libanaise, parmi lesquels prend place le « phénicianisme », qui met en avant la parenté entre les Libanais modernes et les Phéniciens antiques, animé par des intellectuels francophones réunis autour de Charles Corm et La Revue phénicienne, ainsi que le poète d'expression arabe Saïd Akl. Cela vise notamment a transcender les divisions confessionnelles, ainsi que le panarabisme, en revendiquant notamment l'ouverture du Liban vers l'Occident comme l'avaient fait les Phéniciens. Malgré ce rejet de l'identité arabe du Liban, les thèses phénicianistes se répandent également chez des auteurs d'expression arabe, majoritairement chrétiens. Les idées phénicianistes ont par la suite décliné et disparu des débats politiques et idéologiques, mais l'idée que le Liban était l'héritier des Phéniciens s'est solidement implantée dans la culture libanaise : les symboles phéniciens sont présents sur les billets de banque, les timbres, les noms faisant références aux Phéniciens sont employés pour nommer des projets urbanistiques, des écoles, des hôtels, des sociétés, une université, etc..

### Hypothèse d'une présence phénicienne en Amérique
L'idée d'une découverte de l'Amérique par les Phéniciens ou Carthaginois a été répandue. Un écrit espagnol du XVIIIe siècle mentionne la découverte de monnaies carthaginoises aux Açores, mais n'a jamais été confirmé. Une inscription en alphabet phénicien a été découverte en 1872 à Paraiba, au Brésil, avant de disparaître, mais elle est tenue pour être un faux élaboré à cette époque. D'autres documents ont servi à appuyer l'idée de la venue de Phéniciens au Brésil, qui a rencontré un certain écho et séduit certains historiens comme Cyrus Gordon, a encore quelques défenseurs, mais les spécialistes de la civilisation phénicienne rejettent cette hypothèse, car il n'y a pas suffisamment d'éléments permettant de supposer que des marins phéniciens aient atteint les rivages américains. Un historien, en 2016, dans son mémoire présenté pour l'obtention du grade de docteur, estime que cette hypothèse s'inscrit en fait dans un ensemble de propositions fantaisistes sur l'origine de l'occupation des Amériques qui ont été émises à la même période afin de justifier la position inférieure des populations indigènes dans les sociétés coloniales, en attribuant à des origines extérieures, donc non indigènes, les principaux accomplissements des civilisations précolombiennes, et en trouvant une présence occidentale ayant constitué un précédent à l'occupation de la période des colonisations des Amériques.

### Dictionnaires
- (en) Trevor Bryce et al., The Routledge Handbook of the Peoples and Places of Ancient Western Asia, Oxon et New York, Routledge, 2009.
- (en) Eric M. Meyers (dir.), Oxford Encyclopaedia of Archaeology in the Near East, 5 vol., Oxford et New York, Oxford University Press, 1997 (ISBN 0-19-506512-3).
- Edward Lipiński (dir.), Dictionnaire de la civilisation phénicienne et punique, Turnhout, Brepols, 1992.
- (en) Paolo Xella, José Ángel Zamora López et Herbert Niehr (dir.), Encyclopaedic Dictionary of Phoenician Culture, Louvain, Paris et Bristol, Peeters, 2018, vol. 1 : Historical Characters.

### Magazines
- Stevens Bernardin, Eric Gubel, Hélène Le Meaux, Annie Caubet, Robert Hawley et Françoise Briquel-Chatonnet, « Quoi de neuf sur les Phéniciens ? », Archéologia, no 620,‎ mai 2023, p. 30-45
- « Phéniciens, La puissance des cités marchandes », L'Histoire, no 508,‎ juin 2023, p. 28-55

### Synthèses introductives
- Michel Gras, Pierre Rouillard et Javier Teixidor, L'univers phénicien, Paris, Hachette, coll. « Pluriel », 2006 (1re éd. 1989).
- Claude Baurain et Corinne Bonnet, Les Phéniciens : marins des trois continents, Paris, Armand Colin, coll. « U », 1992.
- Françoise Briquel-Chatonnet et Éric Gubel, Les Phéniciens : aux origines du Liban, Paris, Éditions Gallimard, coll. « Découvertes » (no 358), 1998.
- Corinne Bonnet, Élodie Guillon et Fabio Porzia, Les Phéniciens : Une civilisation méditerranéenne, Paris, Taillandier, coll. « Texto », 2021.
- (en) Françoise Briquel-Chatonnet, « The Iron Age States on the Phoenician Coast », dans Karen Radner, Nadine Moeller et Daniel T. Potts (dir.), The Oxford History of the Ancient Near East, Volume IV: The Age of Assyria, New York, Oxford University Press, 2023, p. 1027-1114

### Études d'ensemble
- Sabatino Moscati (dir.), Les Phéniciens, Paris, Éditions Stock, 1997 (1re éd. 1988).
- Véronique Krings (dir.), La civilisation phénicienne et punique : manuel de recherche, Leyde, New York et Cologne, Brill, 1995.
- (es) José Ángel Zamora (dir.), El hombre fenicio : estudios y materiales, Rome, Consejo superior de investigaciones científicas, Escuela española de historia y arqueología en Roma, coll. « Serie arqueológica », 2003.
- (it) Sandro Filippo Bondì, Fenici e cartaginesi : una civiltà mediterranea, Rome, Istituto poligrafico e Zecca dello Stato, Libreria dello Stato, 2009.
- (en) Brian R. Doak et Carolina López-Ruiz (dir.), The Oxford Handbook of the Phoenician and Punic Mediterranean, Oxford, Oxford University Press, 2019.
- (en) Hélène Sader, The History and Archaeology of Phoenicia, Atlanta, Society of Biblical Literature, coll. « Archaeology and Biblical Studies » (no 25), 2019

### Catalogues d'expositions
- Liban : l'autre rive, Paris, Flammarion - Institut du Monde Arabe, 1999
- Élisabeth Fontan et Hélène Le Meaux (dir.), La Méditerranée des Phéniciens de Tyr à Carthage (exposition à l'Institut du monde arabe, 6 novembre 2007 – 20 avril 2008), Paris, Somogy et Institut du monde arabe, 2007 (ISBN 978-2-7572-0130-5 et 2-7572-0130-1).
- (en) Joan Aruz, Yelena Rakic et Sarah Graff (dir.), Assyria to Iberia : at the Dawn of the Classical Age, New York, The Metropolitan Museum of New York, 2014 (lire en ligne).

### Autres études
- (en) Jo Ann Hackett, « Phoenician and Punic », dans Roger D. Woodard (dir.), The Ancient Languages of Syria-Palestine and Arabia, Cambridge, Cambridge University Press, 2008, p. 82-102.
- Marie-Françoise Baslez et Françoise Briquel-Chatonnet, « Les Phéniciens dans les royaumes hellénistiques d'Orient (323-55) », dans Marie-Thérèse Le Dinahet (dir.), L'Orient méditerranéen de la mort d'Alexandre au Ier siècle avant notre ère. Anatolie, Chypre, Égypte, Syrie, Nantes, Éditions du Temps, 2003, p. 197-212.
- Edward Lipiński, Dieux et déesses de l'univers phénicien et punique, Louvain, Peeters, 1995.
- Sergio Ribichini, « Mythes et rites des Phéniciens et des Carthaginois », dans Gregorio del Olmo Lete (dir.), Mythologie et religion des Sémites occidentaux : II: Émar, Ougarit, Israël, Phénicie, Aram, Arabie, Louvain, Peeters, coll. « Orientalia Lovaniensia Analecta », 2008 (ISBN 978-90-429-1897-9), p. 265-372.
- Hédi Dridi, Carthage et le monde punique, Paris, Les Belles Lettres, 2006, 287 p. (ISBN 2-251-41033-3).
- Serge Lancel, Carthage, Paris, Fayard, 1992, 643 p. (ISBN 9973-19-420-9).
- (es) Juan Pablo Vita et José Ángel Zamora (dir.), Nuevas perspectivas I : La investigación fenicia y púnica. Cuadernos de Arqueología Mediterránea 13, Barcelone, Publicaciones del Laboratorio de Arqueología de la Universidad Pompeu Fabra de Barcelona – IEIOP, 2006.
- Corinne Bonnet, « La religion des Phéniciens », dans Corinne Bonnet et Herbert Niehr, La religion des Phéniciens et des Araméens, Genève, Labor et fides, 2014, p. 13-210.
- Josette Elayi, Histoire de la Phénicie, Paris, Éditions Perrin, coll. « Pour l'histoire », 2013 ; collection Tempus, 2018.
- (en) María Eugenia Aubet, « Phoenicia During the Iron Age II Period », dans Ann E. Killebrew et Margreet Steiner (dir.), The Oxford Handbook of the Archaeology of the Levant: c. 8000-332 BCE, Oxford, Oxford University Press, 2013, p. 706-716.
- Josephine Crawley Quinn, À la recherche des Phéniciens, Paris, La Découverte, 2019.
- (en) Carolina López-Ruiz, Phoenicians and the making of the Mediterranean, Cambridge, Harvard University Press, 2021